# 박근혜
박근혜(朴槿惠, 1952년 2월 2일 ~ )전 대통령은 대한민국의 제18대 대통령이다. 대한민국 최초의 여성 대통령이면서 최초의 2세 대통령이었으나, 박근혜-최순실 게이트로 인해 탄핵 소추 및 심판을 거쳐 헌정사상 최초로 대통령직에서 파면되었다. 제15~19대 국회의원과 한나라당 대표최고위원을 역임했다. 부친은 전직 대통령인 박정희로, 대한민국의 유일한 부녀 대통령에 해당한다.
본관은 고령이며 대구 출생이다. 제5~9대 박정희 대통령의 차녀이자 부인 육영수 여사의 장녀로 태어났고, 부친 박정희가 대통령에 취임한 1963년 말 이래로 청와대에서 자랐다. 1970년에 서강대학교에 입학하여 1974년에 졸업했고, 프랑스 그르노블 대학으로 유학길에 올랐다가 1974년 육영수 여사 피격 사건 이후 귀국해 1979년 10.26 사건 이전까지 사실상 대통령 배우자 직무를 대행했다. 아버지가 사망한 이후에는 육영재단과 정수장학회의 이사장을 지냈다.
1998년 재보궐선거에서 15대 국회의원으로 당선된 박근혜는 제19대 국회의원까지 내리 5선 국회의원을 지냈다. 2004년부터 2006년까지는 한나라당의 대표 최고위원을 역임하였으며, 2007년 한나라당의 제17대 대선 후보 경선에 출마하였지만 이명박에게 석패하였다. 이후 이명박 정부 기간 동안 한나라당 내 비주류계 친박연대를 이끌었다.
2011년 12월부터는 새누리당 비상대책위원장을 지내며 당 혁신 작업을 지휘하였고 2012년 제19대 총선을 승리로 이끌었다. 이후 새누리당의 대통령 선거 후보로 선출되어 2012년 12월 19일 실시된 제18대 대선에서 득표율 51.6%로 48.0%를 득표한 민주통합당의 문재인 후보를 누르고 당선, 2013년 2월 25일 대한민국의 제18대 대통령으로 취임하였다. 이로써 대한민국 최초의 여성 대통령이자 1987년 대한민국 헌법 개정 이후 최초 과반 득표 대통령, 최초 이공계 출신 대통령, 최초 독신 대통령, 최초 부녀 대통령으로 기록되었다.
대통령 선거 당시부터 제기된 국정원 대선 개입 사건으로 취임 직후부터 위기를 맞으며 국정을 수행한 박근혜는 임기 중 세월호 참사, 메르스 사태 등 국가적 재난에 제대로 대응하지 못해 국민의 불안감을 증폭시켰고, 창조경제를 위시한 추진한 정책 다수가 별다른 성과를 거두지 못했을 뿐만 아니라 미숙한 국정운영과 불통 논란 등으로 숱한 비판을 받았다. 그러나 60대 이상의 압도적 지지로 정권의 기반을 유지하다가 2016년 말 박근혜-최순실 게이트로 민간인의 국정 개입 사실이 낱낱이 폭로되면서 2016년 12월 3일 대한민국 국회에서 《대통령(박근혜) 탄핵소추안》이 발의되었다. 12월 9일 대한민국 헌정사상 두 번째로 국회에서 탄핵소추안이 가결되어 대통령 직무가 정지되었다.
2017년 3월 10일 헌법재판소에서 만장일치로 탄핵 소추안을 인용하면서 박근혜는 대통령직에서 파면되었고, 헌정 사상 최초로 탄핵된 대통령이라는 불명예를 안았다. 탄핵 후에는 곧바로 3월 21일 검찰에 소환되어 대한민국의 전직 대통령 중 전두환, 노태우, 노무현에 이어 네 번째로 검찰 수사를 받았고, 3월 31일에는 구속영장이 발부되어 서울구치소에 수감되면서 전두환, 노태우에 이어 세 번째로 구속된 전직 대통령이 되었다. 구속된 상태에서 수사와 재판을 진행하던 중에 2017년 10월 16일 6개월인 1심 구속기간이 만료되었으나 검사가 앞선 구속영장에 적시하지 않은 뇌물 공소사실에 대하여 다시 구속영장이 발부되어 구속기간이 최대 6개월 연장되었다. 이에 대하여 박 전 대통령 측은 반발하였고 모든 변호인단이 사임하였다. 한편 2017년 11월 3일 자유한국당은 박근혜 전 대통령을 제명했으며 역대 대통령 중 최초로 강제출당된 대통령이 되었다.
박근혜는 대기업 관련 범죄·문화예술계 블랙리스트 등 혐의 18개 와 국정원 특활비 · 공천개입 등 혐의 3개에 대해 각각 재판을 받았다. 전자는 2심, 후자는 1심 판결이 나온 상태이다. 2018년 4월 6일 18개 혐의에 대한 1심에서는 혐의 16개에서 일부유죄 및 유죄가 인정되어 징역 24년 및 벌금 180억 원을 선고받았으며, 2018년 8월 24일 2심에서 징역 25년 및 벌금 200억 원으로 형량이 늘어났다. 2018년 7월 20일 혐의 3개에 대한 1심에서는 2개가 인정되어 징역 8년 및 추징금 33억 원을 선고받은 상태이다. 이후 특활비·공천개입 사건이 분리되어 공천개입은 징역 2년이 먼저 확정되고, 특활비 사건은 최순실 등과 병합되고 감형되어 징역 20년이 확정되었다. 2개 재판을 합치면 형벌은 총 22년형과 벌금 180억 원과 추징금 35억 원이다.
그 뒤 수감 생활중 질병으로 인해 여러차례 형집행정지 없이 입원을 허가받아 병원에서 형기를 보내고 퇴원하는 일이 잦다가 삼성서울병원에서 입원중이던 2021년 12월 후임자 문재인 대통령의 결단으로 사면복권이 되었지만 입원 생활을 계속하던중 옥중서간집을 출간했다. 박근혜는 이후 대구 달성군 유가읍 대구테크노폴리스 인근의 자택을 구입하여 거주하고 있다.

## 정계 입문 이전

### 생애 초반

#### 출생과 초기 활동
박근혜는 1952년 2월 2일에 대구광역시 중구 삼덕동 1가 5-1번지에서 전시(戰時) 대구 주재 육군본부 작전‧교육국 작전차장 박정희 대령과 중등학교 교사 출신인 그의 부인 육영수의 딸로 태어났다. 현재 이 삼덕동 1가에는 돈부리집이 있는 상가가 위치해 있다. 어머니 육영수에게는 첫 소생이었으나 아버지 박정희는 이혼 경력과 전처소생의 장녀 박재옥이 있었으므로 박정희에게는 차녀가 된다. 형제로는 이복언니 박재옥이 있고 동복동생인 여동생 박근령과 남동생 박지만이 있다.
아버지 박정희는 1917년 경상북도 선산군 구미면 상모리(현재의 경상북도 구미시 상모동)에서 소작농 박성빈과 부인 백남의의 5남 2녀 중 막내로 태어났다. 구미공립보통학교(현재의 구미초등학교), 대구사범학교(현재의 경북대학교 사범대학)를 거쳐 만주군관학교 예과와 일본육군사관학교 본과를 졸업하고 만주국 육군 소위로 임관하여 중위 때 해방을 맞아서 귀국, 국방경비사관학교(현재의 육군사관학교) 제2기로 임관하여 재직 중이였다.
어머니 육영수는 충청북도 옥천군의 대지주인 육종관과 부인 이경령의 차녀로 태어나 배화여자고등보통학교(현재의 배화여자고등학교)를 졸업하고 옥천공립여자전수학교(현재의 옥천여자중학교)에서 가정과 교사로 1년 반 동안 봉직한 경력이 있었다. 외조부 육종관은 딸이 과거 혼인 경력이 의심스럽고 가난한 군인에 불과한 박정희와 결혼하는 것을 반대하였으나 박정희와의 결혼 결심을 굳힌 육영수가 어머니 이경령, 동생 육예수와 함께 박정희가 있는 대구로 가서 결혼식을 강행하였다.
박정희는 소령이던 1949년, 여순 사건에 따른 숙군 여파로 육군 특무대(현재의 국군기무사령부)의 가혹한 고문끝에 남조선로동당 가입 혐의로 육군 고등군법회의에서 유죄를 선고받고 파면되어 육군 정보국에서 직제에도 없는 문관으로 근무하였다. 1950년 한국 전쟁의 발발로 인해 가까스로 복직하고 대구사범학교 후배이자 부하 장교인 송재천(육영수의 이재종오빠)의 소개로 만난 육영수와의 재혼에 따른 안정기를 구가하던 시절이 박근혜가 태어난 무렵이다. 한국 전쟁이 휴전에 들어가자 군인인 아버지의 임지를 따라 전라남도 광주시, 서울특별시에 거주하며 유년기를 보냈다.

#### 5·16 군사 정변
1961년 5월 15일 오후 10시 경, 거사를 위해 집을 나서려던 육군 제2군 부사령관 박정희 소장에게 부인 육영수가 "근혜 숙제 좀 봐주세요."라며 가족간의 마지막이 될지도 모르는 면담을 에둘러 요구하였다. 이에 박 소장은 잠시 방에 들러 숙제를 하고 있던 초등학교 5학년생 박근혜와 곁에서 잠든 장모 이경령과 3녀 근영, 장남 지만을 훑어본 뒤에 집을 나선다. 이 때 "무슨 숙제입니까?"라는 거사 동지 장태화의 물음에 박정희는 "어, 뭐 그림 그리는 거야!"라고 답한다. 하지만 박근혜는 아버지의 기척은 알았으나 자신이 무슨 숙제를 하고 있었는지는 기억나지 않는다고 후술하였다.
"그날 아버지께서 들어오셔서 저를 한번 보고 나가신 것은 기억나는데요. 무슨 숙제를 하고 있었는지는 기억에 남아 있지 않아요. 어머니께서는 집안을 정리하시고 계셨습니다. 그날은 집안이 평소와 다르게 긴장되어 있었으나 저는 무슨 일이 있는지 알 수 없었습니다. 나중에 생각하니 어머니께선 만약의 사태에 대비하여 주변을 정리하신 것으로 생각됩니다."

#### 학창 시절
서울장충초등학교에 입학하여 1964년 2월 졸업하였으며, 정몽준 전 국회의원과 김승연 한화그룹 회장이 그의 초등학교 동창이다. 그 뒤, 카톨릭계 미션스쿨인 성심여자중학교를 거쳐 성심여자고등학교로 진학하였으며, 1970년 서강대학교 이공대학 전자공학과에 진학하여 전자공학을 전공하고 물리학을 부전공하여 1974년에 졸업하였다. 같은 해 봄 프랑스 유학을 떠나 그르노블 대학교의 어학연수과정에 입학하였다. 학문을 공부하기 위해서는 한국에서 공부한 프랑스어 만으로는 부족하다는 판단에서였고, 수료 후 전자공학 대학원에 진학할 예정이었다. 박근혜는 훗날 유학 동기에 대해 측근에게 "교수가 되려고 유학을 갔다"고 개략적으로 밝힌 것으로 전해진다.

### 청년기

#### 육영수 사망후 활동
프랑스 유학 중이던 1974년 8월 15일 광복절 기념 행사에서 어머니 육영수가 재일 한국인 문세광의 저격으로 사망하자 급거 귀국하였다. 육영수 사후 아버지 박정희는 재혼하지 않았기 때문에 대한민국의 대통령 배우자 역할을 대행하여야 했다. 1975년부터 박정희가 추진한 새마을 운동에 참여하였다. 이때 최태민이 그의 새마을 사업에 참여한 것이 후일 문제가 되기도 하였다. 이후 박근혜는 의전상의 대통령 배우자 권한대행으로서 아버지 박정희의 공식 행사와 해외 순방 등을 수행하였고 육영수 저격 사건 이듬해에 만들어진 육영수여사추모기념사업회 이사가 되었다.

#### 박정희 피격 이후
1979년 10월 26일 아버지 박정희가 살해당하자 며칠 뒤 청와대를 떠나 동생들을 데리고 서울특별시 신당동 사저로 돌아갔다. 박정희 피격 당시 슬퍼하지 않고 침착하게 대응하여 화제가 되기도 하였다. 이때 전두환에게서 아버지 박정희가 남긴 통치 자금 6억 원을 수령하였는데 이 사실은 박근혜의 정계 입문 이후 문제가 되기도 하였다. 1980년 한국문화재단 이사장을 지냈고, 1982년 육영재단 이사장, 1994년 정수장학회 이사장을 역임하였다.

#### 육영재단 운영권 분쟁
1982년 박근혜는 육영재단 이사장에 취임하였고, 최태민도 육영재단에 합류하였다. 이후 박근혜와 최태민은 함께 1989년 육영수를 추모하는 단체인 근화봉사단을 조직하였고, 박정희와 육영수를 추모하는 월간 신문인 근화보도 발행하였다. 1년 뒤인 1990년 9월 근화보는 15호를 마지막으로 폐간하였고, 박근혜와 여동생인 박근령과의 육영재단 운영권 다툼이 시작되었다. 박정희, 육영수 숭모회는 다툼의 원인은 최태민이 박근혜를 배후에서 조종하여 육영재단의 운영을 전횡한 것이라고 주장하였다. 당시 육영재단의 간부는 1987년 9월 2일 어린이회관 노조원들이 외부세력 물러가라며 1주일 동안 농성하였던 것은 최태민을 겨냥한 것이라고 주장하였고 '특별한 직책도 없으면서 육영재단 운영을 좌우해온 최태민을 싫어하면서도 박근혜와 막역한 관계 때문에 어느 누구도 기를 펴지 못하였다'고 주장하였다. 이에 박근혜는 1990년 11월 육영재단 이사장 퇴진 기자 회견에서 아래와 같이 밝혔다.
내가 누구에게 조종을 받는다는 것은 내 인격에 대한 모독이다, 최 목사는 88년 박정희 기념사업회를 만들 때 내가 도움을 청해 몇 개월 동안 나를 도와주었을 뿐이다.

이 때 박근혜의 여동생과 남동생인 박근령과 박지만은 최태민이 언니인 박근혜를 속이고 있으니 구하여 달라며, 당시 대통령이던 노태우에게 A4용지 12장 분량의 편지를 보냈다. 최태민은 1994년 사망하였으며, 이후 박근혜는 언론에서 최태민에 대하여 '저에게는 고마운 분'이라며 두둔하였다. 이에 논객인 조갑제는 '박대표는 한번 믿어버린 사람에 대해서는 객관적인 평가를 안하는 경향이 있는 듯하다'라고 말하였다.

#### 사회 활동
1980년 구 민주공화당 인사들과 유신정우회 인사들이 한국국민당을 창당하였고, 1987년에는 김종필을 중심으로 신민주공화당이 출범하였으나 박근혜는 참여하지 않았다. 1982년 박근혜는 육영재단, 1994년 정수장학회 등을 인수하여 운영하였다. 이후 언론에 모습을 드러내지 않고 정치적 발언은 삼가하며 육영재단과 정수장학회 일에 전념하다가 1998년에 이회창의 정계 입문 권유로 정계에 입문하였다. 그러나 육영재단과 정수장학회, 영남대학교 재단 운영 과정에서 비판이 있었고 후일 그가 한나라당 대표나 2007년 유력 대선 주자로 나올 때마다 비판이 제기되었다.

## 정치 활동

### 정계 입문
박근혜는 1997년 12월 2일 사촌 오빠 박재홍의 소개로 한나라당의 제15대 대통령 선거 후보였던 이회창과 만났다. 이후 1997년 12월 10일 제15대 대통령 선거 이회창 지지를 선언하며 한나라당에 입당하였다. 참고로 당시 남동생 박지만과 박근령은 새정치국민회의 후보로 출마한 김대중을 지지하였다. 15대 대선에서 한나라당이 패배하면서 한나라당은 야당이 되었다. 그 후 이회창의 권유로 1998년 4월 2일 한나라당의 후보로 대구광역시 달성군의 국회의원 보궐선거에서 당선되었다. 박정희 전 대통령의 딸이라는 점과 미혼 여성 정치인이라는 점 등으로 많은 주목을 받았다. 출신 성분은 아버지인 박정희 전 대통령을 지지하는 보수 진영 및 영남, 어머니인 육영수의 고향인 충청 지역의 지지를 얻는 데 유리하게 작용하였다. 이 후 박근혜는 2012년 제19대 국회의원 선거에서 비례대표로 당선될 때까지 내리 4선을 달서구에 출마해 당선되었다.
이후 2000년 한나라당의 부총재로 선출되어 2001년까지 활동하였으나, 2002년 2월 대통령 선거를 앞두고 이회창을 비판하며 한나라당에서 탈당하였다. 이후 한국미래연합을 창당 하였다. 2002년 5월 12일 조선민주주의인민공화국을 방문, 5월 13일 김정일 국방위원장과 만나 회담을 하고 5월 14일 서울특별시로 돌아왔다.
창당 초기에 받았던 높은 관심과 달리 2002년 제3회 지방선거에서 광역의원 2명을 배출하는 초라한 성적표를 냈다. 한나라당은 지선 이후 박근혜에게 복당을 요청했지만, 박근혜는 복당을 거절하였다. 이 후 제16대 대통령 선거 시즌이 다가오며 박근혜는 독자 출마를 모색하였는데, 당시 한일월드컵의 열풍을 타고 출마한 정몽준 의원과의 제3지대 단일화 여부가 많은 주목을 받았다. 6.13 지방선거와 8.8 재보궐 패배 이후 위태해진 노무현 후보를 비판하며 새천년민주당에서 탈당한 후보 단일화 협의회(후단협)은 박근혜 의원과 정몽준 의원, 이한동 전 국무총리 등 제3지대로 출마한 후보들의 단일화를 요구하였다. 정몽준은 박근혜와의 단일화를 추진하였으나 박근혜는 정몽준과의 단일화를 거절하였는데, 이는 당시 정몽준 캠프에 소속되어 있던 강신옥 변호사가 박근혜의 부친인 박정희 전 대통령을 시해한 김재규의 변호를 맡았던 경력을 문제삼았다는 이야기가 있다. 정몽준은 박근혜의 의사를 받아들여 강신옥 변호사를 캠프에서 내보냈으나 박근혜는 그 시기 한나라당으로 이미 복당한 이후여서 단일화는 최종적으로 무산되었다.
2002년 11월, 대선을 1달 앞두고 이회창 후보는 박근혜에게 한나라당과 합당할 것을 제의하였다. 초반에는 이회창과의 갈등 때문에 복당을 거부하던 박근혜도 이번에는 복당을 받아들였고, 2002년 11월 19일 한나라당 당사에서 기자회견을 열고 한국미래연합과 한나라당의 합당을 선언하였다. 이로써 한국미래연합은 창당 6개월 만에 한나라당에 흡수합당하며 해체되었으며, 박근혜는 한나라당 복당 이후 이회창 캠프의 선대위원장을 맡으며 대선을 이끌었다. 그러나 이회창은 노무현에게 대선에서 패배한 뒤 정계은퇴를 선언하였다.

### 노무현 대통령 탄핵
2004년 3월 12일, 한나라당이 다수(133석/273석)이던 제16대 국회에서 한나라당은 새천년민주당과 함께 노무현 대통령을 탄핵 소추하였다. 박근혜도 당론에 따라 탄핵안 발의와 가결에 참여하였다. 비슷한 성향의 언론과 학계의 지원이 있었으나 극심한 역풍이 불면서 대다수 국민의 반발을 샀고 한나라당은 최대 위기에 처하게 되었다. 또한 제16대 대선에서 불법 정치자금을 SK그룹 등으로부터 수수했다는 이른바 차떼기 사건이 불거지면서 한나라당의 지지도는 유례없이 급락해 최병렬 대표마저 사퇴하게 된다.

### 당대표 활동
한나라당이 '역풍 위기'에 처했을 때, 착실하게 당 내에서 입지를 쌓고 있던 박근혜가 그의 뒤를 이어 3월 23일 임시 당 대표가 되었다. 기존의 다선 의원, 중진 의원, 운동권에서 포섭해 온 세력 등과 다르게 박근혜는 여러 차례 기자 회견을 통해 국민에게 사죄를 표명했다. 2004년 3월 30일 KBS가 초청한 방송연설에서 박근혜는 "한나라당에게 마지막 한번의 기회를 달라"는 내용으로 눈물을 흘리며 연설을 하였고 이 역시 유권자들에게 동정표로 작용하였다. 또한 총선 직전 열린우리당의 정동영 의원이 "60대 이상은 투표 안해도 된다" 라는 발언으로 노인 비하 의혹에 휘말려, 한나라당에게 기회로 작용하였다.
개표 결과 17대 총선에서 한나라당은 원내 1당의 자리는 내주었지만 121석을 차지하여 예상 외의 선전을 하였다. '탄핵 역풍 위기'에서 박근혜가 한나라당을 구해낸 것이다. 이때부터 박근혜의 영향력이 커지기 시작하면서, 잠재적 차기 대권 주자로 부상했다. 이회창이 정계은퇴를 하기 전인 국민의 정부 시절까지만 해도 한나라당은 김영삼 전 대통령으로부터 시작된 민주계가 강력한 당권을 휘두르고 있었지만, 이회창의 은퇴와 17대 총선에서 발생한 박근혜의 부상으로 한나라당의 당권은 박근혜가 이끄는 친박과 민정계, 공화계로 급격히 넘어가게 된다.
박근혜의 당대표직은 임시직함이었기에 총선 이후 박근혜는 전당대회 출마를 선언, 2004년 7월 19일 전당대회에서 당대표에 선출되며 정식 당대표가 된다. 이 시기 박근혜는 싸이월드 미니홈피를 개설해 유권자들과 활발히 소통하는 한편 보수계 정당과 척을 지고 있던 민주화 세력과의 단합과 화해에 포커스를 맞추기도 했다. 2004년 8월 12일, 박근혜 대표는 김대중도서관을 방문, 박정희 전 대통령으로부터 탄압을 받았던 생전의 정적 김대중 전 대통령과 만남을 가졌다. 이 자리에서 박근혜는 "아버지 시절 고생하셨던 것에 대해 딸로서 사과말씀 드립니다" 라며 유신 시절 피해에 대한 사과의 뜻을 전달했고, 김 전 대통령은 "그렇게 말해주니 고맙다" 며 화해를 받아들이고 박근혜에게 동서화합의 적임자가 되달라는 조언을 남긴다. 언론에서는 이를 박근혜 대표가 한나라당의 호남 지지층을 넓히기 위한 행보라고 해석하기도 했다. 김대중 전 대통령은 사후인 2010년 출판된 자서전에서 "그 말이 난 참으로 고마웠다. 박정희가 환생해 나에게 화해의 악수를 청하는 것 같았다" 며 박근혜의 화해를 긍정적으로 평가하였다.
2005년에는 6월 13일 오전 신라호텔에서 열린 6.15 공동선언 5주년 기념 학술 회의에 다녀오기도 했다. 2005년, 박근혜 대표 체제에서 한나라당은 2차례의 재보궐선거를 모두 승리하였고, 이 때부터 박근혜에게 선거의 여왕이라는 별명이 붙게 되었다.

### 천막당사와 장외투쟁
2005년 12월 여당인 열린우리당은 사립학교법 개정안을 직권상정하여 처리하였다. 당시 대표인 박근혜는 곧바로 장외 투쟁을 선언하고 거리로 나섰다. 당시 한나라당 내부에조차 회의적인 시선이 많았다. "한나라당이 무슨 장외 투쟁이냐"라는 비아냥도 있었고, 국회 등원에 대한 여론의 압박도 심했다. 하지만 박근혜 대표는 장외 투쟁을 계속했고, 결국 여야는 한나라당의 장외 투쟁 3개월 만에 사학법 재개정 논의에 합의하게 된다. 박근혜 대표는 주변의 반대와 원외 투쟁에 소극적인 한나라당의 체질이라는 문제에도 불구하고, 사학법 재개정을 이끌어낸 것으로 평가되었다. 2004년 17대 총선의 '한나라당 천막 당사' 역시 "쇼 아니냐"라는 비판에도 불구하고 한나라당의 상징물로 기억됐다.

### 커터칼 피습 사건
2006년 5월 20일 지방 선거 유세 중 지충호가 휘두른 문구용 칼에 피습당하여 안면에 깊은 자상을 입었음에도 불구하고, 끝까지 당원들에게 선거 판세를 물어보는 모습을 보여 오히려 당 안팎에서 높은 지지를 얻는 계기가 되었다. 지충호는 이 사건으로 구속되었다. 이 사건은 2006년 5월 20일 박근혜가 경기도 군포와 인천 지원 유세를 마치고 오세훈 서울시장 후보 지원유세에 참가하던 중 19시 20분쯤 신촌 현대백화점 앞에서 지방선거 지원유세를 벌이다 지충호에게 피습당해 얼굴을 크게 다친 사건이다. 지충호가 휘두른 흉기는 10 cm가량의 커터칼이다. 당시 지충호는 인천에서 버스를 타고 신촌까지 온 뒤 범행을 위해 4시간을 기다린 후 오세훈 서울시장 지원연설을 위해 단상에 박근혜가 오르는 찰나 지충호는 자신이 가진 커터칼로 11센티미터의 길이에 걸쳐 박근혜의 턱을 그었다. 당시 대전광역시장 선거에서 한나라당의 박성효 후보는 열린우리당의 염홍철 후보에게 지지도에서 뒤지고 있었다. 그런데 병원에서 수술을 받은 직후 박근혜가 '대전은요?'라고 선거 판세를 물어본 것이 알려지면서 판세가 역전되었고 이후 지방 선거에서 박성효 후보는 염홍철 후보에게 근소하게 승리하였다.

### 2007년 제17대 대통령 선거

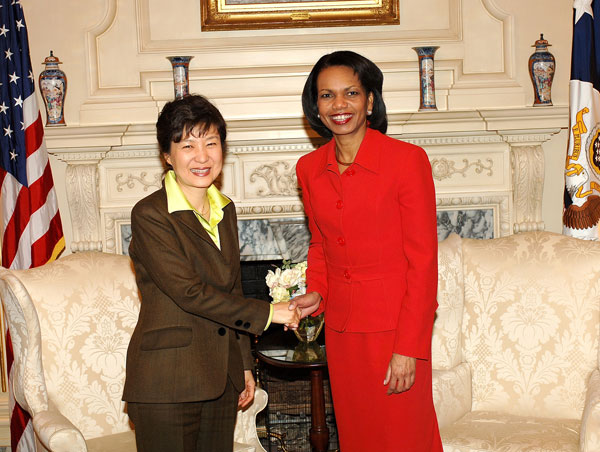
2007년 4월 미국 콘돌리자 라이스 국무장관과 면담을 가진 박근혜

2004년부터 한나라당의 위기와 재도약을 이끈 박근혜는 2007년 제17대 대통령 선거의 유력한 예비후보 중 하나였다. 박근혜는 한나라당의 당권과 대권의 분리 방침에 따라 2007년 대선을 1년 남긴 2006년 6월 16일에 대표직을 사퇴하고 대선 레이스에 돌입하였다. 박근혜의 가장 큰 상대는 서울특별시장을 지냈으며, 그 과정에서 청계천 복원, 버스 노선 개편 등으로 인기를 끈 이명박이었다. 본격적인 대선 경선 레이스가 시작되고 박근혜는 이명박의 부패 비리 의혹을 집중 제기하였다. 이 과정에서 BBK 주가 조작 사건 등이 처음으로 제기되기도 하였다.
박근혜는 2007년 한나라당 대선 경선에 나와 '줄푸세'라는 정책을 내세웠다. '세금은 줄이고, 각종 규제는 풀고, 법기강은 세운다'는 뜻으로 그의 대통령후보 경선시 주요 정책구호였다. 이 정책은 그녀의 보수적인 성향을 보여주는 대표적 정책이라는 평가가 있다. 자유주의(liberalism)적이라고도 할 수 있지만, 정확히는 신분제 등으로부터 억압받는 개인의 자유를 옹호하던 '고전적 자유주의자(liberalist)'라기보다는, 분배보다 성장을 중시하고 각종 규제로부터 억압받는 자본의 자유로운 이동을 옹호한다는 점에서 '신자유주의자(neo-liberalist)'에 더 가깝다는 평가가 있다. 이는 이후 제17대 이명박정부의 정책에도 많이 반영되었다.
2007년 7월 검증 청문회를 받았다. 이때는 그동안 박근혜가 정계 입문 이후 제기되어 왔던 각종 의혹이 모두 도마에 올랐다. 그러나 전두환 자금 6억 원 수수설 등 일부는 시인했으나 일부는 부정, 비판하였다. 이를 두고 곤란한 질문에는 이리저리 답변을 피하였다는 언론의 비판도 있었다.
열린우리당 윤호중 대변인은 이날 국회 브리핑에서 "박근혜 전 대표가 전두환 전 대통령으로부터 받은 돈이 9억이 아니라 6억이라는 것이 밝혀진 것을 빼고 하나도 새롭게 검증된 것이 없는 청문회였다"면서 "국민이 궁금해 하는 후보의 자질의혹을 검증하기보다 면죄부와 해명 기회만을 준 시간이었고 후보자의 맷집만 훈련시킨 청문회였다고 평가한다"라고 주장했다. 민주노동당 김형탁 대변인은 "정치쇼에 불과하다"면서 "하나마나한 청문회, 시간낭비, 전파낭비일 뿐"이라고 깎아 내렸다.
폭로전은 경선 때부터 시작되었다. 전당 대회를 3일 앞둔 2007년 8월 17일, 박근혜 경선후보는 "거짓으로 한나라당이 과연 집권할 수 있습니까?"라고 발언하기도 했다. 이명박 후보측은 도곡동 땅에 대한 검찰 발표가 판세에 별다른 영향을 주지 않았다고 주장하며, 자체 조사와 각 언론사 조사를 종합할 때 10% 이상 차이로 낙승할 거라고 주장했다. 이와 관련해 진수희 대변인은 "1위 후보가 압승을 해야 경선 후유증이 최소화 된다라는 생각이 확산되어 있기 때문에 최종적으로 우리가 15% 격차로 압승할 것으로 예상을 하고 있습니다."라고 주장했다. 그러나 박근혜 후보측은 자체 전수 조사 결과 근소하게나마 앞서기 시작했다면서 각종 의혹으로 이 후보에 불안감을 느낀 당심이 옮겨온다고 주장했다. 당시 세대별 지지율을 보자면, 이명박 후보는 3,40대로부터 상대적으로 높은 지지를 얻은 반면, 박근혜 후보는 50대 이상으로부터 상대적으로 높은 지지를 얻었다.
박근혜는 한나라당 대선후보 경선에서 일반 당원, 대의원, 국민선거인단 경선에서 모두 승리하였지만, 1표를 실제의 5표로 환산한 여론조사에서 뒤져 이명박에게 대선 후보 경선에서 패했다. 표의 등가성 문제와 관련하여 논란이 일었으나, 박근혜는 깨끗이 승복하였다. 하지만, 논란의 연장선상으로 이후에 대선 후보 자리를 박근혜에게 양보해야 한다는 주장도 제기되었다.

### 이명박 정부시절
이명박이 대통령에 당선된 이후, 한나라당에는 친이명박 계열과 친박근혜 계열의 갈등이 있었다. 한나라당 내에서 친박계 의원들의 숫자는 2008년 5월 18대 총선 직후에는 당내외를 합쳐 50여명 정도였고, 2011년 6월 비공식적으로 90 ~ 100명 정도 되는 것으로 추산되었다. 이명박 정부 출범 이후 이명박의 대통령 선거를 직접적으로 도와준 이재오, 이방호 등이 한나라당의 주요 직책을 맡았으며, 상대적으로 박근혜 계열의 정치인들은 홀대를 받았다.
2008년 총선에서 친이계의 이재오, 이방호 두 명은 적극적으로 이명박 계열의 정치인들을 후보로 내세우고, 공천에서 박근혜 계열의 정치인들을 대거 탈락시켰다. 박근혜는 이에 대하여 공천의 공정성이 결여되어 있다고 수차례 비판하였으나 공천 결과에는 변함이 없었다.
박근혜는 이에 대하여 "한나라당 공천이 잘못돼 가고 있고, 기준도 없는데다 엉망"이라고 비판하였다. 또 "오로지 원칙과 기준을 가지고 공정하게 해 달라고 했는데 BBK 이야기를 한 사람은 공천에 안 된다는 둥 살생부가 공공연하게 나돌고 있는데 이것은 정말 아니다"고 지적하였다. 그는 이어 "지난 번에 경선에서 정치 발전을 위해 깨끗하게 승복했고, 한나라당에서 처음 제대로 경선을 한 것이 아니냐"며 "그로 인해 정치가 크게 발전을 할 수 있는 계기를 마련할 수 있었는데 잘못된 공천으로 그것을 다 잃어버렸다."고 말했다. 박 전 대표는 "이런 공천을 가지고는 앞으로 선거가 끝나도 한나라당이 화합하기도 힘들고, 힘든 상황이 올 것이라고 믿는다"며 "정치 발전도 앞으로 기대할 필요가 없고, 한나라당의 발전도 기대할 필요가 없다"고 경고했다.
2008년 3월 12일 박근혜는 이명박 대통령과 현역 의원 50% 물갈이에 합의했다는 설에 대하여 "어마어마한 음모"라며 "나는 전혀 모르는 일"이라고 하였다. 박근혜는 "오늘 아침 기사를 보고 기가 막히기도 하면서 하다하다 이런 술수까지 난무하는구나라는 분노를 참을 수가 없었다"며 "이 쪽(친박계)에 다 뒤집어 씌우는 것이다."라고 흥분하였다. 그러면서 그는 "한나라당 이방호 사무총장이 우리 핵심 누구와 이야기를 했는지 분명하게 밝혀야 한다. 끝까지 밝혀 내겠다"며 "이방호 사무총장이 친박계 핵심 인사가 누군지 못밝힌다면 영남권 물갈이를 50% 한다고 해 놓고 우리한테 다 뒤집어 씌우려는 것이라고 볼 수밖에 없다"고 말하였다.
박근혜는 2009년 이명박 정부가 세종시 수정 의견을 내자 반대하였다. 그러나 이로 인하여 한나라당의 친이계와 친박계의 계파 갈등이 더 확산되었다. 2009년 여론조사 결과 텃밭인 영남 지역, 중장년층, 보수층의 박근혜 지지 비중이 1 ~ 2% 낮아지고 진보층, 충청 지역, 기타 연령대의 지지 비중은 1 ~ 2% 높아진 걸 볼 수 있는데 이 까닭은 여권 주류가 마음먹고 세종시를 지원해 경상북도의 혁신도시가 기업을 유치하지 못하게 된다는 불안감에 따른 것으로 추정된다. 세종시 논란 이후, 지지율이 다시 회복되었다.
박근혜는 정운찬 총리가 "자족기능 강화를 위해 세종시 계획을 수정해야 한다"고 하자 조목조목 반박하였다. 이 같은 비판은 10·28 재보선이 끝나자마자 정 총리가 세종시 수정 추진 행보에 속도를 붙이자 제동을 건 것으로 보였다.
박근혜는 2009년 10월 31일 부산광역시 해운대구에서 기자들과 만나 "세종시는 국회가 국민과 충청도민에게 한 약속"이라며 "세종시 문제를 개인적인 정치 신념으로 폄하해선 안 된다"고 말하였다. 정운찬 총리의 면담 제안에 대해서도 "국민과의 약속이 얼마나 엄중한 것인지 모르고 하는 말"이라며 "설득하고 동의를 구한다면 국민과 충청도민에게 해야지 내게 할 일이 아니다"라고 일축하였다. "행정복합도시라는 말 속에 문화시설과 교육, 과학 등을 다 포함한 자족기능이 들어가 있는 것"이라며 "약속을 지키고 부족하면 플러스 알파로 더 잘되게 해야지 약속을 어기면 안 된다"고 지적하였다. 이명박 대통령의 공식 세종시 수정 발언에도 불구하고 11월 27일 "할 말을 이미 다 했고, 입장(원안+알파(α))에 변함이 없다"며 기존 입장을 고수하였다.

### 친박연대 창당
대한민국 정당의 역사상 유례가 없는, 개인의 이름을 정당명으로 사용한 정당이 친박연대이다. 박근혜라는 개인의 이름을 정당명으로 사용하였다. 그래서 개인의 이름을 정당명으로 사용하는 것이 가능한가에 대한 시비가 있었다.
이런 상황에서 급기야 서청원, 홍사덕 등의 주도로 공천에서 탈락한 박근혜계 정치인들이 대거 탈당하여 친박연대를 창당하고, 다른 정치인들은 친박무소속연대를 결성하였다. 박근혜는 이들과 행보를 같이 하지는 않았지만 공천 결과에 대해 "나도 속고 국민도 속았다"는 강도 높은 비판과 함께 "살아서 돌아오라"는 발언을 통해 간접적인 지원을 하였다.
박근혜는 한나라당 후보로 국회의원에 다시 당선되었고, 이재오, 이방호는 낙선하였으며, 친박연대는 지역구 6석, 전국구 8석이라는 예상 외의 높은 지지율을 달성하였다. 친박 무소속 연대도 총 12명이 당선되었다. 이후에도 박근혜는 꾸준히 친박연대 및 무소속 친박 당선자들의 복당을 요구하였다. 친박 측과 앙금이 남아있던 강재섭 대표의 임기가 종료되고 박희태 전 의원이 대표로 부임한 뒤 마침내 친박무소속연대 소속 의원과 친박연대의 지역구 의원 전원이 한나라당으로 복당하여 한나라당 내 친박의원 의석수는 60여명에 이르게 되었다. 친박연대의 비례대표 의원 5명은 당명 개정, 독자 활동을 꾸준히 하였고 양정례, 서청원, 김노식은 당선무효형이 대법원에서 확정되어 의원직을 상실하였다.
미국산 쇠고기 반대 촛불 시위가 있었던 2008년 6월 박근혜는 "근본 대책이 나와야 한다"는 원론적인 얘기만 한 차례 한 뒤 줄곧 침묵을 지켰다. 하지만 촛불집회가 본격적인 거리 투쟁으로 비화된 5월에도 그는 당을 떠난 친박 측근들의 복당 문제 얘기를 주로 했다. 이후 계속되는 복당 요구에 네티즌들의 의해 '복당녀'라는 별명이 생기며 비판받기도 하였다.
남북 관계 경색이 지속되자 김대중 전 대통령과 함께 박근혜는 '대북 특사론'의 유력한 인물로 꼽혔다.
또한 박근혜는 이명박 대통령의 유럽 특사로 임명되어 계파갈등이 해빙될 조짐이 보이기도 하였다.

### 18대 국회의원 시절

#### 천안함 침몰 사건과연평도 포격
대한민국 제18대 국회에서 2010년 6월 29일에 북한의 천안함에 대한 군사 도발 규탄 및 대응 조치 촉구 결의(의안번호 1808656)의 원안가결에 찬성하였다.
대한민국 제18대 국회에서 2010년 11월 24일에 조선민주주의인민공화국이 대한민국의 대연평도를 향하여 170여 발을 포격하여 대한민국 해병 2명 및 대한민국 국민인 민간인 2명을 살해한 연평도 포격을 규탄하기 위한 북한의 무력도발행위 규탄 결의안(의안번호 1810030)을 찬성하였다.

#### 탈북자
대한민국 제18대 국회에서 2010년 3월 2일에 탈북자들을 위한 지역적응센터, 상담사제도, 북한이탈주민지원재단 설립등을 위해 발의된 북한이탈주민의 보호 및 정착지원에 관한 법률 일부개정법률안(대안)(의안번호 1807771)에 찬성하였다.

#### 복수 국적 문제 관련
대한민국 제18대 국회에서 2009년 12월 29일에 대한민국 정부가 혼인 관계를 유지하고 있는 결혼 이민자, 대한민국에 특별한 공로가 있거나, 우수 외국 인재로서 특별귀화한 자, 국적 회복 허가를 받은 자로서 특별한 공로가 있거나, 우수 외국 인재로 인정되는 자, 해외 입양 되었다가 우리 국적을 회복한 자, 그리고 외국에 장기 거주하다가 국내에 영주 귀국하여 대한민국 국적을 회복한 65세 이상의 자들을 대상으로 복수 국적을 제한적으로 허용하기 위하여 발의한 국적법 일부개정법률안(의안번호 1807200)의 수정가결에 찬성하였다.

#### 재외국민참정권 관련
대한민국 제18대 국회에서 2009년 2월 5일에 대한민국 헌법 제24조에도 불구하고 해외에 거주하는 약 240만명 대한민국 국민의 금지되었던 재외국민 참정권을 회복하기 위하여 발의된 공직선거법 일부개정법률안(대안) (의안번호 1803725), 주민투표법 일부개정법률안 (의안번호1803724), 그리고 국민투표법 일부개정법률안(의안번호 1800737)에 모두 찬성하였다.

### 2010년 지방 선거와 대선 행보

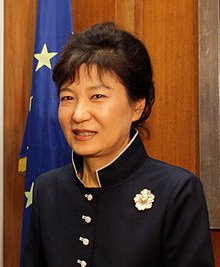
박근혜 (2011년)

박근혜는 2010년에 있었던 제5회 전국동시지방선거에서 대구광역시 달성군수로 출마했던 한나라당의 이석원 후보를 적극적으로 지원하였지만 이석원 후보는 무소속의 김문호 후보에게 패배하였다. 박근혜는 "달성군민이 판단한 것도 존중한다"고만 입장을 밝혔다. 차기 대선 후보로써의 지지율은 사상 최저치로 떨어져 25.1%를 기록하는 등 박근혜의 정치적 입지가 점점 좁아지자 박근혜는 2010년 하반기부터 차기 대선 행보에 초점을 두고 움직이기 시작했다. 12월 20일 열린 공청회에서 복지를 화두로 토론을 진행하였다. 박근혜는 인사말을 통해 "서구 선진국들의 전통적 복지제도가 한계에 이르렀다"며 맞춤식 생활 보장형 복지 국가를 제안하였다. 이후 12월 27일 박근혜의 대선 구상을 내놓을 '국가미래연구원'이 출범했다. 출범식에는 대한민국 내 학자들과 이한구 한나라당 의원 등이 참석했다. 그러나 심재철 한나라당 의원은 "복지를 늘리려면 세금을 더 거둬야 하는데 그 얘기는 감추고 무조건 복지만 잘해주겠다고 하는 것은 솔직하지 못한 태도"라고 비판했다.

### 당 비상대책위원장과 당명 개정

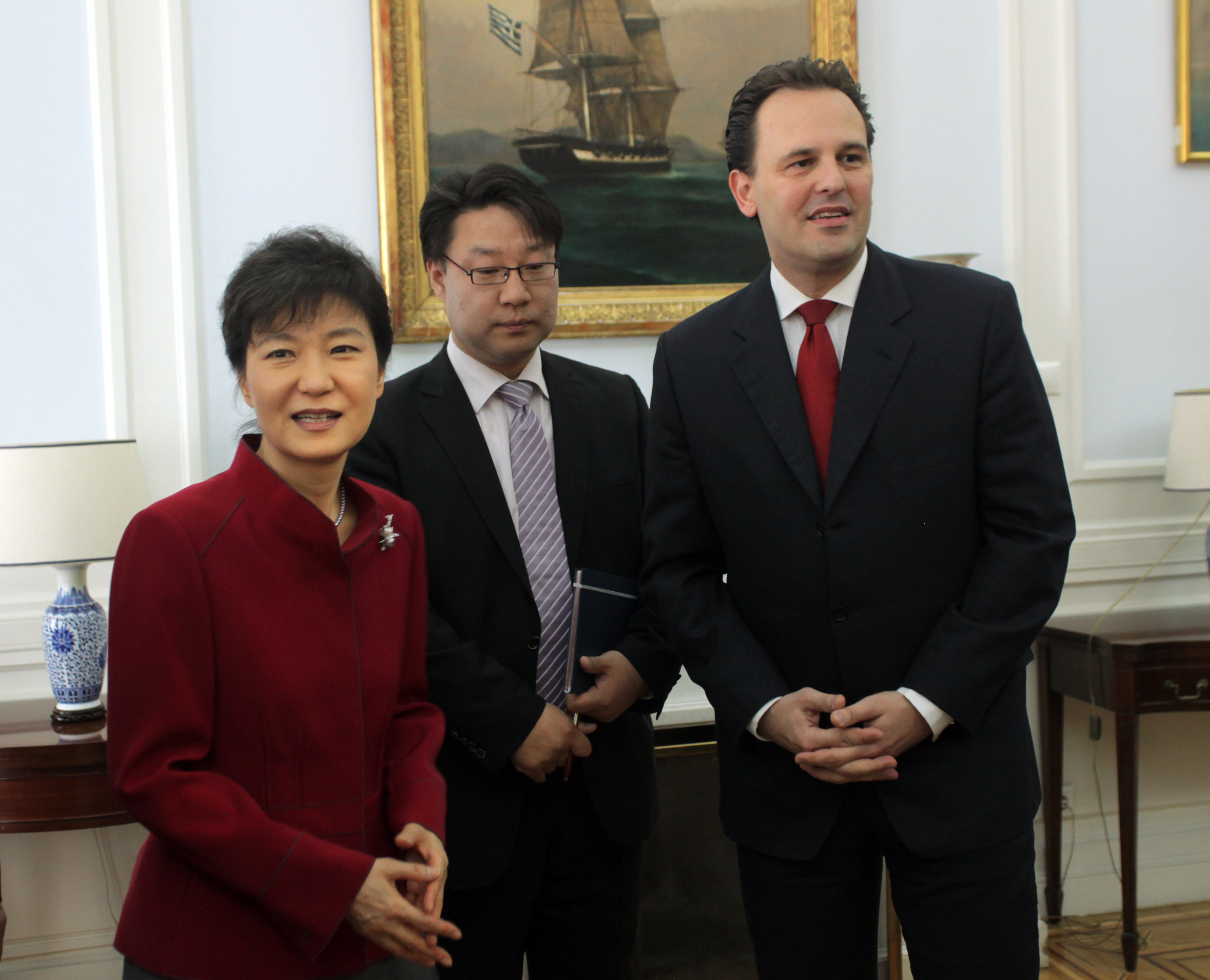
그리스 외무부 장관 디미트리스 드루차스와 함께 한 박근혜

2011년 12월 9일 홍준표 한나라당 대표가 디도스 파문을 못 이기고 사퇴하자, 한나라당은 한나라당 전 대표인 박근혜를 당 비상대책위원장으로 선출하였다. 박근혜 비대위원장은 수락 연설에서 “집권 여당으로서 국민의 아픈 곳을 보지 못하고 삶을 제대로 챙겨드리지 못한 데 대해 진심으로 사죄한다”며 “이제 바꿔야 한다. 그동안 한나라당과 우리 정치권 모두 국민만 바라보지 않고, 정치를 위한 정치를 해왔다”며 “정치권 전체가 국민의 불신을 받는 이런 상황이 계속된다면, 앞으로 더 큰 국가적 위기를 맞게 될 것”이라고 말해 위기의 심각성을 강조하였다.
비상대책위원장 선출 1달 후인 2012년 1월 25일 박근혜는 당명 변경을 선언하였다. 새 당명 국민 공모 이후 2012년 2월 2일 박근혜는 새누리당으로 당명을 변경하겠다고 선언하였고 2012년 2월 13일 한나라당에서 새누리당으로 당명을 변경하였다. 이로써 한나라당은 14년 3개월만에 역사속으로 사라지게 되었다. 또한 당의 당헌, 당규를 개정하였다. 이후 박근혜는 제19대 총선 대비를 하였고 3월 20일 박근혜 비대위원장은 총선을 22일 앞두고 중앙선거대책위원장에 추대되었다.

### 19대 국회의원 시절
불안한 당내외 상황에도 불구하고 2012년 4월 11일 제19대 총선에서 새누리당은 152석을 획득하여 과반 1당을 유지하였으며 그 후 공식적인 당 지도부가 출범하였지만 당내 영향력을 유지하였다. 대통령 후보 선출 방식 문제로 김문수 경기도지사와 정몽준 전 대표, 이재오 의원과 대립하였고, 결국 정몽준 대표, 이재오 의원의 불출마 선언 속에 경선을 치렀다. 8월 중순 치러진 경선에서 박근혜는 압도적 지지로 승리하였다.

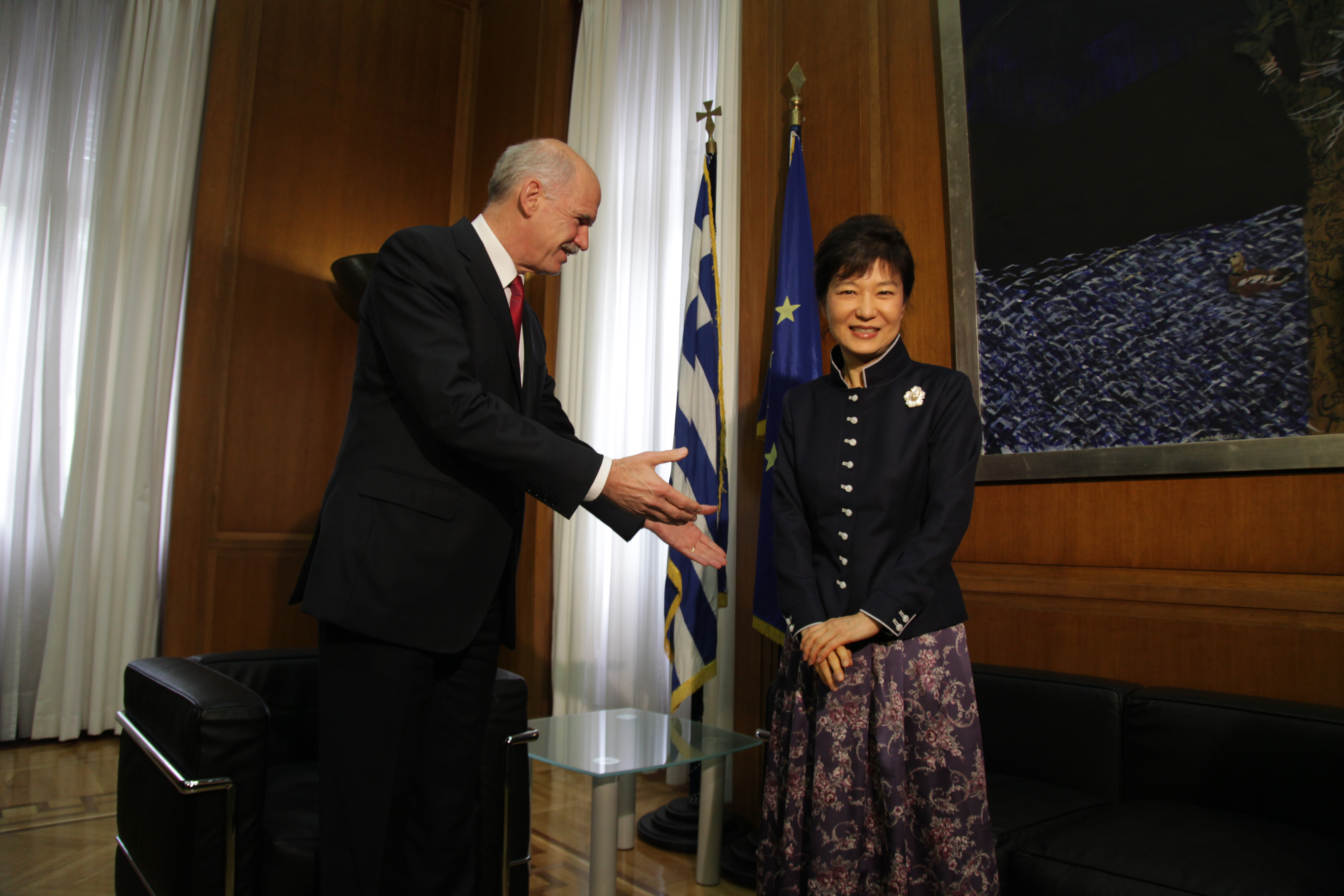
아테네에서 찍은 사진(2011년)

국회의원 재직 중 대선 경선을 맞이하게 된 박근혜는 대선 경선 캠프 선대위원장으로 대한민국 헌법 제119조 2항 '경제 민주화'의 입안자인 전 민주정의당 헌법개정위원 김종인을 임명하는 등 사회양극화 문제 해소에 적극적 의지를 보였다. 박근혜는 재벌에 대해 문제를 제기하였으나 재벌의 지배구조 개선보다는 경제력 남용을 바로잡는 데 방점을 뒀다. 재벌이 우리 경제에서 차지하는 긍정적 역할은 인정하자는 쪽이었다. 사회양극화 해소가 목적인 경제민주화를 위해서는 세수확보가 중요한데 박근혜 의원은 2012년 7월 16일 한국신문방송편집인협회 초청 토론회에서 "법인세는 가능한 한 낮춰야 한다"고 주장해 논란을 야기했다. 우리나라 법인세 최고세율은 22%로 경제협력개발기구(OECD) 평균인 25.6%(지방세 포함)보다 낮은 편이다. 일본과 미국의 법인세 최고세율은 각각 39.5%, 39.2%에 이른다. 현재 법인세는 내국세 총액 가운데 부가가치세(33.0%) 다음으로 높은 비중(28.6%)을 차지한다. 강병구 인하대 교수(경제학)는 “법인세를 낮추겠다면 소득세나 부가가치세 등에서 ‘박근혜식 복지’에 필요한 재원을 어떻게 마련하겠다는 것인지 대안을 내놔야 하는데 그게 안 보인다”고 지적했다. '법인세 인하와 경제민주화 간의 모순성' 및 '법인세 감소분에 따른 대체 세수 확보' 등의 논란은 대통령 선거일까지 지속될 것으로 보였다.

### 2012년제18대 대통령 선거
2010년 7월 10일 대한민국 제18대 대통령 선거 출마를 공식 선언하였다. 2012년 7월 5일 이상일 캠프 대변인은 오전 10시에 영등포 타임스퀘어 광장에서 대통령 선거 출마를 선언하기로 정하였다고 브리핑을 통하여 밝혔다. 이 대변인은 "각계각층 국민들이 다니는 열린 공간이라는 점이 고려되었다"고 설명하였다. 캠프명은 '국민행복캠프'로 정하였다고 이 대변인은 덧붙였다.
당시 정몽준과 이재오가 당내 경선에 불만을 품으며 경선 불출마를 선언하였다. 박근혜는 2012년 8월 20일 새누리당 전당 대회에서 12월 19일 18대 대통령 선거에 나설 새누리당 후보로 선출되었다. 대통령 후보 경선에서 박근혜의 득표율은 전체 유효투표의 83.97%인 8만 6천 589표로 지난 2002년 경선 당시 이회창 후보가 얻은 68%인 기존의 최고 기록을 갱신하였으나 경선 투표율이 41%로 역대 최저 투표율을 기록하였다. 대한민국 정당 역사상 유력 정당의 첫 여성 후보이자 전직 대통령의 자녀가 대선 후보가 되는 첫 사례이기도 했다. 한편 박근혜는 2002년 한나라당 제16대 대선 후보 경선 출마 선언 10년 후에 대선 후보로 선출되는데 성공하였다. 박근혜는 "준비된 여성대통령"을 모토로 내걸었다.
한편 경선 8일 뒤인 2012년 8월 28일 박근혜는 전태일재단을 방문하려고 했으나, 유족과 노동자들의 거부와 반대로 무산되었다. 전태일의 여동생이자 구 민주통합당 국회의원인 전순옥은 진정으로 전태일 정신을 생각한다면 쌍용차나 용산참사 희생자 등 고통 당하는 사람들을 먼저 찾았어야 한다고 말하고, 이른바 국민대통합에 대해서도, 정책적으로 접근을 하거나 현안이 일어나는 현장을 먼저 찾아가 문제를 어떻게 해결할 것인가를 이야기하며 희망을 줘야 한다고 말했다. 전 의원은 현재의 진실은 미래에 대한 지향과 과거의 삶이 일치할 때 빛을 발하는 것이라며 5·16 쿠데타와 유신, 군사 독재에서 지금의 정수장학회까지 과거에 대한 철저한 반성이 없다면 지금의 말과 행동은 그 진실을 의심받을 수 밖에 없다고 지적하였다. 그러나 이상일 대변인은 "박 후보를 잘 이해하지 못하는 이들이 아무리 방해를 하고 장막을 친다 해도 국민을 통합하겠다는 박 후보의 행보를 막지 못할 것"이라며 "국민을 분열시켜 계층간, 세대간, 지역간 갈등을 조장하는 세력을 반드시 물리치고 국민대통합의 '100% 대한민국'을 건설할 것"이라고 말했다. 9월 11일에 리비아 정부는 리비아 미국 대사관 공격의 배후로 알카에다를 지목했다.
한편 선거 기간 중이던 2012년 11월 22일 무소속 이건개 후보가 박근혜에 대한 지지를 선언, 사퇴하였다. 이튿날 무소속 안철수 후보 역시 민주통합당 문재인 후보를 지지하며 사퇴, 단일화를 이뤄냈다. 이후 후보로 등록하였으며 기호 1번을 차지하게 되었다. 2012년 11월 25일 국회의원직 사퇴 기자회견을 갖고 사직서를 제출하였다. 이후 2012년 12월 10일 박근혜는 대통령 선거에서 패배하면 정계를 은퇴하겠다고 선언하였고, 국회의원직 사직서를 강창희 국회의장이 수리함에 따라 박근혜 후보는 15년간의 의정 활동을 마치게 되었다.
박근혜 후보는 안철수 전 후보가 문재인 민주통합당 후보의 지지 유세를 함으로써 고비를 맞았지만, 지지층 및 여론의 굳건한 지지를 받으며 대선 기간 중 시행된 거의 모든 여론조사에서 지속적으로 1위를 기록하였다. 한편 대통령 선거 후반에 국정원 여직원 사건이 발생했다. 당시 민주통합당은 2012년 12월 11일 국가정보원 소속 심리정보국 공무원들이 국가정보원의 지시에 따라 인터넷에 게시글을 남겨서 선거에 영향을 미치고 있다고 공개했다. 이어서 해당 활동에 참여한 국가정보원 직원중 1명을 지목했다. 그러나 해당 직원은 오피스텔에서 경찰과의 대치 과정에서 나오지 않았고 그런 일을 한 적이 없다고 주장하였다. 결국 경찰은 수사에 들어갔으나, 국가정보원 요원은 전화를 통해 자신이 항상 정치적 중립을 지키고 있으며 대선과 관련한 어떤 글도 인터넷에 올린 적이 없다고 주장했다.
2012년 12월 13일, 해당 요원은 경찰청에 임의 제출 형식으로 자료를 제출하였지만 경찰과 선거관리위원회의 휴대전화와 이동식 저장장치 제출요청은 거부하였다. 한편 민주통합당은 해당 조직의 실체와 업무 내용을 밝힐 것을 요구했다.
한편 이른바 '국정원 직원 사건'에 대하여 새누리당 측은 반발하였고, 윤정훈 목사가 운영하였다고 하는 새누리당측의 SNS 여론 조작 그룹인 십알단 연루 의혹이 제기되기도 했다. 12월 13일 영등포구 여의도동의 한 오피스텔에서 새누리당 관계자로 추정되는 인물들이 PC여러대로 작업하는 장면이 선관위에 의해 포착했다. 이곳에서는 박근혜 명의의 임명장과 새누리당 SNS 미디어본부장 명함이 발견됐다.
박근혜 후보는 중앙선관위 주최의 대통령선거 후보자 TV토론회에 민주통합당 문재인, 통합진보당 이정희 후보와 함께 참석하였다. 당시 이정희 후보는 "박근혜 떨어뜨리려 나왔다" 등의 발언을 하는 등, 박근혜 후보에 대하여 노골적인 공격을 하였고, 시청자들의 눈쌀을 찌푸리게 하였다. 이로 인하여 대선 후보 토론회에 지지율 1% 후보(이정희)가 참여하는 것이 적합한지에 대한 논란이 빚어지기도 했다. 1차, 2차 TV 토론회에는 박근혜·문재인·이정희 후보가 참여해 치열한 공방을 주고받았다, 선거 막판인 12월 16일 이정희가 후보 사퇴함에 따라 같은 날 오후 시행된 토론회에는 박근혜, 문재인 후보가 참석하였고, 양자토론을 가졌다. 이후 박근혜는 2012년 12월 19일 제18대 대통령 선거에서 1577만 3128표를 득표하여 문재인을 누르고 당선되었다. 1월 17일에는 신군부에 맞섰던 장태완 사령관의 배우자의 자살 소식이 있었다. 박근혜의 임기는 원래 2013년 2월 25일부터 2018년 2월 24일까지였으나, 2017년 3월 10일 헌법재판소의 탄핵소추안 인용 결정에 따라 대통령직에서 파면되어 임기를 못 채우고 물러나게 되었다.

## 대통령 재임 시절

### 취임식

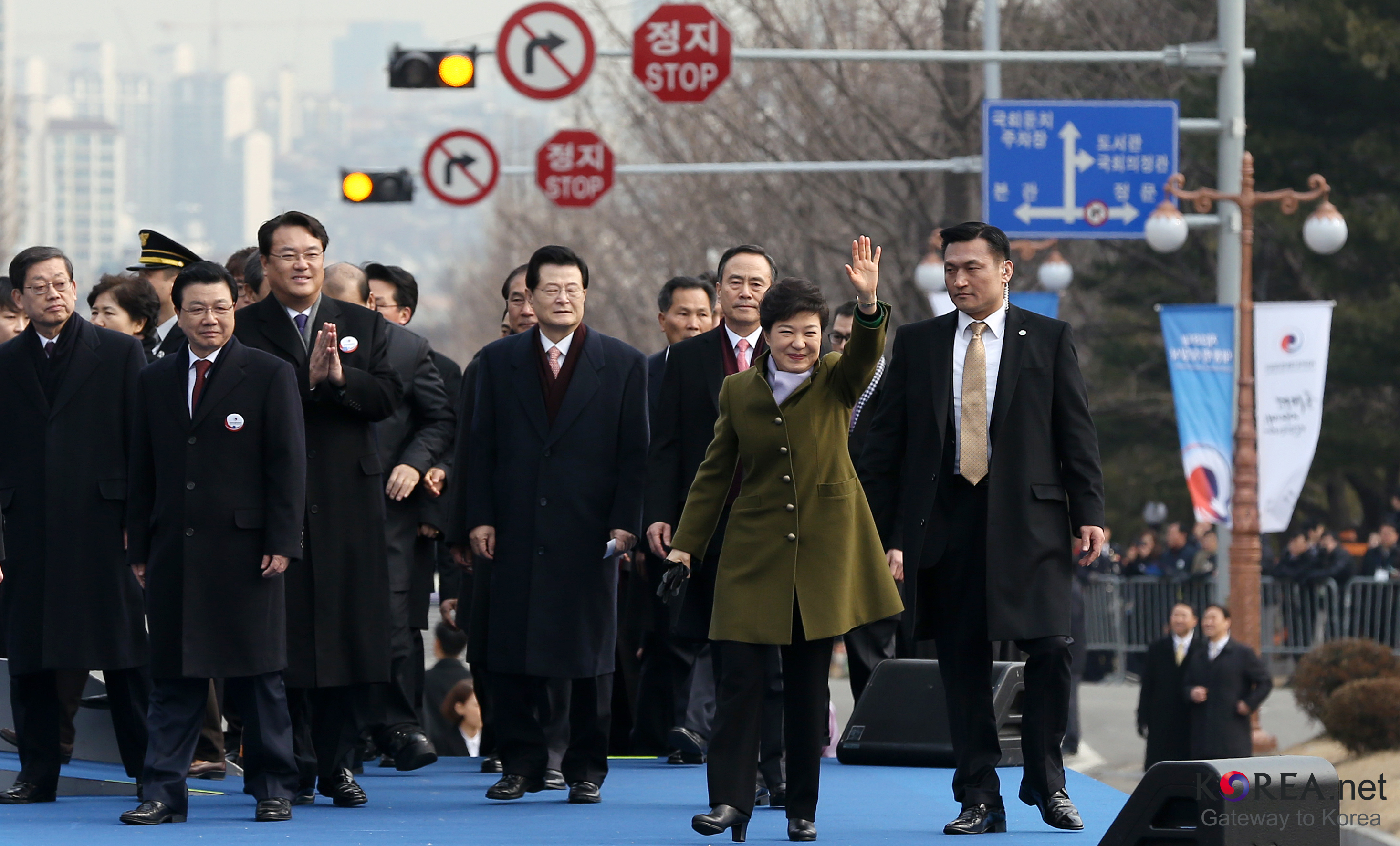
박근혜가 취임식 날 국회의사당 앞을 지나가고 있다.

2013년 2월 25일 박근혜는 대한민국의 제18대 대통령에 취임하였다. 박근혜는 그 날 오전 0시를 기하여 이명박 전 대통령으로부터 군 통수권 등 대통령으로서 모든 법적 권한을 인수받았다. 이어 오전 10시 23년간 지내온 사저를 떠나 현충원을 참배한 뒤 취임식에 참석하였다.
나는 헌법을 준수하고 국가를 보위하며 조국의 평화적 통일과 국민의 자유와 복리의 증진 및 민족문화의 창달에 노력하여 대통령으로서의 직책을 성실히 수행할 것을 국민 앞에 엄숙히 선서합니다. 2013년 2월 25일 대통령 박근혜

또한 박근혜는 취임사에서 경제 부흥과 국민 행복, 문화 융성을 통해 부강하고 국민이 행복한 대한민국을 만드는 데 모든 것을 바치겠다고 천명하였다.

### 외교 정책

#### 미국

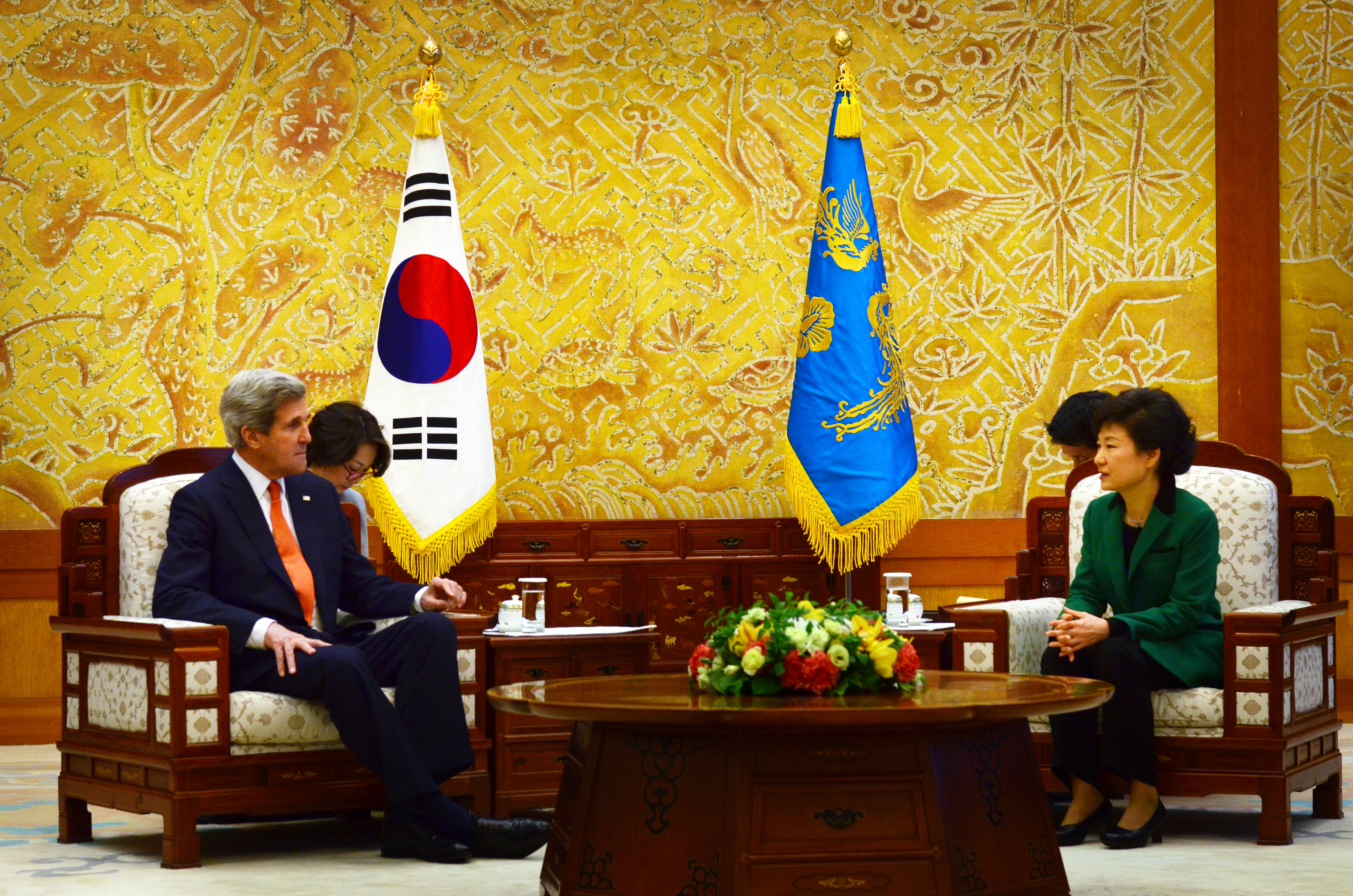
존 케리 미국 국무장관과 함께 한 박근혜(2013년)

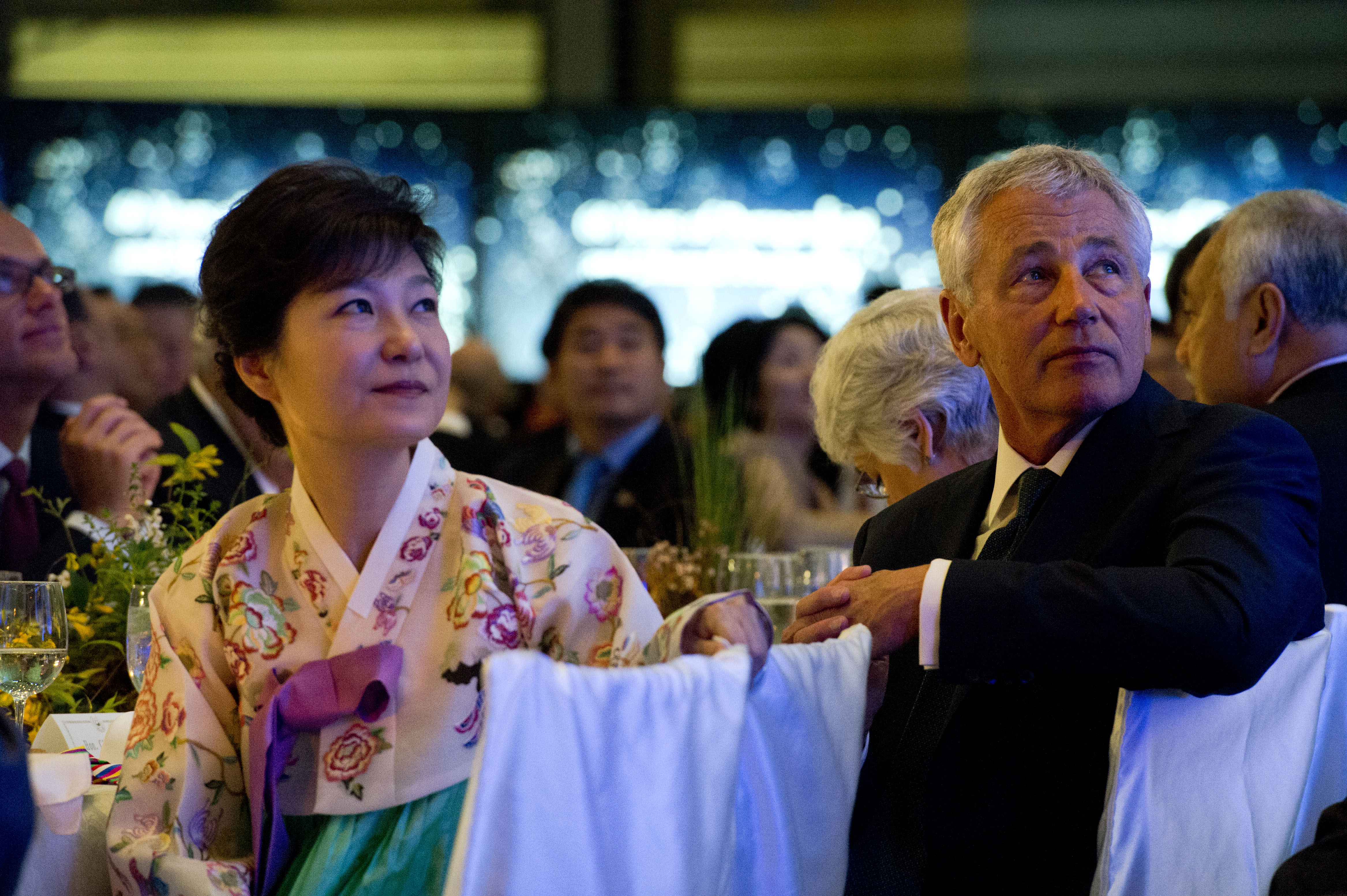
미국을 방문한 박근혜 (2013년)

취임 후 박근혜는 존 케리 미국 국무장관과 버락 오바마 대통령을 만나기도 했다. 한편 보스턴 마라톤 현장에서 폭발사고가 일어나자 애도의 뜻을 표하기도 했다.
한편 박근혜는 2013년 5월 미국을 방문하였다. 이후 박근혜는 북한 문제 등에 관한 내용에 대해 버락 오바마 미국 대통령과회담을 하였고, 한미 동맹을 글로벌 동맹으로 발전시키는 '한미동맹 60주년 선언'등에 대하여 합의하였다.
방미 기간 중 청와대 윤창중 대변인이 여성 인턴에 대한 성추행을 하였다는 사실이 알려져 급히 귀국 조치되었고, 이후 이 사건은 매스컴의 집중적인 관심을 받으며 논란이 되었다. 윤창중은 귀국 직후 해임되었다.

#### 북한
2013년 3월, 조선민주주의인민공화국은 남북불가침합의를 폐기하겠다고 발표하였다. 북한은 또한 각종 미사일이 핵탄두를 장착한 채 대기상태에 있다고 위협했으며, 1991년 남북 불가침 합의 폐기와 판문점 남북 직통전화 단절을 선언하는 등 대한민국에 대하여 공개적인 적대행위의 의사를 밝히며 위협하였다. 이에 국방부 김민석 대변인은 "북한이 핵무기를 가지고 우리 한국을 공격한다면 인류의 의지，대한민국은 당연하고 인류의 의지로 김정은 정권은 지구상에서 소멸될 겁니다."라고 주장하였다. 국방부 또한 북한군이 대규모 훈련을 위해 집결한 상태라며, 만약에 공격할 경우 대응 규모와는 상관 없이 응징하겠다고 강조했다.
그러나 2013년 9월에 대한민국이 조선민주주의인민공화국에 WHO를 통한 840만 달러의 원조를 약속하는 등 인도적 지원은 유지되었다.
이후, 북한과의 관계 개선을 위해 2014년 3월 28일 드레스덴 선언을 발표하였다.

#### 일본
박근혜는 2013년 4월 24일 아베 신조 일본 총리가 침략을 부인하는 등 우경화 노선을 취하려 하자, "역사 인식이 바르게 가는 것이 전제되지 않고 과거 상처가 덧나게 되면 미래지향적 관계로 가기 어렵다"고 말했다. 이후 한국일보를 비롯한 중앙 언론사 편집국장 및 보도국장단과의 오찬간담회에서 "일본이 우경화로 가면 동북아와 아시아 여러 국가들 간 관계가 어려워질 것이고, 일본에도 바람직한 방향이 아닌 만큼 깊이 신중하게 생각해 주기 바란다"고 말했으며, "우리 세대의 아픔과 걸림돌이 후세에 이어지지 않도록 정리하고 끊어야 한다"며 "정부는 항상 일관되게 원칙을 가지고 한일관계를 풀어나가겠다"고 덧붙였다. 이어 "미국을 포함한 동북아시아 국가들이 기후변화와 테러방지, 원전 문제 등과 같은 비정치적 분야부터 신뢰를 구축하고 이를 토대로 다자간에 더 큰 신뢰를 구축하는 '동북아 평화∙협력 구상'즉 '서울 프로세스'를 내달 미국 방문 때 논의할 계획"이라고 말했으며, "북한도 얼마든지 이에 참여할 수 있으며, 참여하지 않더라도 신뢰 쌓기 노력을 해나갈 수 있다"고 말했다.

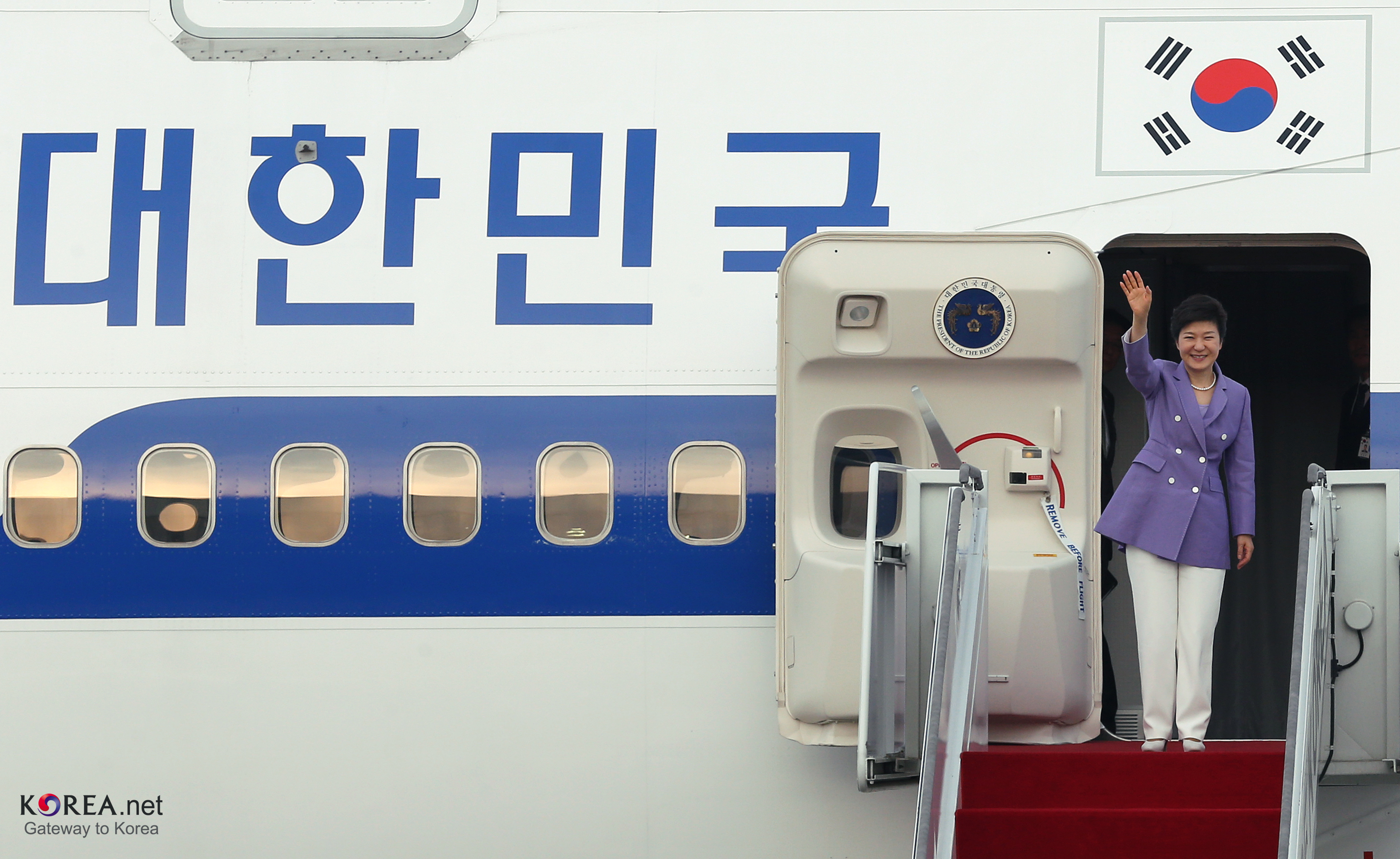
대통령 전용기에서 손을 흔들고 있는 박근혜

#### 중국

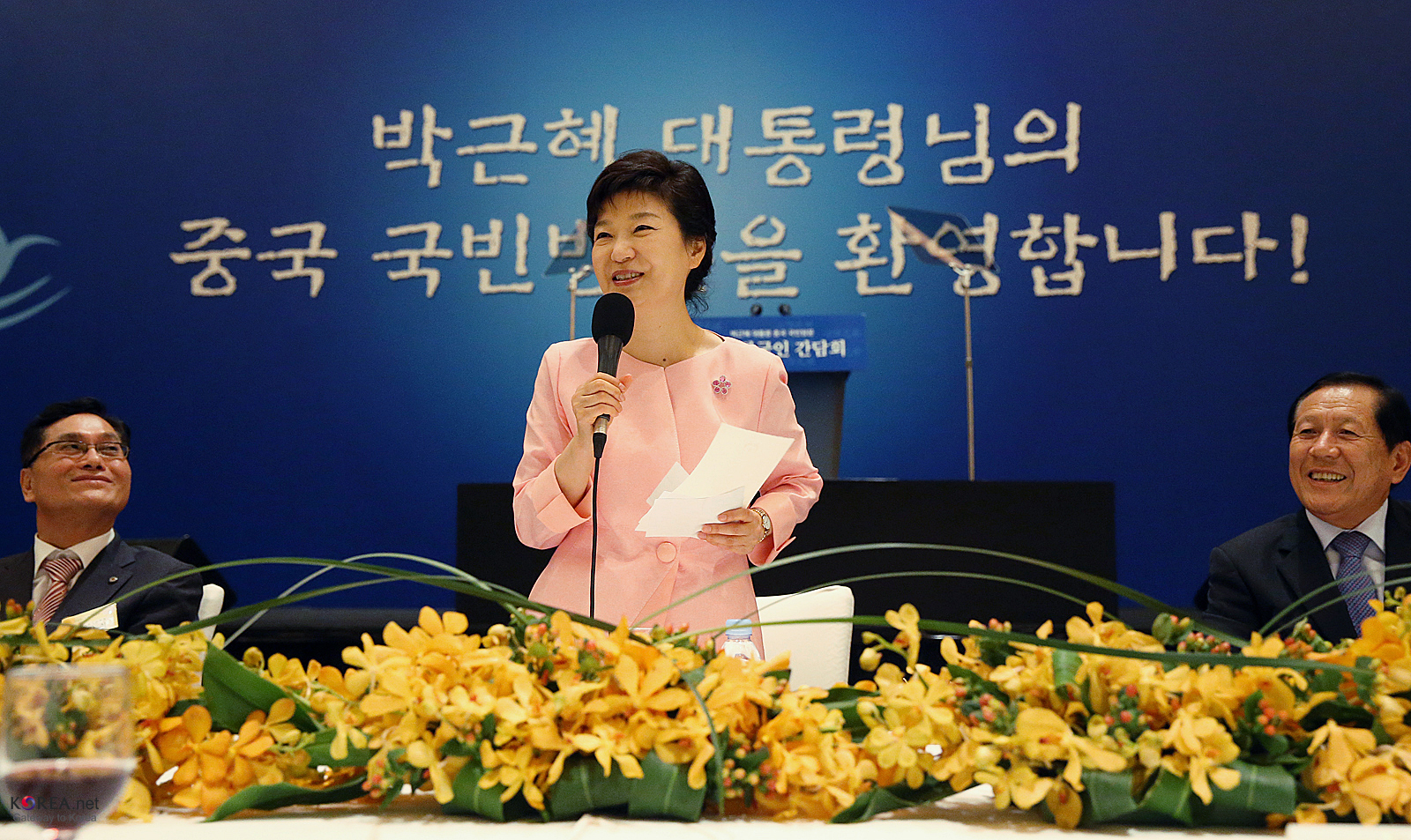
중국을 국빈 방문 중인 박근혜

박근혜는 2013년 4월 21일 시진핑 중국 국가주석에게 쓰촨성 대지진에 관하여 "쓰촨성에서 20일 발생한 지진으로 인해 많은 인명 및 재산 피해가 발생했다는 소식을 접하고, 저와 대한민국 국민들은 매우 가슴 아프게 생각하고 있다"라는 내용의 위로전문을 보냈다.
2013년 4월 24일, 중국 외교부장이 윤병세 대한민국 외교부 장관을 만났으며, "관련국들이 적극적인 조치를 내놓아 문제를 대화와 협상의 궤도로 돌려놓아야 한다"고 강조했다. 이어 중국이 한반도 문제를 해결하는 데 공정하고 책임있는 역할을 해나갈 것이라며, 한반도 비핵화와 평화안정, 대화를 통한 문제 해결의 원칙을 견지할 것이라고 밝혔다. 나아가 중국은 박근혜의 한반도 신뢰 프로세스에 대한 지지 입장을 밝혔고, 대한민국이 한반도 긴장 완화를 위해 마땅히 해야 할 노력을 기울이길 바란다고 밝혔다.

#### 유럽
2013년 11월 영국 엘리자베스 2세 여왕의 초청으로 영국을 국빈 방문하였다. 또한 11월에 프랑스를 공식 방문하여 프랑수아 올랑드 프랑스 대통령과 정상회담을 갖고 경제협력에 합의하였다.

### 경제 정책
박근혜는 "경제정책은 타이밍이 중요하다며, 일자리 창출과 서민생활 안정 위주로 적기에 추가경정예산을 편성해야 한다."고 밝혔다.
박근혜는 4월 3일 기획재정부와 금융위원회 업무보고에서 경제활력회복과 세입정상화를 위하여 빠른 시일 내에 추경예산안을 편성하고 이것이 국회에서 조속히 처리될 수 있도록 해달라고 부탁했다. 또한 주택시장 정상화 대책에 관련해 입법의 마무리와 수출·투자에 대한 실효성 있는 대책을 마련하고, 중소기업을 위한 '엔저' 대책도 주문했다. 그러면서 유통구조를 개선하여 서민 물가를 안정시키고 국민행복기금에 도덕적 해이와 형평성 논란이 없도록 세심하게 살펴야 한다고 강조했다.
박근혜의 경제 정책 아젠다는 '창조 경제'이다. 그러나 많은 사람들이 알지 못하는 데다가 아는 사람들조차 의미풀이가 제각각이어서 논란이 되었다.

### 통일 정책
박근혜는 취임사에서 '한반도 신뢰프로세스'를 공식 언급한 이래 튼튼한 안보를 바탕으로 남북간 신뢰를 형성함으로써 남북 관계를 발전시키고, 한반도에 평화를 정착시키며, 나아가 통일의 기반을 구축하려는 한반도 신뢰프로세스 가 대표적인 통일 정책으로 추진되었다.
이후 2014년 신년 연설을 통해 "통일은 대박이다"라는 발언을 통해 통일에 대한 국민 관심을 크게 증가시켰다.
또한 한반도 신뢰프로세스에 대한 구체적인 실현방안으로 2014년 3월 28일 독일 통일의 상징 도시인 드레스덴에서 인도적 문제해결, 남북한 공동 인프라 구축, 남북 동질성 회복 등 평화통일 기반 구축을 위한 3대 제안을 북한에 제시하는 '드레스덴 선언'을 천명하였다. 이어 제69주년 광복절 경축사에서 박 대통령은 "통일 준비는 시대적 소명"이라면서 북한에 대해 하천·산림 관리 공동 협력 사업, 이산가족 상봉, 남북한 광복 70주년 공동기념 문화사업 준비 등 남북이 실천 가능한 사업부터 행동으로 옮기자는 작은 통일론을 제안하였다. 2015년에 들어와서는 박 대통령이 신년사를 통해 광복·분단 70주년을 맞는 2015년에 실질적이고 구체적인 통일 기반을 구축하겠다고 언급하였다.
1.12 신년기자회견에서 '남북 정상회담'성사 여부에 대해 "평화통일의 길을 열기 위해 필요하다면 누구라도 만날 수 있다"며 적극적인 대화 의지를 거듭 밝혔다. 다만 "비핵화가 해결이 안 되면 평화통일을 이야기할 수 없다"며 북핵문제 해결을 위해 남북 간이나 다자협의를 통해 대화로 풀어나가자는 입장을 밝혔다.
이와 관련하여 북한은 한반도 신뢰프로세스를 대결 정책이며하였고 드레스덴 선언에 대해서도 이산가족 상봉이나 지원에 따른 인도주의적 문제 해결이 북남관계 개선의 선차적인 고리가 아니라 정치군사적 대결상태 해소가 최우선이라며 맹비난하였다 또한 8.15경축사에서 제안한 대화 및 협력에 대해서도 금강산 관광객 총살이나 천안함 및 연평도 도발에 대한 사죄없이 5.24 조치 해제 등 대북정책 기조전환을 압박했다.
2015년이 되자 김정은은 탈상 3년을 계기로 고위급 접촉 재개는 물론 남북 정상회담도 못 할 이유가 없다고 신년사를 밝힌 데 이어 1.20 북한 정부·정당·단체 연합회의에서 채택한 남북 대화 촉구 호소문을 청와대, 대한적십자사 등에 보내면서 남북관계 개선을 위해 대북전단 살포 중단 및 한미훈련 중단 등 한국 정부가 받아들일 수 없는 조건을 내걸었다

### 취임 1년차 (2013년 2월 ~ 2014년 2월)

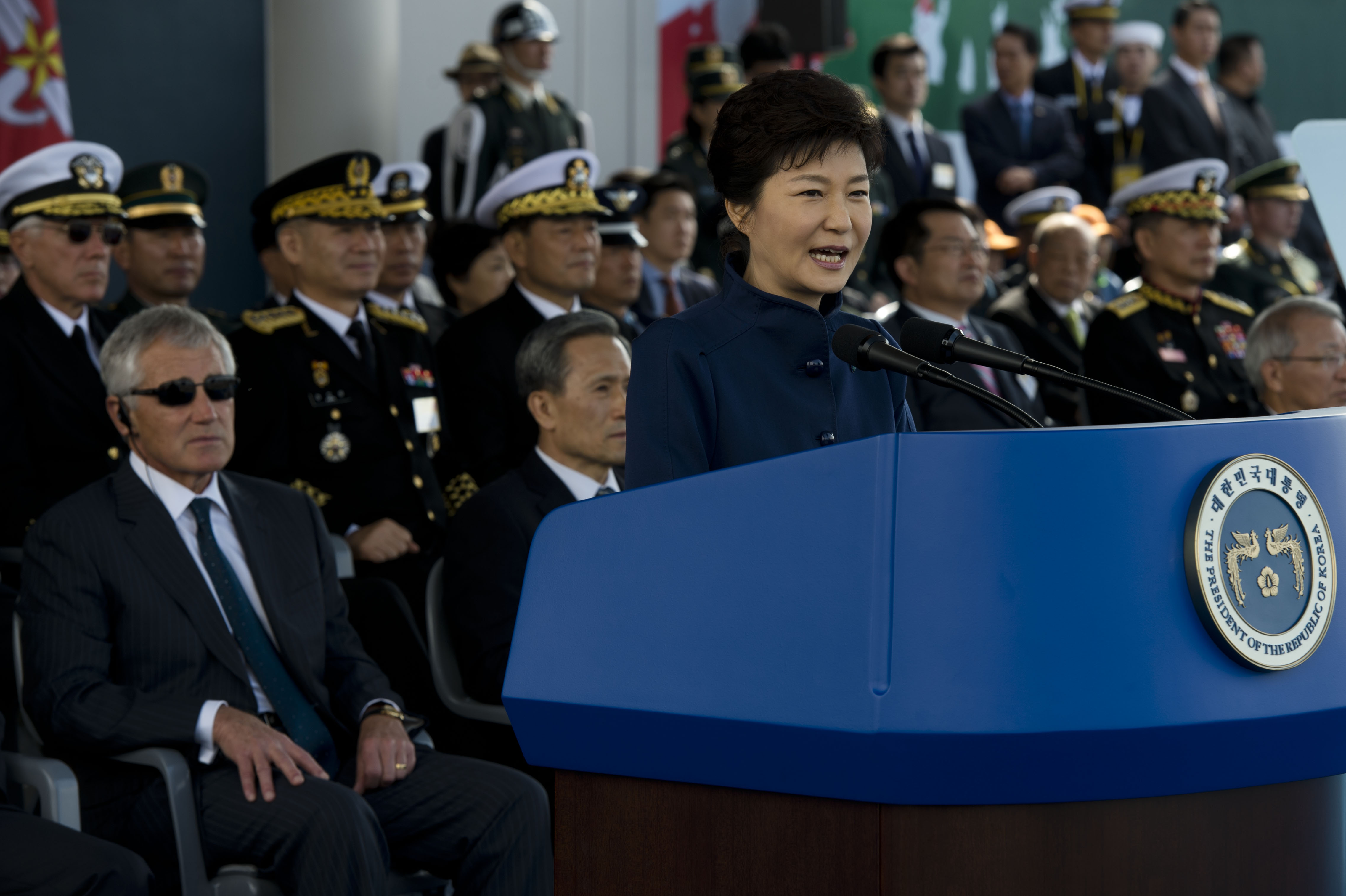
2013년 10월 1일 국군의 날 행사에서 연설 중인 박근혜

2013년 2월 25일, 박근혜는 취임식과 함께 업무를 수행하기 시작했다. 정부 명칭은 별명 없이 그냥 박근혜 정부로 결정되었다.
박근혜는 곧바로 조직 개편에 들어갔다. 우선 이명박 정부가 폐지했던 부총리직을 다시 만들었다. 해양수산부를 신설하였고 교육과학기술부를 교육부와 미래창조과학부로 개편하고, 외교통상부를 외교부로 개편하였다. 또한 행정안전부를 안전행정부로, 국토해양부를 국토교통부로 개편하였다. 그밖에 지식경제부를 산업통상자원부로, 농림수산식품부를 농림축산식품부로 개편하였다.
그러나 박근혜는 첫판부터 위기를 맞이하게 된다. 북한과의 관계가 그것이었다. 북한은 첫판부터 남북불가침합의를 폐기하겠다고 발표했다. 북한은 또한 각종 미사일이 핵탄두를 장착한 채 대기상태에 있다고 위협했으며, 1991년 남북 불가침 합의 폐기와 판문점 남북 직통전화 단절을 선언했다. 이에 국방부 김민석 대변인은 "북한이 핵무기를 가지고 우리 한국을 공격한다면 인류의 의지，대한민국은 당연하고 인류의 의지로 김정은 정권은 지구상에서 소멸될 겁니다."라고 주장하였다. 국방부 또한 북한군이 대규모 훈련을 위해 집결한 상태라며, 만약에 공격할 경우 대응 규모와는 상관 없이 응징하겠다고 강조했다.
개성공단에 관해서도 문제는 계속되었다. 결국 4월 26일, 류길재 통일부 장관이 개성공단 내의 잔류인원에 대한 철수를 결정하였다. 이에 따라 27일, 개성공단에 체류하고 있던 126명이 철수했고, 29일에 나머지도 철수하기로 결정했다. 그러나 남은 잔류인원 50명 중 43명만 귀환 허가를 받았다(물론 나머지 7명도 훗날 귀환하였다).
이러한 북한 문제에도 불구하고 박근혜는 단호하게 대응하였고, 그 여파로 지지율이 상승했다.

#### 숭례문복원
2008년 2월 방화 사건으로 소실된 숭례문이 복원되었다. 2013년 5월 4일, 숭례문 복원 기념식이 열렸다. 박근혜는 이 행사에 참석해 "숭례문 복구가 우리 문화의 저력과 우리 것에 대한 자부심을 세계에 알리는 계기가 됐으면 한다"라고 연설했으며 "한류가 전 세계 이목을 집중시키고 새로운 지구촌 문화의 흐름으로 자리 잡은 지금, 대한민국이 진정한 문화강국으로 우뚝 서기 위해서는 우리 문화의 뿌리인 전통 문화유산을 보존하고 계승하는 일이 무엇보다 중요하다"라고 강조했다. 또"기와 한 장, 단청 하나에도 혼신의 노력을 담아 땀 흘려주신 수많은 장인 여러분의 노고와 대를 이어 길러온 소나무를 아낌없이 기증해주시고 7억원이 넘는 성금을 모아 보내주신 국민 여러분의 사랑이 깃들어 있다"며 국민들에게 고마움을 표시했다.

#### 방미와 한미 정상회담

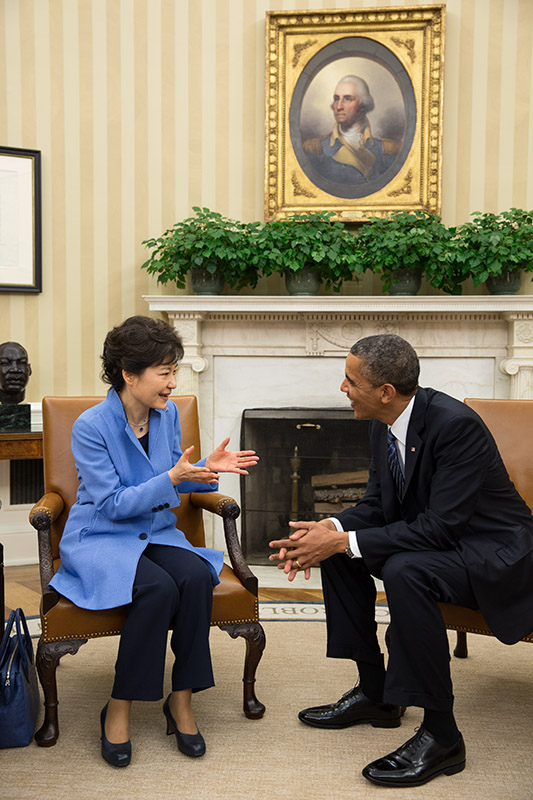
버락 오바마 미국 대통령과 회담하고 있는 박근혜

##### 윤창중 대변인의 인턴 성추행 의혹
2013년 5월 7일 밤(미국 기준시) 홍보수석비서관실의 윤창중 대변인이 박근혜 대통령의 첫 해외 순방인 미국 방문 중 술을 마시고, 주 미국 한국대사관에서 지원한 인턴 여성의 둔부 근처에 손을 댄 행동과 다음 날 새벽 호텔에서 과도하게 노출된 상태로 해당 여성을 마주했다는 의혹이 발생, 윤창중은 바로 성추행으로 미국 경찰에 신고되었으며, 이러한 사실이 윗선에 보고되어 경질되었다는 내용이 언론에 유포되었다. 이 사건으로 직속 상급자인 이남기 홍보수석비서관(차관급)이 사과발표를 하였으며, 사의를 표명하였다. 이남기의 사직서는 5월 중순 수리되었다. 또한, 이남기 홍보수석비서관과 윤창중 전 수석대변인 간의 진술 차이, 대통령에 대한 사과 표현 등이 문제시되어 허태열 대통령비서실장(장관급)이 공식사과를 발표하였다.
이후 윤창중은 홀로 귀국하였고, 박근혜는 국민들에게 이 사건에 대해 사과했다.

#### 국가정보원, 국군사이버사령부 여론 조작 사건

##### 국가정보원 개입 의혹과 관련한 사건의 전개
2012년 대선 당시 국가정보원과 국군사이버사령부가 직원들을 동원해 문재인을 비방하는 댓글을 쓰는 등 박근혜에게 유리하도록 여론을 조작한 것이 아니냐는 주장이 제기되었다. '국가정보원 사건'이 불거져 수사를 진행 중이던 2012년 12월 16일, 박근혜는 민주통합당 문재인 후보와의 토론 중 당해 사건의 조사 결과가 발표되기 전이었음에도, 해당 사건의 증거가 없는 것으로 나왔다고 발언하였다. 토론회 직후 대선 3일 전인 12월 16일 일요일, 서울지방경찰청은 국정원 여직원이 댓글을 단 흔적이 없다고 사전 발표했다. 그러나 대선 이후인 2013년 6월, 검찰은 경찰의 발표와 달리 국정원 직원들이 대통령 선거와 관련된 댓글을 단 사실이 있다고 상반된 발표를 했다. 더구나 서울지방경찰청이 거짓 발표를 할 당시 국정원 직원들이 대통령 선거와 관련된 댓글을 단 사실이 있는 것을 이미 확인했던 것으로 드러났다.
6월 24일 지속되는 논란에 대해 박근혜는 대변인을 통하여 국정원이 어떤 도움을 주지도, 국정원으로부터 어떤 도움도 받지 않았다고 밝혔다. 여야가 제기한 국정원 관련 문제들에 대해 국민 앞에 의혹을 밝힐 필요가 있다고 생각한다고 밝혔다. 그러나 경찰의 허위 수사 발표에 대해서는 언급하지 않았다.
국정원의 댓글, 트위터등을 통한 대선 개입 활동이 대통령 선거 결과에 끼친 영향에 대해서는 의견이 분분하다. 그러나 여론조사 결과에 따르면 김용판의 지시에 따른 서울지방경찰청의 허위수사발표는 대통령 선거 결과에 영향을 미쳤다. 리서치뷰는 전국 득표율과 거의 비슷하게 나온 인천광역시의 시민을 대상으로 여론조사를 했다. 경찰이 사실대로 발표했을 경우 박근혜 투표층의 13.8%가 문재인을 찍었을 것이라고 응답했다. 이는 전체 득표율의 7.12%p에 해당된다. 여론조사 업체 리얼미터의 이택수대표는 김용판의 허위수사발표직전 문재인 후보가 여론조사에서 박근혜 후보의 지지율을 추월하였지만, 경찰의 발표 이후 다시 아래로 내려갔다고 밝혔다. 리서치뷰가 2013년 10월 27일 전국 만 19세 이상 유권자 1000명을 대상으로 여론조사를 벌인 결과도, 경찰이 제대로 발표했었다면 대선 결과가 바뀌었을 것이라는 추정을 가능하게 한다. 박근혜 후보를 찍었던 투표층 중 8.3%는 경찰이 사실대로 발표했을 경우 문재인 후보를 찍었을 것이라고 응답했다는 것이다. 리서치뷰 측은 "이러한 결과를 두 후보의 최종득표율에 반영할 경우 박근혜 후보는 51.55→47.27%, 문재인 후보는 48.02%→52.3%로 나타났다"라고 밝혔다.
2013년 11월부터는 박근혜에 대한 퇴진 운동까지 벌어졌다.

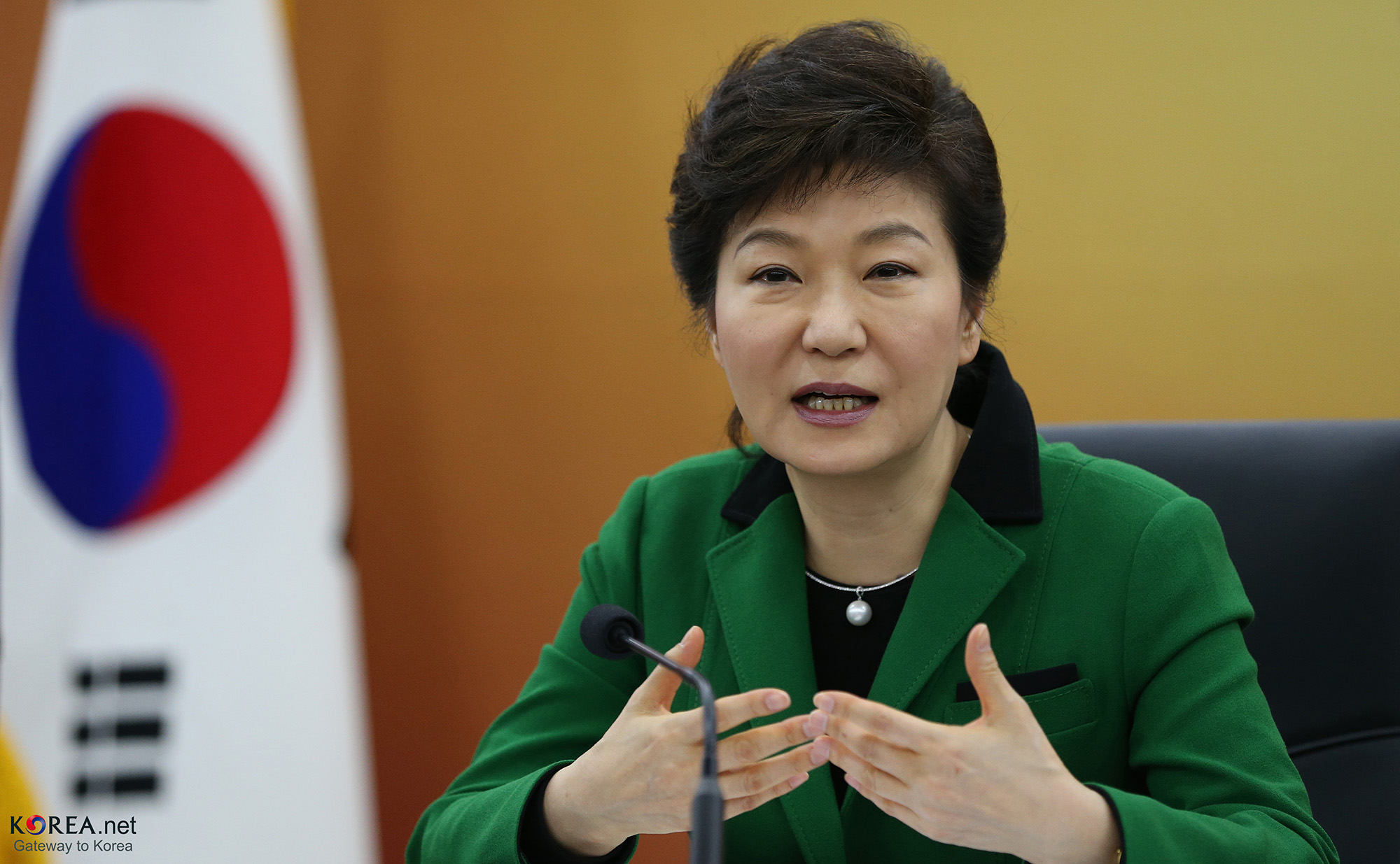
2013년 12월 정부세종청사에서 모두발언 중인 박근혜

##### 경찰의 허위 수사발표 사전입수 의혹
박근혜 캠프가 경찰의 허위 수사 발표를 미리 알고 활용했다는 의혹이 제기되었다. 새누리당 박근혜 당시 후보의 선대본부장을 맡은 김무성은 마지막 TV토론 당일인 2012년 12월 16일 정오 당사에서 열린 브리핑에서 국정원 여직원 1차 컴퓨터 조사에서 아무것도 발견하지 못했다는 정보가 있다고 말하였다. 한편 박근혜는 그날 저녁 열린 TV토론에서 증거가 발견되지 않았다고 발언하였다. 토론회는 오후 10시에 끝났다. 새누리당 박선규 대변인은 9시 40분부터 TV토론을 평가하는 생방송 스튜디오에 들어가 있었고 TV토론이 끝난 이후인 10시 40분, 80분뒤면 내일이 되는 상황에서 '아마 제 생각에는 국가적인 국민적인 관심이 있기 때문에 조사결과가 오늘 나올 겁니다'라고 발언하였기 때문이다. 박선규의 발언대로 오후 11시에 서울지방경찰청이 증거가 발표되지 않았다고 허위발표하였다.

##### 국군사이버사령부의 대선개입 의혹 추가 폭로
2013년 10월 14일, 국정감사 중 김광진 의원의 질의를 통해 국군 사이버사령부의 18대 대선 개입 의혹이 불거졌다. 직후 사이버사령부 소속 군무원들이 사용했던 아이디가 공개되었고, 10월 15일에는 국방부가 자체 수사에 착수했다. 이후 실제로 댓글 작업이 있었으며 심지어 평일 업무시간대에도 작업을 한 사실이 드러났다. 최초 국방부는 4명의 소수 인원이 벌인 개인적 일탈이라고 해명했으나 당해 해명이 거짓 논란에 휩싸였으며, 뒤이어 추가 용의자들이 공개되는 등 논란은 확대되었다.
2014년 1월 7일, 법원이 국회에 제출한 판결문에는 "옥도경 전 사이버사령관은 연 전 사령관이 보직을 마치고 국방부 정책기획관으로 근무할 당시 '내곡에서 온 정보가 있다. 시간 되실 때 전화로 말씀드리겠다'거나 '국정원 국정조사 관련 깊이 생각해보고 대처 바람' 등의 메시지를 보냈다"라는 내용이 있어 지도부가 깊이 가담한 것이 아니냐는 의혹을 낳고 있다. 2014년 12월 30일, 국방부 보통군사법원은 1심 판결에서 '부대원들에 의해 저질러진 범행의 구체적인 내용 전부를 알고 지시한 것으로 보이지 않는다'는 등의 이유로 금고 8월, 집행유예 2년을 선고하였고 현재 국방부 검찰단의 항소로 항소심이 진행 중이다.

### 취임 2년차(2014년 2월 ~ 2015년 2월)

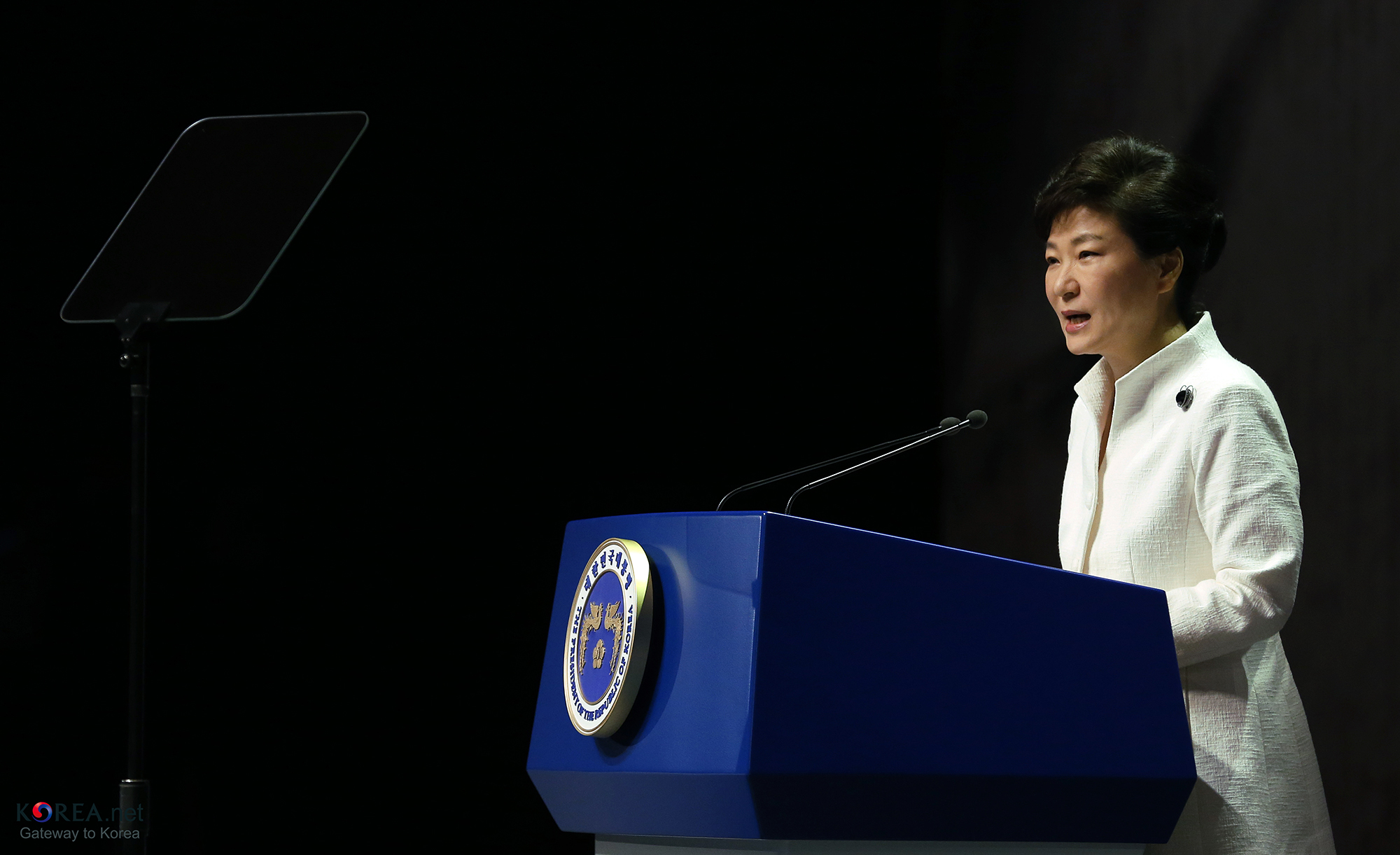
2014년 3.1절 기념식에서 연설 중인 박근혜

박근혜의 취임 2년차는 통일대박론, 경제혁신 3개년 계획 등을 제시하며 출발하였고, 4월 초까지 대통령 국정지지도 역시 60%를 웃도는 등 여론, 상황 또한 우호적이었다. 그러나 갑자기 발생한 세월호 사고로 인하여 6개월 가까이를 사고 수습 및 그로 인한 논란, 데모 등에 대응하느라 허비한 것으로 평가되고 있다. 또한, 2014년 연말 발생한 이른바 청와대 문건 유출 파동 역시 1개월 가까운 시간을 허비하게 하였고, 국정지지도의 추가적인 하락을 불러왔다.

#### 통일대박론
박근혜는 2014년 1월 6일 연두 기자회견에서 ‘통일은 대박입니다’고 밝히며 통일에 대한 긍정적 전망을 제시했다. 그는 통일을 통하여 남북간의 경제 통합으로 인한 경제적인 효과 등을 근거로 제시했다. 이후 대통령 직속 자문위원회로 ‘통일준비위원회’가 설치되는 등 계속 추진되고 있다. 그러나 북한의 계속된 대남 위협, 북핵 문제 등으로 인하여 통일대박론은 강력하게 추진되지는 못하고 있다.

#### 경제혁신 3개년 계획
박근혜는 연두 기자회견에서 ‘경제혁신 3개년 계획’에 대해 밝힌 이후 2014년 2월 25일 취임 1주년을 맞아 대국민담화 형식으로 이를 발표하였다. 경제혁신 3개년 계획은 고용, 규제, 산업구조 등에 대한 종합적인 구조개혁 방안이다. 박근혜 정부의 핵심 경제정책으로서 초이노믹스와 더불어 추진되고 있다.

#### 규제개혁
2014년 3월, 첫 번째 대통령 주재 규제개혁 회의가 TV를 통해 생중계되는 가운데 개최되었다. 회의에서 박근혜는 관계 장관에게 직접 규제개혁을 지시하는 등 규제개혁에 대한 강력한 의지를 밝혔다. 이후 9월에 2차 규제개혁회의를 주재한 자리에서도 규제개혁을 지시하였다. 그러나 규제개혁의 속도는 상당히 느린 편이다.

#### 세월호 사고

##### 세월호 사고의 발생 및 초기 대응
2014년 4월 16일 진도 해상에서 청해진해운 소속 여객선 ‘세월호’가 침몰하였다. 이 사고로 인하여 세월호에 침몰하고 있던 안산 단원고등학교 학생과 일반인 등 300여명이 사망하였다. 사고 발생 이후 해양경찰의 미숙한 대처와 미흡한 구조로 인하여 다수의 사망, 실종자가 발생한 것으로 인식되어 해경 및 정부에 대한 강한 비판여론이 발생했다. 일부에서는 세월호를 의도적 계획적으로 침몰 시켰다는 의견을 제시하시도 했다.(출처: 김어준의 파파이스)
박근혜는 사고 발생 3일 후인 4월 19일 실종자 가족들이 모여 있는 진도 체육관을 방문하여서 구조 계획 등에 대하여 설명하였다. 이 과정에서 실종자 가족들이 분노를 표출하여 긴장이 발생하기도 하였다.
이후 해경 및 정부의 구조 및 사고 대응에 있어서 매스컴 및 여론의 엄청난 비판이 발생하였다. 박근혜는 사고 발생 후 10여일이 지난 4월 하순 국무회의 모두발언을 통하여 대국민 사과 메시지를 발표하였다. 그러나 여론의 비난은 계속되었고 일부 진보세력은 대통령 하야를 주장하면서 청와대 홈페이지에 대통령 하야 청원글을 올리기도 하여 논란을 빚었다.

##### 수습 과정
세월호 사고의 파동이 계속되고 있던 5월 초 석가탄신일을 맞아 박근혜는 조계사를 직접 방문하여 석가탄신일 법요식에 참석하였다. 그녀는 석가탄신일 축하메시지에서 세월호 사고에 대하여 거듭 사과하였다.
5월 19일, 박근혜는 TV와 라디오로 전국에 중계된 대국민담화를 통해 세월호 사고에 대하여 다시 사과하였다. 박근혜는 ‘세월호 사고의 모든 책임은 대통령인 저에게 있다’고 밝혔다. 그는 재발 방지 대책으로서 구조 및 사고대처 미흡을 책임을 물어 해양경찰청을 해체하고, 안전정책을 총괄하는 안전행정부 역시 해체에 가깝게 개혁하며, 안전정책 및 구조를 담당하는 국민안전처를 신설하는 등의 방안을 제시하였다.
6월 4일, 세월호 사고 파동 속에 치러진 지방선거에서 여권이 예상을 깨고 선전하였다. 최종 결과는 광역단체장을 새누리당과 새정련이 각각 8 : 9로 분점하는 것이었다. 이러한 결과는 박근혜의 대국민담화 및 새누리당의 ‘박근혜 대통령을 전면에 내세운 선거유세’, 야당의 광주광역시장 후보에 대한 부적절한 공천 및 그로 인한 후폭풍 등으로 분석되었다.

#### 인사 파동
한편, 세월호 사고 수습 방안의 하나로 청와대와 내각의 인적쇄신이 단행되었는데, 이는 후보자의 잇따른 낙마로 인하여 인사 파동이라는 말까지 발생하게 하였다. 5월 19일 대국민담화 이후 5월 22일 내정한 안대희 국무총리 후보자가 과다 수임료 논란으로 일주일 만에 사퇴하였고, 6월 10일 내정한 문창극 국무총리 후보자는 부적절한 교회 강연 발언 논란으로 2주일 만에 사퇴하였다. 박근혜는 결국 6월 28일 정홍원 국무총리를 유임하겠다고 대변인을 통하여 발표하였다. 잇따른 총리 후보자의 낙마는 큰 논란이 되었으며, 매스컴의 많은 문제제기 및 여론의 강한 비판을 불러왔다. 또한, 6월 13일 개각에서 내정한 7명의 장관 내정자 중 2명이 7월 국회 인사청문회에서 제기된 각종 의혹 등으로 인하여 사퇴하였다.

#### 세월호 특별법 논란
세월호 사고에 대한 조사 및 배상을 정하는 소위 ‘세월호 특별법’에 대하여 2014년 6월부터 그해 10월 말까지 강한 논란이 빚어졌다. 이 과정에서 여야간의 극심한 정쟁 및 세월호 사고 유가족의 데모, 단식농성 등이 발생하여서 극심한 사회적 갈등이 발생하였다.
여야는 6월 세월호 사고 관련 국정조사에 합의하였다. 그러나 6월 말 실시하기 시작한 국정조사는 고성과 막말 속에 흐지부지 종료되었으며, 7월 중순부터는 세월호 조사위원회에 수사권과 기소권을 주는 특별법 제정을 요구하는 야당측과 세월호 사고 유가족의 국회 내 농성, 거리 행진, 데모 등이 벌어졌다. 이러한 도중에 실시된 7월 30일 재보궐선거에서는 새누리당이 승리하였고, 8월 초 새누리당 이완구-새정치민주연합 박영선 원내대표는 세월호 조사위원회 구성 등을 담은 소위 세월호 특별법에 대하여 합의하였다. 그러나 이에 대하여 야당 내부의 반발이 벌어지면서 여야간의 합의는 파기되었다.
한편, 세월호 사고 유가족 김영오가 7월 중순부터 단식농성에 들어가 매스컴의 관심을 받았다. 김영오는 광화문광장에서 40여일 간 단식을 진행하면서 청와대 앞에서 박근혜 대통령에 대한 원색적인 비판 발언을 했다. 김영오의 단식에는 문재인 민주당 의원, 가수 김장훈 등이 호응하여 동반 단식에 돌입하기도 하였다. 또한 김영오의 단식에 대하여 한겨레, 오마이뉴스 등 진보 성향 매스컴이 지지를 표하며 집중적으로 조명하였다.
김영오는 8월 말 박근혜 대통령과의 면담을 요구하며 청와대 앞에서 시위를 하기도 하였다. 박근혜는 이 요구를 무시하고 아무 입장도 내놓지 않으면서 사실상 거부 의사를 나타냈다. 김영오의 단식이 30여일을 넘어가였을 때 공교롭게도 때마침 김영오에 대한 논란이 발생했다. 김영오의 처남 윤모 씨, 장모 등이 ‘김영오는 사망한 딸에 대하여 그동안 관심을 보이지 않았고, 자신에게 양육을 맏길 경우 딸을 고아원에 보내겠다는 말을 하였으며, 또한 양육비도 매년 약 10만원 정도만 보내는 등 매우 소액을 지급하였다'고 주장하며 김영오를 비판했다. 그러나 일부 언론이 김영오와 김영오 자녀 측의 반론을 전하지 않고 폭로자 측의 주장만 일방적으로 보도해 뭇매를 맞기도 했다. 이런 가운데 끝까지 청와대로부터 어떠한 답변도 듣지 못한 김영오는 결국 단식을 중단했으며, 동반 단식 중이던 문재인 역시 단식을 중단하였다.
여야간의 정쟁이 계속되던 9월 중순, 박근혜는 국무회의 모두발언을 통해 사권과 기소권은 국가의 권한으로서 민간 위원회에 주는 것은 부적절하며, 여야의 2차 합의안을 넘는 유가족의 요구는 수용할 수 없다고 밝혔다. 이후 여야간의 협상이 계속되었고, 9월 말 여야는 조사위원회 구성 등에 대하여 합의하였다. 10월 말 소위 세월호 특별법과 정부조직법, 범죄은닉재산 환수법 등이 국회를 통과하면서 세월호 특별법 파동은 종료되었다.

#### 초이노믹스
2014년 6월 13일 개각으로 내정된 경제부총리 최경환은 7월 중순 취임하였다. 최경환은 취임 직후부터 금융완화, 부동산규제 완화, 가계소득 증대 및 적극적인 재정 투입을 통하여 세월호 사고 영향으로 침체된 경제를 회복시키겠다고 발표하였다. 그의 이러한 적극적인 경제정책에 대하여 언론에서는 초이노믹스라 부르고 있다. 정부의 경제정책에 대하여 대통령의 이름이 아니라 장관의 이름을 붙이는 것은 대단히 이례적인 일로서, 최경환이 박근혜 대통령의 신임을 받는다는 점, 최경환이 추진하는 경제정책이 정부의 핵심 경제정책이라는 점 등이 반영된 것으로 보인다. 최경환의 취임 이후 종합주가지수 역시 크게 상승하였다.
초이노믹스는 7월 30일 보궐선거에서 여당이 승리하게 하는 데 기여한 것으로 평가되고 있다. 8월 1일 최경환은 DTI, LTV 등 부동산규제를 완화하였다. 또한 9월 1일 부동산대책을 관계부처 합동으로 발표하여 적극적인 부동산 경기 활성화 정책을 추진하고 있다. 그러나 상승하였던 주가가 이후 하락하고, 경기 회복세가 미약하여서 비판이 제기되고 있다. 기획재정부는 10월 말 5조원 규모의 추가 경기부양책을 발표하였다.

#### 한미연합사 해체 및 전작권 전환 무기 연기
2014년 10월 말 한민구 국방장관과 척 헤이글 미국 국방부 장관은 2015년 12월 한미연합사령관에서 한국 합참의장으로 전환되도록 되어 있는 전시작전통제권의 전환을 3대 전환 조건이 충족될 때까지 연기하고, 주한미군을 한강 이북에 계속 주둔하게 하며, 용산 미군기지에 한미연합사를 계속 두기로 합의하였다. 이에 따라 한미연합사의 해체 및 전시작전통제권의 전환을 사실상 무기한 연기하였다. 또한, 양국 국방장관은 한미동맹을 전략동맹으로 더욱 발전시키기로 합의하였다.
전작권 전환의 무기 연기로 인하여 한미동맹, 한미 연합 방위 체계가 보다 굳건해지고, 북한의 위협에 대하여 지휘권의 단일화 등을 통해 효과적으로 한국을 방위할 수 있게 되었고, 북핵 위협에 대한 미국의 확장억제 공약이 더욱 확실하게 보장되었다. 또한 주한미군의 한강 이북 주둔에 대하여 합의함에 따라서 인계철선도 유지되게 되었다.

#### 정윤회 문건 파동
2014년 11월 말 세계일보의 보도를 통하여 청와대 문건 유출 사건이 공식 제기되었다. 이 문건은 청와대 행정관이었던 박관천 경정이 만든 것으로, 박근혜 대통령의 비선 측근이라는 의혹이 제기되고 있는 정윤회 씨가 청와대 비서관들과 만나면서 국정에 개입하고 있다는 내용이다. 세계일보의 보도 이후 정윤회의 국정개입 의혹이 제기되면서 ‘정윤회 문건’이 급속히 정국의 중심으로 부상하였다.
청와대는 이 사건에 대하여 문건 유출이 핵심이라고 규정했고, 문건 유출자로 지목된 박관천 경정 등을 검찰에 수사 의뢰하였다. 박근혜 대통령은 수석비서관 회의 모두발언을 통해‘청와대 문건 유출은 국기 문란’이라고 밝혔다. 이에 대하여 야당에서는 ‘비선 실세라는 의혹이 제기되고 있는 정윤회가 국정에 개입하였는지 여부가 중요하다’고 주장하였다. 박관천의 상관이었던 전 청와대 비서관 조응천은 문건의 내용 중 60% 이상이 사실이라고 주장하기도 하였다.
검찰은 이 사건에 대하여 수사에 착수하였고, 정윤회, 대통령 동생 박지만씨, 조응천, 박관천, 청와대 이재만 비서관 등이 검찰에 출석하여 조사를 받았다. 검찰은 박관천을 구속하였고, 조응천은 불구속 기소하였다.

#### 통합진보당 해산
2014년 12월 19일 헌법재판소는 2013년 11월 정부가 청구한 통합진보당에 대한 위헌정당 해산심판 청구에 대하여 재판관 8(인용) : 1(기각)의 의견으로 인용하였다. 이에 따라 통합진보당은 선고 즉시 해산되었고, 소속 의원 5명 역시 의원직이 박탈되었다. 헌법재판소는 통진당의 강령, 통진당이 내세우는 ‘진보적 민주주의’ 등이 북한의 주장을 추종하고 있고, 북한의 대남 적화 노선을 추종하고 있다고 판단하였다. 더불어 통진당이 내세우는 주장과 달리 그들의 숨은 목적은 ‘적화통일’이며, 통진당이 북한을 추종하는 자주파(주사파)에 의하여 장악되었다고 판단하였다. 또한, 이석기 내란음모 사건 등을 볼 때 통진당이 내란 등의 무장투쟁을 통해 대한민국 체제를 위협할 가능성이 크기 때문에 통진당을 해산한다고 판시하였다.
한편, 의원직 박탈에 대하여서 헌재는 해산되는 정당의 의원직 상실은 정당해산심판의 자동적 효력이며, 해산되는 정당의 소속 의원의 의원직을 상실시키지 않을 경우 정당해산의 효력이 실질적으로 발생하지 않기 때문에 의원직 상실을 결정하였다고 판시하였다.
박근혜 대통령은 헌법재판소의 통진당 해산 결정에 대해 ‘자유민주주의 체제를 수호한 역사적 결정’이라고 평가하였다. 야당과 진보성향 언론은 헌재의 결정을 비판하였다. 외국언론들도 민주주의를 죽인 사건이라며 비판 하였다.

### 취임 3년차(2015년 2월 ~ 2016년 2월)
2015년 2월 25일 박근혜는 취임 2주년을 맞이했다. 이날 청와대와 신촌로터리 등지에서 박근혜를 비판하는 전단이 살포되기도 했다.

#### 메르스 사태
2015년 5월 20일 이후 중동호흡기증후군(MERS) 환자가 국내에서 처음으로 발생, 급속히 확산되자 정부의 초기 대응이 부실했다는 지적이 쏟아졌다. 박근혜 대통령은 방미 일정을 연기하며 메르스 총력 대응에 나서겠다고 밝혔지만, 박근혜 대통령의 지지율은 지속적으로 하락하여 2015년 6월 3주 기준(95% 신뢰수준, ±3.5%) 긍정평가 29%, 부정평가 61%로 나타났다.
한편 박근혜 대통령은 휴가 기간에도 청와대에 머무른 것으로 알려졌다.

#### 대북 관계
조선민주주의인민공화국은 2015년 8월경 DMZ에 목함지뢰를 매설하였고, 해당 지뢰가 8월 4일 폭발하여 2명의 부상자가 발생하였다. 이에 대해 박근혜 대통령은 북한의 도발에 단호하게 대처하겠다는 뜻을 밝혔으며, 10월 16일 방미 일정을 발표하였다.

### 취임 4년차(2016년 2월 ~ 2016년 12월 9일)

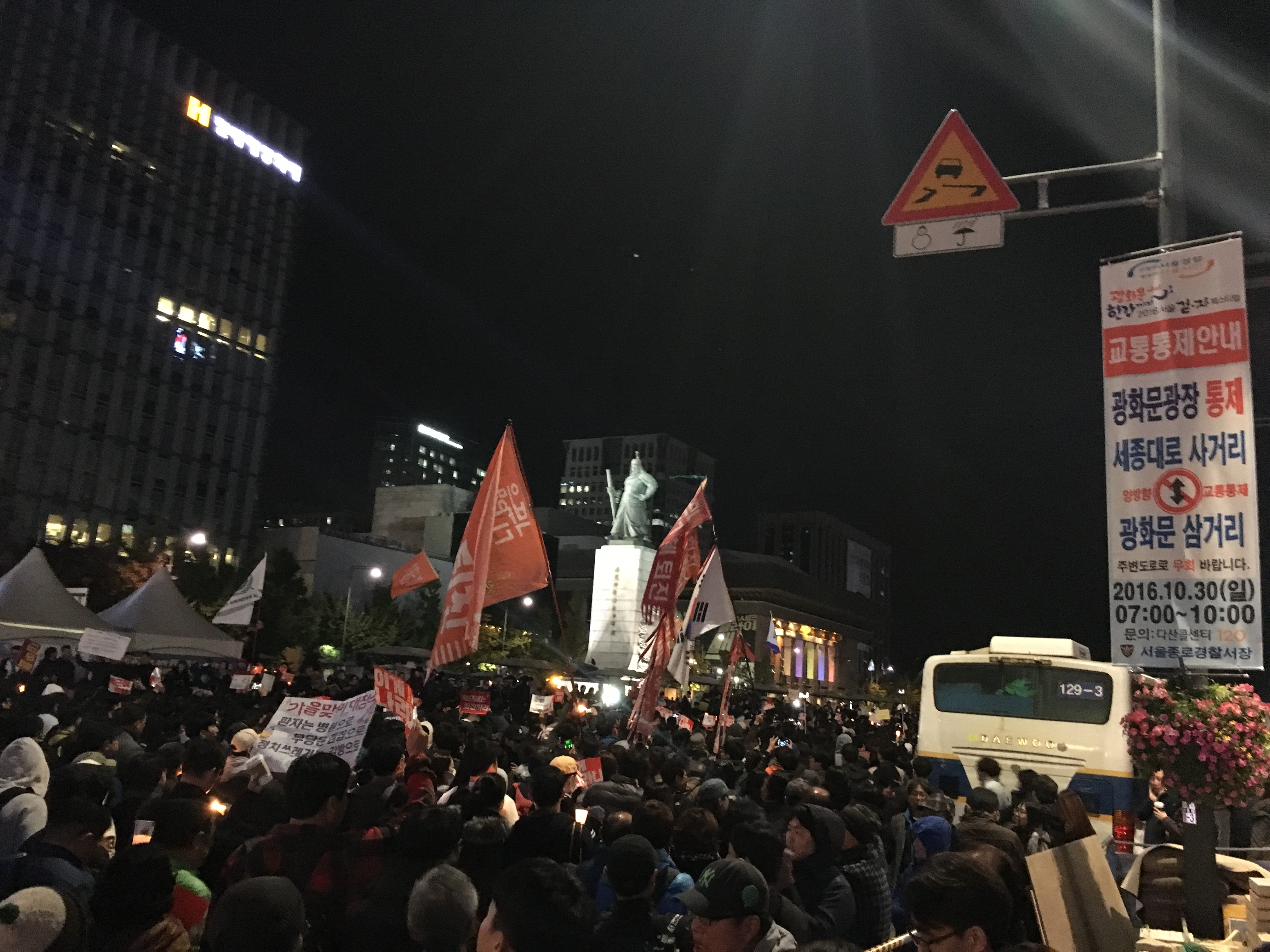
2016년 10월 29일의 박근혜 퇴진 요구 시위

2016년 2월 25일 박근혜는 취임 3주년을 맞이했다.

#### 민간인 국정 개입 의혹
2016년 10월 민간인인 측근 최순실이 국정에 개입했다는 의혹이 터지면서 임기중 최대의 위기에 몰렸다. 박근혜 대통령의 정치 인생의 전반을 최순실이 관여한 것으로 의심되며 대통령취임이후 현재까지 모든 정책에 최순실이 관여한 것으로 추측되고있다.
이화여자대학교는 최순실과 정윤회 사이의 자녀인 정유라를 체육 특기자로 부정입학시킨 후 학사 관리를 소홀히 해왔음이 박근혜-최순실 게이트의 청문회를 통해서 밝혀졌다. 청문회를 통해서 정유라는 "최경희 전 총장과 김경숙 전 학장 등 교수들의 특혜와 도움"으로 이화여대에 입학했음이 드러났으며, 입학 면접에서 전 입학 처장 남궁곤은 면접관에게 정유라를 뽑으라고 특정하여 지시한 정황도 드러났다. 이후 최경희 전 이화여대 총장 등 전현직 교원들 중 일부는 구속 기소되었으며, 청문회에 출두하여 증언하였다. 청문회 과정에서 정유라는 수업에 출석하지 않거나 과제물을 제출하지 않아도 좋은 학점을 받고, 교수가 공항으로 마중을 나오는 등 다른 학생들과 뚜렷하게 다른 대우를 받으며 학교를 다녔음이 밝혀졌다.

#### 탄핵 인용
가을에 불어진 최순실 게이트를 향한 여론은 날이 갈수록 악화일로로 치닫고, 비난의 목소리들은 줄어들 기미가 안 보였다. 각계각층으로 불만의 목소리가 늘어가며 세월호 사고 의혹, 문화예술계 블랙리스트 논란과 결합되며 국민들의 대규모 규탄 집회로 이어졌다. 2016년 12월 3일 오전 4시10분, 더불어민주당, 국민의당, 정의당과 무소속 의원등 171명이 헌법과 법률 위반으로 인하여 "대통령(박근혜) 탄핵소추안"을 국회에 발의했다. 그리고 12월 9일 가결됨에 따라 권한이 정지되었으며, 2017년 3월 10일 헌법재판소가 탄핵소추안을 인용하였고 대통령직에서 물러나게 되었다.

### 재임 당시 국정 지지율 추이

아래 날짜는 조사 실시 기간이다.
조사기관은 리얼미터이다.
| 연        | 월    | 일        | 긍정평가(%) | 부정평가(%) | 출처(url)                       | 비슷한 시기의 주요 이슈 |
| --------- | ----- | --------- | ----------- | ----------- | ------------------------------- | --- |
| 2013      | 3     | 4-8       | 50.4        | 36.3        |                                 | 정부조직법 문제, 안철수 전 교수의 보궐선거 출마 소식 |
| 2013      | 3     | 11-15     | 51.3        | 34.4        |                                 | 13개부처 장관 내정자들에게 임명장을 수여, 첫 국무회의 |
| 2013      | 3     | 18~22     | 51.9        | 35.2        |                                 | 정부조직법 타결, 김병관 국방부장관 내정자 낙마 |
| 2013      | 3     | 25~29     | 45.0        | 44.3        |                                 | |
| 2013      | 4     | 1-5       | 45.3        | 40.8        |                                 | 윤진숙 장관 내정자 자질 논란 |
| 2013      | 4     | 8-12      | 47.2        | 39.2        |                                 | 북한의 군사 위협, 박 대통령 북한과의 대화 의지를 피력 |
| 2013      | 4     | 15-19     | 47.6        | 39.0        |                                 | 대북 위기관리 능력에 대한 평가, 여야 지도부 ‘식사정치’ 소식, 윤진숙 해양수산부 장관 임명 강행 |
| 2013      | 4     | 22~26     | 49.9        | 36.2        |                                 | 윤진숙 해수부장관 임명, 4.24 재보선:새누리당이 3석중 2석을 차지 |
| 2013      | 4~5   | 29~3      | 53.5        | 34.7        |                                 | |
| 2013      | 5     | 6-10      | 55.9        | 31.8        |                                 | 미국 방문, 윤창중 전 대변인의 성추행 의혹 |
| 2013      | 5     | 13-16     | 53.1        | 36.7        |                                 | 윤창중 전 청와대 대변인의 성추행 사태 |
| 2013      | 5     | 20-24     | 54.0        | 35.6        |                                 | 윤창중 전 대변인의 성추행 파문 |
| 2013      | 5     | 27~31     | 55.4        | 32.7        |                                 | 정상외교와 대북긴장 완화 |
| 2013      | 6     | 3-7       | 61.5        | 28.8        |                                 | |
| 2013      | 6     | 10~14     | 63.2        | 25.5        |                                 | 남북 당국회담 결렬 |
| 2013      | 6     | 17-21     | 63.3        | 25.5        |                                 | 국정원 댓글 논란, NLL 논란 |
| 2013      | 6     | 24-28     | 60.2        | 27.0        |                                 | 국정원 NLL 대화록 공개, 한중 정상회담, 국정원 대선 개입 논란 |
| 2013      | 7     | 1-5       | 59.6        | 28.4        |                                 | 한중 정상회담, NLL 회의록 공개 파문 |
| 2013      | 7     | 8-12      | 60.8        | 27.2        |                                 | |
| 2013      | 7     | 15-19     | 59.3        | 29.9        |                                 | 전두환 전 대통령의 비자금 관련 압수수색, NLL 관련 대화록 유실 논란 |
| 2013      | 7     | 22-26     | 62.4        | 26.1        |                                 | 전두환 전 대통령 일가 재산에 대한 검찰의 압류 소식, 사초 실종에 대한 책임론 : 노무현 정부 책임론 vs 여당 책임론, 국정원 댓글 국정조사 시작                                                            |
| 2013      | 7-8   | 29-2      | 62.4        | 27.4        |                                 | 휴가 사진 공개, 국정조사 파행, 민주당의 장외투쟁 선언 |
| 2013      | 8     | 5-9       | 58.8        | 29.8        |                                 | 휴가를 마치고 청와대 비서실장, 정무수석 등 전격적인 인사개편 단행, 새로 임명된 인사들에 자질 논란 |
| 2013      | 8     | 12-16     | 61.1        | 28.2        |                                 | 세제개편안 원점 재검토 지시, 개성공단 합의 소식 |
| 2013      | 8     | 19-23     | 59.3        | 31.5        |                                 | 국정원 국정조사 보고서 파행 소식 |
| 2013      | 8     | 26-30     | 61.4        | 29.5        |                                 | 이석기 의원에 대한 국정원 수사 |
| 2013      | 9     | 2-6       | 67.0        | 24.2        |                                 | 통합진보당의 이석기 의원 구속 사태, G20 정상회담 |
| 2013      | 9     | 9-13      | 66.7        | 23.1        |                                 | G20정상회담, 베트남 국빈방문, 채동욱 검찰총장 사퇴 |
| 2013      | 9     | 16-20     | 60.8        | 31.6        | 보관됨 2017-02-07 - 웨이백 머신 | 채동욱 검찰총장 사의표명 파문, 여야 3자회담 결렬 |
| 2013      | 9     | 23-27     | 61.3        | 32.1        |                                 | 기초연금 축소 이후 대통령의 입장표명, 진영 보건복지부 장관 사의 표명 |
| 2013      | 9-10  | 30-4      | 59.0        | 35.0        |                                 | 복지공약 축소, 진영 장관 사퇴 논란, NLL 대화록 논란 |
| 2013      | 10    | 7-11      | 59.8        | 33.0        |                                 | APEC 정상회의 참석 |
| 2013      | 10    | 14~18     | 57.9        | 33.3        |                                 | 국군 댓글 의혹, 민생국감을 다짐했던 여야 지도부의 대립양상 |
| 2013      | 10    | 21-25     | 56.9        | 36.4        |                                 | 국정원과 군의 선거 개입 의혹에 대한 문재인 의원의 불공정 대선 수혜 발언 |
| 2013      | 10-11 | 28-1      | 56.2        | 37.2        |                                 | 국정원 댓글 입장표명, 재보궐 선거 승리 |
| 2013      | 11    | 4-8       | 58.1        | 33.6        |                                 | 문재인 의원의 검찰소환, 통합진보당 해산 심판 청구, 유럽순방 |
| 2013      | 11    | 11-15     | 56.7        | 35.5        |                                 | 한러 정상회담, 윤석열 지청장 중징계, NLL 검찰수사 결과 발표 |
| 2013      | 11    | 18-22     | 56.8        | 35.5        |                                 | 대통령 국회 시정연설, 민주당 강기정 의원과 청와대 경호요원과의 폭행 진실의 책임공방, 국정원 선거 댓글                                                                                                 |
| 2013      | 11    | 25-29     | 55.0        | 38.0        |                                 | 새누리당의 감사원장 임명동의안 단독처리, 정의구현사제단 시국미사 |
| 2013      | 12    | 2-6       | 53.2        | 39.2        |                                 | 여야 4자회담 중 감사원장과 보건복지부장관 등 전격 임명, 채동욱 전 검찰총장 사건 관련 청와대 행정관의 개인정보 유출 의혹                                                                               |
| 2013      | 12    | 9-13      | 54.8        | 38.1        |                                 | 민주당 장하나 의원과 양승조 최고위원의 박 대통령 비판 논란, 주말 장성택 사형 소식 |
| 2013      | 12    | 16-20     | 51.8        | 41.6        |                                 | 장성택 처형 소식, 민주당 장하나 의원과 양승조 의원 발언 논란, 철도 파업 장기화 |
| 2013      | 12    | 23-27     | 48.5        | 44.5        |                                 | 민노총 대규모 공권력 투입 |
| 2013~2014 | 12-1  | 30-3      | 54.5        | 41.1        |                                 | 철도노조의 파업철회 |
| 2014      | 1     | 6-10      | 54.3        | 39.2        |                                 | 주초 기자회견 |
| 2014      | 1     | 13-17     | 53.8        | 37.9        |                                 | 인도, 스위스 국빈 방문, 기초선거 정당 공천제 폐지 철회 논란, 최연혜 코레일 사장 인사청탁 논란 |
| 2014      | 1     | 20-24     | 53.5        | 38.0        |                                 | 해외순방, 카드 정보유출 사태, 조류인플루엔자 확산, 기초선거 공천제 폐지 공약 백지화 논란 |
| 2014      | 1     | 27-29     | 56.4        | 36.1        |                                 | 카드 정보유출 파문, 기초 공천제 폐지 논란, 설날 특별사면, 미국 버지니아주(州) ”동해(East sea)” 병기 소식                                                                                              |
| 2014      | 2     | 3-7       | 56.6        | 35.0        |                                 | 윤진숙 해양수산부 장관 해임 |
| 2014      | 2     | 10-14     | 56.4        | 35.0        |                                 | 김용판 전 서울경찰청장의 1심 무죄판결, 야권의 특검도입 주장, 체육계의 부조리 관행 여부를 지시 |
| 2014      | 2     | 17-21     | 55.1        | 37.2        |                                 | 이산가족 상봉, 여자 쇼트트랙 금메달, 서울시 공무원 간첩사건 증거조작 논란 |
| 2014      | 2     | 24-28     | 59.6        | 32.8        |                                 | 대통령 취임 1주년 |
| 2014      | 3     | 3-7       | 57.6        | 36.2        |                                 | 민주당과 새정치연합의 통합신당 창당 |
| 2014      | 3     | 10-14     | 59.0        | 33.0        |                                 | 연일 파격 발언 |
| 2014      | 3     | 17-21     | 61.6        | 29.8        |                                 | 규제 개혁 관련 끝장토론 |
| 2014      | 3     | 24-28     | 62.6        | 29.8        |                                 | 네덜란드, 독일 순방 효과 |
| 2014      | 3-4   | 31-1      | 60.5        | 31.1        |                                 | 새정치연합 안철수 대표가 박 대통령에게 기초선거 무공천 등 정국현안을 논의하기 위한 회동 제안 |
| 2014      | 4     | 7-11      | 63.1        | 30.5        |                                 | 안철수 새정치민주연합 공동대표 정당 공천제 폐지 문제와 관련해 대통령 면담을 요구 |
| 2014      | 4     | 14-18     | 64.7        | 27.2        |                                 | 세월호 침몰 |
| 2014      | 4     | 21-25     | 57.9        | 33.8        |                                 | 세월호 침몰 |
| 2014      | 4-5   | 28-2      | 52.9        | 39.7        |                                 | 세월호 침몰 후 구조 성과 미흡, 비공개 사과, 조문 할머니 연출 논란 |
| 2014      | 5     | 7-9       | 51.8        | 41.2        |                                 | 세월호 유족들의 청와대 항의방문, KBS 수신료 인상안 상정 소식, NLL 논란 |
| 2014      | 5     | 12-16     | 51.1        | 40.7        |                                 | 세월호 유족들과의 만남, 세월호 참사 관련 대국민담화 |
| 2014      | 5     | 19-23     | 51.1        | 41.5        |                                 | 세월호참사 관련 대국민담화, 안대희 전 대법관 총리 지명, 남재준 국정원장 및 김장수 안보실장의 사실상 경질 소식                                                                                         |
| 2014      | 5     | 26-30     | 50.9        | 40.6        |                                 | 안대희 총리 지명과 사퇴, 국정원장, 안보실장 사실상 경질 소식 |
| 2014      | 6     | 2~3, 5~6  | 51.8        | 41.1        |                                 | |
| 2014      | 6     | 9-13      | 48.7        | 44.3        |                                 | 문창극 총리 후보자 지명 |
| 2014      | 6     | 16-20     | 44.0        | 49.3        |                                 | 문창극 총리 지명 후폭풍 |
| 2014      | 6     | 23-27     | 43.4        | 50.0        |                                 | 강원도 GOP 총기 사고, 문창극 총리 지명자 사퇴, 주 후반 정홍원 총리 유임 발표 |
| 2014      | 6-7   | 30-4      | 46.1        | 46.6        |                                 | 시진핑 주석 방한 |
| 2014      | 7     | 7-11      | 45.3        | 48.6        |                                 | 김명수-정성근 장관 후보자들의 인사청문회, |
| 2014      | 7     | 14-18     | 48.2        | 46.2        |                                 | 새누리당 전당대회, 김명수, 정성근 장관 후보자 낙마 |
| 2014      | 7     | 21-25     | 45.2        | 48.5        |                                 | 세월호 특별법 처리 지연, 유병언 시신 확인 수사 |
| 2014      | 7-8   | 28-1      | 46.5        | 48.0        |                                 | 국회의원 재보궐선거(7.30) 15개 선거구 가운데 11곳 새누리당 당선자 배출 |
| 2014      | 8     | 4-8       | 49.5        | 43.7        |                                 | 새누리당 전당대회, 유병언 시신 발견, 검경 부실수사 논란, 여당 재보선 압승 |
| 2014      | 8     | 11-15     | 51.4        | 42.3        |                                 | 프란치스코 교황 방한 |
| 2014      | 8     | 18-22     | 51.8        | 41.6        |                                 | 세월호 특별법 여야 재합의안에 대한 세월호 유족들의 거부 |
| 2014      | 8     | 25-29     | 52.3        | 40.5        |                                 | |
| 2014      | 9     | 1-5       | 52.1        | 41.4        |                                 | 새누리당 송광호 의원 체포동의안 부결, 부동산 대책 발표, 규제개혁 회의 주재 |
| 2014      | 9     | 10-12     | 50.3        | 43.8        |                                 | 세월호 특별법 처리 지연, 담뱃값, 주민세 등 증세 소식 |
| 2014      | 9     | 15-19     | 49.7        | 44.3        |                                 | 담뱃값, 주민세, 자동차세 등에 대한 ‘서민증세’ 논란의 증폭, 세월호 진상조사위 수사·기소권 부여 불가 입장 직접 표명                                                                                     |
| 2014      | 9     | 22-26     | 51.8        | 42.0        |                                 | 유엔 기조연설, 한·캐나다 FTA 체결 |
| 2014      | 9-10  | 29-2      | 51.0        | 42.5        |                                 | 검찰의 '사이버 검열'과 '카카오톡 메시지 사찰' 논란 |
| 2014      | 10    | 6-10      | 50.3        | 43.2        |                                 | 북한 실세 3인방의 방남, 북한 3인방의 청와대 예방 거부 소식, 서해와 연천 등 해상과 육지에서 연이은 교전                                                                                                |
| 2014      | 10    | 13~17     | 49.8        | 43.8        |                                 | 김무성 새누리당 대표에 의해 촉발된 여권 내 개헌 관련 논란, 북측의 장성급 군사회담 내용 공개 |
| 2014      | 10    | 20-24     | 50.3        | 42.8        |                                 | 탕자쉬안 중국 전 국무위원 접견, 한중 정상회담 예정, 한일의원연맹 대표단 접견 |
| 2014      | 10    | 27-31     | 47.5        | 46.6        |                                 | 대북전단 살포 관련 남남갈등, 남북고위급 접촉 무산, 전시작전통제권 환수 재연기로 인한 공약파기 논란, 공무원 연금법 개정안 발의                                                                         |
| 2014      | 11    | 3-7       | 48.7        | 45.1        |                                 | 네덜란드 및 카타르 정상회담, 대선공약이었던 무상보육을 둘러싼 여야, 정부·교육청 간 예산 갈등, 정홍원 총리의 사과로 이어진 독도 입도센터 관련 혼선, 단통법 대란                                        |
| 2014      | 11    | 10-14     | 49.1        | 43.8        |                                 | APEC, ASEAN 등 다자 정상회담, 한·중·일 3국 정상회담 제의, 무상보육, 무상급식 등 복지 및 증세 논란, 주요 국가들과의 FTA 체결 소식                                                                      |
| 2014      | 11    | 17-21     | 50.0        | 42.6        |                                 | 아태경제협력체(APEC) 정상회담, 재난관리와 공직개혁 추진 의지 보도, 당·청 회동, 무상보육 예산 관련 당청, 여·여 갈등                                                                                    |
| 2014      | 11    | 24-28     | 49.9        | 41.4        |                                 | 규제 개혁과 정부 관료조직 혁신 의지 피력, 지하경제 양성화를 위한 차명거래금지법 시행, 청와대 ‘비선 실세’ 국정개입 논란, 최경환 부총리의 ‘정규직 보호 완화’ 발언                                       |
| 2014      | 12    | 1-5       | 46.3        | 45.8        |                                 | ‘비선실세’ 국정개입 의혹 |
| 2014      | 12    | 8-12      | 39.7        | 52.1        |                                 | 비선실세’ 국정개입 의혹 사건 여파, 한·아세안 6개국 정상회담의 외교 효과, 대한항공 ‘땅콩 회항’사건, 재미교포 신은미씨 ‘종북’ 순회 토크쇼 논란                                                          |
| 2014      | 12    | 15-19     | 39.9        | 52.3        |                                 | 통진당이 해산 여부 결정 전 국회 농성, 헌법재판소의 통합진보당 해산 선고(19일) |
| 2014      | 12    | 22-24, 26 | 43.0        | 49.8        |                                 | 헌재의 통합진보당 해산 결정 |
| 2014-2015 | 12-1  | 29-2      | 44.8        | 49.6        |                                 | 남북 정상 신년사 발표, 대통령 신년 인사회 |
| 2015      | 1     | 5-9       | 43.2        | 48.9        |                                 | 통진당 해산 헌재 결정, 남북 정상 신년사, ‘문건 유출’사건에 대한 검찰의 중간 수사결과 발표, 청와대 민정수석의 ‘항명’사태에 따른 인적쇄신론 확산                                                        |
| 2015      | 1     | 12-16     | 39.4        | 51.9        |                                 | 신년 기자회견, ‘문건 유출 배후 수첩 파문’ 진실공방 |
| 2015      | 1     | 19-23     | 34.1        | 58.3        |                                 | 연말정산 5월 재정산 소식, 이석기 전 의원 내란선동 유죄 확정 판결, 국무총리·청와대 인사개편 |
| 2015      | 1     | 26-30     | 32.2        | 60.1        |                                 | 비서실장과 측근 비서관 3인방 유임, 연말정산 후폭풍, 전통시장과 어린이집 방문 |
| 2015      | 2     | 2-6       | 31.8        | 62.3        |                                 | 유승민 의원의 새누리당 원내대표 선출, 대통령의 골프 활성화 발언, 새누리당 지도부의 복지·증세 관련 언급                                                                                                |
| 2015      | 2     | 9-13      | 34.2        | 58.5        |                                 | 서울 지역 전통시장 방문 |
| 2015      | 2     | 16-17     | 36.4        | 55.8        |                                 | 새 총리 임명, 소폭 개각 |
| 2015      | 2     | 23-27     | 35.3        | 57.6        |                                 | 비서실장 임명 |
| 2015      | 3     | 2-6       | 39.3        | 54.6        |                                 | 중동 4개국 순방, 주한 미국대사 피습 사건 |
| 2015      | 3     | 9-13      | 42.8        | 50.2        |                                 | 박 대통령의 중동순방 귀국 직후 미국대사 병문안, ‘종북 논쟁’ 과열, ‘사드’의 한반도 배치 문제 |
| 2015      | 3     | 16-20     | 42.7        | 52.3        |                                 | 대통령과 여야 대표 회담, 청와대 초청 중동 순방 성과 설명, 각종 회의와 초청 간담회에서 보인 부패척결, 경제활성화, 개혁 등에 대한 의지                                                                  |
| 2015      | 3     | 23-27     | 40.8        | 52.5        |                                 | 홍준표 지사의 골프 논란, 천안함 5주기 행사, 방산비리 등에 대한 강력한 부패 척결 의지 |
| 2015      | 3-4   | 30-3      | 41.8        | 51.1        |                                 | 경남도의 무상급식 중단, 리콴유 싱가포르 전 총리 조문외교 효과, 부정부패 척결 의지, 호남 KTX 개통, 저소득층 금융지원 대책 마련                                                                         |
| 2015      | 4     | 6-10      | 39.7        | 54.0        |                                 | 세월호 참사 현안 관련 대규모 행사, 대통령의 ‘세월호 인양 적극 검토’ 발언, 성완종 리스트 파문 |
| 2015      | 4     | 13~17     | 38.2        | 56.1        |                                 | 성완종 리스트 |
| 2015      | 4     | 20-24     | 36.8        | 56.7        |                                 | ‘세월호 참사 범국민대회’, 이완구 총리의 사의 표명, 정부의 세월호 인양 결정 발표, 한·미 원자력협정 타결, ‘성완종 특별사면’                                                                             |
| 2015      | 4-5   | 27-1      | 39.4        | 54.4        |                                 | 중남미 순방 귀국, 이완구 국무총리 사임, 성완종 사건 관련 대국민 메시지, 순방 과로, 재보선 결과 : 새누리당 압승                                                                                        |
| 2015      | 5     | 4, 6-8    | 44.2        | 50.2        |                                 | |
| 2015      | 5     | 11-15     | 43.4        | 51.2        |                                 | 공무원연금 개혁의 교착 상태, 이완구 전 총리에 대한 검찰 수사 |
| 2015      | 5     | 18-22     | 42.9        | 51.1        |                                 | 5·18기념식, 조윤선 정무수석 사퇴, 신임 총리 지명 예고 및 황교안 법무장관을 신임 총리로 내정 |
| 2015      | 5     | 26-29     | 44.7        | 50.6        |                                 | ‘메르스’에 대한 보건당국의 안이한 대응 관련 보도, 황교안 총리 후보자에 대한 자격 논란, 교원노조법에 대한 헌재의 합헌 판결, 공무원연금법 개정안과 함께 통과된 국회법 개정안                            |
| 2015      | 6     | 1-5       | 40.3        | 53.3        |                                 | 메르스 첫 사망자 보도, 3차 감염 보도, 메르스 정보 공개와 대응책을 둘러싸고 정부와 서울시 간의 갈등 |
| 2015      | 6     | 8-12      | 34.6        | 60.8        |                                 | 메르스 사태 본격화, 미국 순방 연기 결정, |
| 2015      | 6     | 15-19     | 34.9        | 60.5        |                                 | 메르스 사태 심각화, 정부의 메르스 중간대책, 메르스 사태 전망에 대한 세계보건기구의 긍정적 발표, 국회 임명동의안 통과, 황교안 신임 총리의 ‘메르스 행보,’ 대통령의 메르스 대책본부, 국립보건원 방문     |
| 2015      | 6     | 22-26     | 33.6        | 60.3        |                                 | 국회법 개정안 거부권 행사, 정부의 메르스 부실대책에 대한 논란, 이재용 삼성 부회장의 메르스 대국민 사과                                                                                                |
| 2015      | 6-7   | 29-3      | 37.3        | 57.1        |                                 | 대통령의 거부권 행사, 유승민 새누리당 원내대표의 공개사과 |
| 2015      | 7     | 6-10      | 34.6        | 60.5        |                                 | 유승민 새누리당 원내대표 사퇴 |
| 2015      | 7     | 13-17     | 34.5        | 60.7        |                                 | 대표 취임 1주년 기자회견, 5개월 만의 당청회동, ‘국정원 해킹’의혹 사건 |
| 2015      | 7     | 20-24     | 37.1        | 56.6        |                                 | ‘국정원 해킹 의혹’ 사건이 로그파일 공개 여부, 68일만의 고위 당정청 회의, 추경예산안 국회통과 관련 보도                                                                                                |
| 2015      | 7     | 27-31     | 34.9        | 58.5        |                                 | 국정원 해킹관련 국회 현안보고, 박근령씨의 일본 관련 발언 |
| 2015      | 8     | 3-7       | 39.5        | 54.0        |                                 | ‘8·14 임시공휴일’ , 주 후반 ‘박근령씨 발언’, ‘8·6 대국민 담화,’ |
| 2015      | 8     | 10-13     | 39.9        | 53.8        |                                 | ‘北 지뢰 폭발’ 사건 |
| 2015      | 8     | 17-21     | 41.0        | 54.2        |                                 | 남북 ‘상호포격’ |
| 2015      | 8     | 24-28     | 49.2        | 45.4        |                                 | 8·25 남북합의 타결, |
| 2015      | 8-9   | 31-4      | 50.4        | 44.0        |                                 | 중국 전승절 참석 |
| 2015      | 9     | 7-11      | 51.7        | 42.3        |                                 | ‘제주 돌고래호 사고’, 이산가족 협의 타결, 지역 현장행보 |
| 2015      | 9     | 14-15     | 50.3        | 44.1        |                                 | ‘친박 후보론’, ‘TK물갈이론’, ‘오픈프라이머리 불가론’, ‘친박 후보론 관련 레임덕 재촉’ 발언 |
| 2015      | 9     | 21-24     | 46.6        | 47.7        |                                 | |
| 2015      | 9-10  | 29-2      | 48.3        | 45.0        |                                 | |
| 2015      | 10    | 5-8       | 46.8        | 49.1        |                                 | 전략공천 내홍, TPP,역사교과서 국정화 |
| 2015      | 10    | 12-16     | 48.0        | 47.0        |                                 | 역사교과서 국정화, 한미 정상회담 효과, 공천 갈등 |
| 2015      | 10    | 19-23     | 46.9        | 48.7        |                                 | |
| 2015      | 10    | 26-30     | 44.5        | 50.0        |                                 | ‘국정교과서 추진 비밀 TF팀’ 운영 논란 |
| 2015      | 11    | 2-6       | 46.0        | 48.3        |                                 | 한일 정상회담 등 주초의 정상외교, 주후반 규제개혁 장관회의, 통일준비위원회 |
| 2015      | 11    | 9-13      | 45.6        | 49.7        |                                 | ‘총선심판론’ 발언, 정부·청와대 인사 총선출마설, ‘유승민 부친상 조화 논란’, 개헌론 |
| 2015      | 11    | 16-20     | 46.2        | 48.3        |                                 | G20 정상회의, APEC 정상회의 |
| 2015      | 11    | 23-27     | 47.1        | 48.7        |                                 | ‘서거 YS’ 예우 표명, 세월호 특조위의 대통령 조사 방침, 폭력시위·국회 관련 대통령의 국무회의 발언 |
| 2015      | 11-12 | 30-4      | 47.8        | 47.0        |                                 | ‘기후변화협약 정상회의’, ‘TK지역 SOC 예산 편중 논란’, ‘한중FTA 상생기금 준조세 논란’ |
| 2015      | 12    | 7-11      | 46.0        | 49.5        |                                 | 총선심판론 |
| 2015      | 12    | 21-24     | 42.5        | 51.7        |                                 | 5개 부처 개각과 쟁점법안 처리 관련 논란 |
| 2015      | 12    | 28-31     | 42.5        | 53.0        |                                 | 12·28 일본군 위안부 합의 |
| 2016      | 1     | 4-8       | 44.6        | 51.0        |                                 | 북한의 4차 핵실험 관련 보도 |
| 2016      | 1     | 11-15     | 44.1        | 52.0        |                                 | 2·28 위안부 합의, 누리과정 예산갈등 |
| 2016      | 1     | 18-22     | 44.1        | 48.6        |                                 | ‘쟁점입법 촉구 서명운동 참여’ |
| 2016      | 1     | 25-29     | 44.8        | 49.6        |                                 | 쟁점입법 서명운동, 누리과정 예비비 배정, 김무성 대표의 ‘정치인,’ ‘완장’ 발언 |
| 2016      | 2     | 1-5       | 42.9        | 50.5        |                                 | 최경환 의원의 ‘TK물갈이 진박(眞朴) 개소식 정치’, ‘김종인 생일축하 난(蘭) 수령 거부’ 논란 |
| 2016      | 2     | 15-19     | 45.9        | 49.0        |                                 | 대북 강경대응 국회 안보연설, ‘北 개성공단 자금전용’ 논란, 中 ‘한미 사드 배치’ 강력 반발 |
| 2016      | 2     | 22-26     | 46.1        | 48.2        |                                 | 北 ‘1차 타격은 청와대’ 발표, UN 안보리 대북제재안 관련 보도 |
| 2016      | 2-3   | 29-2      | 46.2        | 48.1        |                                 | UN안보리 대북제재 결의안 통과, ‘안보·반(反)개혁 야당심판’ 3·1절 기념사, 국가조찬기도회·장교합동임관식 대북 강경 발언, ‘친박 실세 유승민계 공천배제 발언’ 논란                                         |
| 2016      | 3     | 7-11      | 46.4        | 47.4        |                                 | 한미 연합훈련, 北 사이버테러 관련 보도, 해외 북한식당 출입 제한, ‘윤상현 의원 막말 녹취록’ 파문 |
| 2016      | 3     | 14-18     | 41.9        | 52.5        |                                 | ‘비박계 공천 학살’ 논란 증폭 |
| 2016      | 3     | 21-25     | 40.1        | 52.2        |                                 | 친박계의 ‘유승민 고사작전’ 논란, 유 의원의 새누리당 탈당 후 무소속 출마 선언, 김무성 대표의 ‘옥새 투쟁’                                                                                               |
| 2016      | 3-4   | 28-1      | 39.1        | 55.5        |                                 | 총선 선거 운동 본격화, 박대통령 사진 논란 |
| 2016      | 4     | 4-8       | 39.6        | 54.5        |                                 | 야당의 ‘정부심판’ 선거운동, 핵안보정상회의 참석, 멕시코 방문 등 |
| 2016      | 4     | 14-15     | 31.5        | 62.3        |                                 | 제20대 국회의원 선거 야권 압승 |
| 2016      | 4     | 18-22     | 31.4        | 63.5        |                                 | 여당의 총선 패배 여파, ‘어버이연합’ 관제집회 청와대 연루 의혹, 前 청와대 비서관 ‘낙하산 인사’ 논란 |
| 2016      | 4     | 25-29     | 31.0        | 64.4        |                                 | 총선 패배에 대한 대통령 책임론, 기존 국정운영 방식 고수, 이란 방문 |
| 2016      | 5     | 2-6       | 35.9        | 59.9        |                                 | 이란 경제 외교, 北 노동당 대회 관련 보도 |
| 2016      | 5     | 9-13      | 34.5        | 61.1        |                                 | ‘이란 경제 성과’ 논란, ‘가습기 살균제 사건 정부책임론’, ‘北 리영길 처형설 오보 청와대·국정원 책임론’, ‘어버이연합 관제집회 의혹’ 수사 지연, 임을 위한 행진곡 관련 논란                                |
| 2016      | 5     | 16-20     | 32.3        | 62.9        |                                 | 임을 위한 행진곡 제창 불가 소식, 새누리 전국위 파행 소식 |
| 2016      | 5     | 23-27     | 33.9        | 61.3        |                                 | 아프리카·프랑스 방문, 여당의 당 정상화 관련 보도, ‘상시 청문회법 거부권 행사’, ‘반기문 대선출마 시사’                                                                                                 |
| 2016      | 5-6   | 30-3      | 36.2        | 59.8        |                                 | 아프리카·프랑스 방문 관련 보도 |
| 2016      | 6     | 7-10      | 37.0        | 58.3        |                                 | 아프리카·프랑스 방문, ‘순방 과로’ 관련 보도, 홍기택 전 산업은행장의 ‘청와대·정부, 대우조선 지원 일방 결정’ 인터뷰                                                                                     |
| 2016      | 6     | 13-17     | 37.4        | 58.0        |                                 | 20대 국회 개원 연설, 여당의 ‘탈당 무소속 의원 일괄 복당 결정’ |
| 2016      | 6     | 20-24     | 35.3        | 59.0        |                                 | ‘영남권 신공항’, 北 ‘무수단 미사일 발사’ |
| 2016      | 6-7   | 27-1      | 35.2        | 58.7        |                                 | 야당의 ‘총선 홍보비 리베이트 의혹’과 ‘의원 가족채용 논란’, ‘이정현 전 홍보수석 녹취록’ 논란 |
| 2016      | 7     | 4-6       | 33.1        | 59.2        |                                 | ‘靑 서별관 회의, 분식회계 인지 대우조선 4조2천억 지원’ 논란과 ‘이정현 전 홍보수석 녹취록’ |
| 2016      | 7     | 11-13     | 34.7        | 58.2        |                                 | ‘사드 배치 논란’ |
| 2016      | 7     | 18-20     | 35.8        | 58.5        |                                 | ‘우병우 민정수석 의혹 사건’, ‘친박실세 공천개입 녹취록’ 논, ‘황교안 총리 감금, 국정 콘트롤타워 마비 논란’, ‘외부세력 개입 논란’, ‘북, 탄도미사일 발사 및 기습도발 가능성’, ‘합참 긴급 작전지휘관회의’ |
| 2016      | 7     | 25-29     | 31.6        | 60.7        |                                 | ‘우병우 민정수석 의혹’, ‘사드 배치 논란’, ‘친박실세 공천개입 녹취록’ 파문, ‘휴가중 울산 민생행보’ |
| 2016      | 8     | 1-5       | 34.6        | 57.6        |                                 | ‘대통령 가족사 국무회의 발언’, ‘與 8·9전대' |
| 2016      | 8     | 8-10      | 34.9        | 57.3        |                                 | |
| 2016      | 8     | 16-19     | 34.6        | 58.8        |                                 | ‘전기요금 누진제,’ ‘3개 부처 개각’, ‘우 수석 논란,’ ‘사드 제3후보지’, ‘駐英 북한 고위외교관 한국 망명’                                                                                                |
| 2016      | 8     | 22-24     | 35.1        | 56.5        |                                 | ‘주영(駐英) 북한 고위외교관 한국 망명,’ 대통령의 ‘北 붕괴·테러 가능성’ 언급, 북한의 ‘핵 선제 타격 가능성’ 성명, ‘北 주민 서해 탈북’, ‘禹 수석 논란                                                    |
| 2016      | 8-9   | 29-2      | 31.0        | 60.8        |                                 | ‘우 수석 거취 논란’, ‘이석수 특별감찰관 사의 표명’, ‘장관 후보자 인사청문회 파행’ 등 |
| 2016      | 9     | 5-9       | 31.0        | 60.5        |                                 | ‘한진해운 물류대란’, ‘위안부 소녀상 철거 논란’, ‘조윤선·김재수 장관 임명 강행’, 북한의 5차 핵실험 |
| 2016      | 9     | 19-21     | 32.5        | 61.4        |                                 | ‘9/12·19 경주 지진’, ‘비선·청와대 실세 미르·K스포츠재단 설립 개입 의혹’, ‘北 5차 핵실험’ |
| 2016      | 9     | 26-28     | 34.3        | 59.7        |                                 | ‘김재수 농림부 장관 해임안 처리’에 대한 여당의 강력 반발 관련 언론보도 |
| 2016      | 10    | 4-7       | 33.7        | 59.3        |                                 | ‘탈북 권유’ 국군의날 기념사, 김진태 의원 ‘간첩 발언’, ‘미르·K스포츠 재단 설립 의혹’ 관련 증인채택 논란, 울산과 부산의 태풍 피해                                                                       |
| 2016      | 10    | 10-14     | 31.4        | 62.0        |                                 | ‘최순실 딸 특혜 의혹,’ ‘檢, 선거법 위반 혐의 기소’ 정치보복 논란 |
| 2016      | 10    | 17~21     | 28.5        | 64.5        |                                 | 최순실씨 관련 의혹 확산, 그에 대한 박 대통령의 檢수사 통한 진상규명 의지를 밝힘. |
| 2016      | 10    | 24~28     | 19.0        | 74.8        |                                 | ‘최순실 국정농단’ |
| 2016      | 10~11 | 31~2      | 10.9        | 84.2        |                                 | ‘최순실씨 검찰 소환,’ 안종범 전 수석 ‘朴대통령·최순실 직거래’ 발언 보도, ‘김병준 총리 전격 지명’ 야3당 강력 반발                                                                                      |
| 2016      | 11    | 7~9       | 11.1        | 83.7        |                                 | ‘朴대통령 직접 개입 의혹 확산,’ ‘우병우 황제수사 논란’, ‘대규모 촛불집회 예정 보도 확산,’ ‘한일 군사정보보호협정 체결 강행’ 보도                                                                      |
| 2016      | 11    | 14-18     | 9.7         | 86.1        |                                 | 촛불집회, ‘靑, 하야 불가 입장, 최순실 기소 전 검찰조사 불가입장’, ‘엘시티 수사 지시’ |
| 2016      | 11    | 21-23     | 10.1        | 86.3        |                                 | 검찰수사에 대한 청와대의 강력 반발 |
| 2016      | 11    | 21-25     | 9.7         | 86.4        |                                 | 검찰수사 |
| 2016      | 11    | 28-30     | 9.8         | 86.0        |                                 | 3차 대국민 담화, 5차 촛불집회 |
| 2016      | 11-12 | 28-2      | 10.5        | 85.1        |                                 | ‘3차 대국민 담화’, 새누리당의 ‘4월 퇴진·6월 대선’ 당론 채택 |
| 2016      | 12    | 5-9       | 10.9        | 85.3        |                                 | 탄핵, 대통령 퇴진 입장, 촛불집회, 국조특위 청문회 |

## 파면 이후
2017년 3월 12일, 대통령 직에서 파면 당하고 이틀 만에 서울 삼성동 사저로 복귀하였다. 당초 대통령직 파면 후 바로 청와대에서 퇴거해야되지만 사저 보수 공사를 이유로 이틀동안 청와대에 머물렀다. 그녀는 헌정 사상 첫 파면된 대통령이라는 불명예스러운 기록을 남기고 4년만에 청와대를 떠났다.

### 검찰 수사
2017년 3월 3일, 검찰은 박영수 특검팀으로부터 모든 수사자료를 넘겨받음으로써 본격적으로 박근혜 대통령에 대한 수사 준비가 시작되었다. 3월 15일, 검찰은 박근혜 전 대통령에게 3월 21일 소환을 통보하였고, 박 전 대통령 변호인 측은 검찰의 소환지시에 따르겠다고 밝혔다. 그리고 3월 21일 9시 23분, 서울 삼성동 사저에서 출발한지 8분만에 검찰청 특별수사본부 앞에 출두하였다. 이는 박근혜-최순실 게이트가 발생한 지 5개월 만에 검찰 소환이며, 전직 대통령이 검찰에 소환된 네 번째 사례이다. 박근혜 전 대통령은 조사 과정에서 뇌물수수 혐의와 직권남용을 포함한 모든 혐의를 전면 부인하며 적극적인 방어권을 행사했다. 박 전 대통령 검찰 조사는 조서 열람 · 검토 시간까지 포함해 총 21시간 30분동안 이루어진 뒤 귀가 조치하였다.

#### 구속영장 발부
2017년 3월 27일, 검찰은 박근혜 전 대통령에게 298억원 뇌물수수를 포함한 13가지 혐의로 구속영장을 청구하였다. 사흘 뒤인 3월 30일에는 영장실질심사가 이루어졌다. 이 영장실질심사는 8시간 40분 동안 이루어졌고 영장심사 도입 이래 최장시간 동안 이루어졌다. 3월 31일, 박 전 대통령의 구속 영장이 발부되어 서울구치소에 수감되었다. 1995년 전두환, 노태우 전 대통령에 이은 세 번째 전직 대통령 구속이며, 파면된지 21일만에 구속 수감되었다.

#### 구속 이후
이후 구속된 상태에서 수사와 재판을 병행하던 2017년 10월 13일 6개월의 1심 구속 기간을 3일 앞두고 앞서 1심 구속 영장에 적시하지 않은 롯데와 SK 관련 뇌물혐의에 대한 구속 영장을 판사가 발부하여 구속 기간이 최대 6개월 연장되었다. 이에 대한 정치적 논란이 지속되는 가운데 구속 연장 이후 진행된 10월 16일 첫 공판에서 "대통령의 권한을 남용한 사실이 결코 없는데도 재판부가 구속연장을 결정한 것을 결코 받아들이기 힘들다"며 “다시 구속 수사가 필요하다는 결정을 저로서는 받아들이기 어려웠다”고 하면서 “재판부에 대한 믿음이 더는 의미가 없다는 결론에 이르렀다”며 공판 후 처음으로 진술 하였다. 공판 시작 전 일부 변호인단에게 “형량이 20년형이든 30년형이든 개의치 않는다. 이 나라를 바로 세우는 게 중요하다”며 모든 변호인단이 사임하였다.
2018년 2월 27일 검찰(한동훈 서울중앙지방검찰청 3차장)은 결심 공판에서 특정범죄가중처벌등에관한법률위반(뇌물), 직권남용권리행사방해, 강요 등의 혐의로 기소된 박근혜에게 징역 30년과 벌금 1185억 원을 구형했다. 서울중앙지방법원 형사합의22부(김세윤 부장판사)는 2018년 4월 6일 서울중앙지법에서 열린 1심 선고공판에서 박 전 대통령에 대해 징역 24년, 벌금 180억원이 선고되었다. 총 18개 혐의 중 16개 혐의가 일부유죄 또는 유죄가 선고되었고 이 중 삼성 영재센터 후원(뇌물) 및 삼성 미르재단 및 K스포츠재단 후원(뇌물) 2개 혐의는 무죄가 선고되었다.(서울중앙지방법원2017고합364, 184 2018고합20) 이후 2018년 8월 24일 서울고등법원 형사4부(부장판사 김문석)는 박 전 대통령에게 징역 25년과 벌금 200억 원을 선고해 1심보다 형량이 늘어났다.(서울고등법원2018노2150) 2심 재판부는 1심과 달리 삼성의 영재센터 후원금을 뇌물로 인정하였으며, 이는 형량 가중의 결정적인 이유가 되었다. 다만 포스코그룹, 롯데그룹, 현대자동차그룹 등의 타 대기업을 대상으로 한 강요 및 직권남용 혐의는 유죄 또는 일부 유죄를 선고한 1심과 달리 일부 유죄 또는 무죄가 선고되었다. 대법원은 상고심에서 무죄로 판단한 부분에 대해 파기환송했다.(대법원2019도11766)
국가정보원에서 특수활동비를 상납받고 옛 새누리당 공천 과정에 개입한 혐의에 대한 재판도 받고 있다. 2018년 7월 20일 1심을 맡은 서울중앙지법 형사합의32부(성창호 부장판사)는 국정원 특활비 수수 혐의에 징역 6년과 추징금 33억원, 공천 개입 혐의에는 징역 2년, 총 징역 8년 및 추징금 33억 원을 선고했다. 국정원 특활비를 받은 부분에 대해서는 국고 손실 혐의만 유죄로 인정했으며, 뇌물 수수 혐의는 무죄로 판단했다. 유죄로 인정한 금액도 2016년 9월 전달된 2억원을 제외한 33억원이다.
서울중앙지방법원은 2016년 20대 총선에서 비박계 후보를 배제하고 친박 후보를 국회의원에 당선시키려고 다량의 여론조사를 실시하고, 공무원 신분을 이용해 선거 기획하고 새누리당 경선에 개입한 일련의 행위에 대해 "피고인의 명시적 묵시적 지시와 승인 하에 이뤄진 것으로 보인다”고 하면서 징역 2년을 선고했으며(2018고합119) 서울고등법원은 항소를 기각하여 판결이 확정되었다.(2018노2151)
한편 박근혜는 법률 비용 등을 마련하기 위해 삼성동 자택을 마리오아울렛 회장에게 매각하고 내곡동 자택을 구입했으나, 내곡동 자택도 벌금과 추징금을 마련하기 위해 공매 처분되었다. 내곡동 자택이 추징금이나 감정가 이상의 금액에 매각되어 추징금은 완납했지만 벌금 납부 의무가 남아 있었다.

### 당적 제명
2017년 11월 3일, 자유한국당은 '1호 당원'이었던 박근혜 전 대통령에 대해 출당·제명 조치하였다. 이로써 박근혜는 1987년 직선제 도입 이후 본인 의사 없이 강제로 당적이 정리된 최초의 대통령이라는 또 하나의 불명예스러운 기록을 떠안게 되었다.

### 사면 복권
박근혜는 수감 생활 중 질병으로 인해 형집행정지 없이 구금 장소를 병원으로 옮겨 입원하는 일이 잦았다. 자택이 없어 계속 삼성서울병원에 입원하면서, 옥중서간집 《그리움은 아무에게나 생기지 않습니다》를 출간했다.
2021년 12월 후임자인 문재인 대통령이 사면복권을 하였다. 이에 따라 잔여 미납 벌금도 면제되었다. 그리고 자신의 지역구였던 달성군 유가읍 쌍계리, 대구테크노폴리스 인근의 자택을 매입하였다.
2022년 3월 5일 삼성서울병원에 입원한 상태에서 대한민국 제20대 대통령 선거 사전투표를 하였으며 3월 24일 퇴원하여 국립서울현충원의 양친인 박정희 대통령과 육영수 여사가 안장된 묘소를 참배하고 달성 사저로 향했다. 5천여명의 지지자들과 대구시민들의 환영을 받으며 대구 사저에 도착하였고 이 자리엔 황교안 전 국무총리 강은희 대구광역시교육감 권영진 대구광역시장 이철우 경상북도지사 조원진 우리공화당 대표 등이 마중나와 대기하고 있었다. 이어 사저 앞에서 5년여만에 대국민 기자회견을 진행하였다. 박 대통령의 기자회견 내용으로는 5년간 힘든시간을 보낸 동안 늘 변함없는 지지를 보내주신 국민여러분께 감사드리고 늘 고향 대구가 그리웠다고 말했다. 이어 저의 꿈을 이어서 후배 세대가 대한민국의 발전을 이루어 주리라 믿는다고 밝혔고 박 대통령 본인도 도울것이 있다면 온 힘을 다해서 돕겠다고 말했다. 하지만 기자회견 중 어느 40대 남성이 소주병을 박근혜 대통령을 향해 던져 경호원들의 경호를 받았으며 해당 남성은 구속되었다 놀랄 법도 하지만 박근혜 대통령은 일이 있은 후에도 차분하고 의연하게 회견을 이어 나갔다. 경호원들의 재빠른 경호가 중국에선 화제가 되었다.
이준석이 축하난을 보냈으나 박근혜 대통령에게 했던 막말등과 탄핵을 당하는 과정에서 그의 행동에 분노한 박대통령의 지지자들에 의해 축하난을 전달하는것이 제지당했다.
이어 이사 기념으로 주변 이웃들에게 이사떡을 돌렸다.
4월 8일엔 대구광역시장 출마를 선언한 유영하 변호사의 후원회장을 맡은 사실을 밝히며 유튜브에 출연하였다. 자신이 5년간 고초에 겪을 당시 모두가 본인과의 관계를 부정했을때 유일하게 힘든 시절을 함께한 동지라고 유 후보를 지지하겠다고 말했다.
이후 4월 12일 대통령 당선인 자격으로 대구 경북 지역을 순회하던 윤석열 대통령 당선인과 사저에서 만나 1시간 동안 대화를 나누었다. 이 자리에는 권영세 대통령직 인수위 부위원장과 박 대통령의 측근인 유영하 변호사가 배석했다. 윤 당선인은 박 대통령에게 5월 10일 취임식에 참석해달라고 요청했고 박대통령은 가능하면 참석할수 있도록 노력하겠다며 좋은 대통령으로 남아달라고 말했고 윤 당선인은 과거 수사 과정에서 인간적으로 미안한 마음을 가지고 있었다면서 박 대통령에게 사과하였고 두 사람은 묵은 감정을 털고 화해했다. 또한 윤 당선인은 박 대통령이 서울 병원 치료를 다닐때 경호를 잘 받을수 있도록 노력하겠다고 약속하였다.
4월 27일 달성 사저를 방문한 박주선 취임식 준비위원장을 만나 환담하고 박 위원장에게 초청장을 받아 윤석열 당선인의 취임식에 참석하겠다고 밝혔다.
5월 10일 윤석열 대통령 취임식에 참석하였다. 할리마 야콥 싱가포르 대통령 포스탱아르상쥬 투아데라 중앙아프리카공화국 대통령 사이에 착석하였으며 문재인과 손을 잡은 윤 대통령 내외가 이후 바로 박 대통령에게 향해 윤대통령과 손을 맞잡고 진심으로 축하해주었다. 이명박 대통령의 영부인인 김윤옥 여사 노태우 대통령의 장녀인 노소영 나비아트센터 관장 장남인 노재헌 변호사와 인사를 나누었고 전두환 대통령의 영부인인 이순자여사와도 오랫만에 만나 이야기를 함께 나누었다. 국회의장인 박병석과도 반갑게 인사를 나누었다. 이후 윤대통령의 취임사를 들으면서 공감을 나타내는 것처럼 고개를 끄덕이며 경청하였고 취임사가 끝나자 박수를 치는등 윤대통령과 완전히 화해한 모습을 보여주었다. 이어 취임식을 마치고 내려가기전 문재인 내외와 6년만에 만나 악수를 나누었다. 이후 김건희 여사의 에스코드를 받으며 단상을 함께 내려왔고 김건희 여사와 이야기를 나누었다. 이후 문재인을 환송하고 온 윤석열 대통령과 다시 한번 악수를 나누고 축하 인사를 해주었다. 이어 역대대통령 취임식 최초로 퇴임하는 대통령이 아닌 그 전임 대통령을 환송하는 행사로 박근혜 대통령을 윤대통령 내외가 환송해주었고 이에 박대통령은 감사의 의미로 차량 창문을 열어 윤대통령 내외와 마지막 인사를 하고 식장을 떠났다.
2022년 5월 28일 제8회 전국동시지방선거 사전투표를 하였다.,
2022년 8월 25일 저녁 서울 강남구 한 호텔의 식당에서 측근 유영하 변호사와 지인 6명 정도와 함께 만찬을 함께하려 식당에 들어가는 모습이 포착되었다. 왜 만찬을 하였는지 누구와 하였는지는 알려지지 않았다.
2022년 10월 25일 부친인 박정희 대통령의 서거 43주기를 하루 앞두고 서울현충원을 방문해 참배한 것으로 알려졌다. 이날 오후 윤석열 대통령도 국회 연설을 마치고 현직 대통령으로서는 1989년 노태우 대통령이 10주기 당시 참배 한 이후 처음으로 참배하였는데 윤석열 대통령과 만났는지는 알려지지 않았다. 언론에 의하면 대구로 바로 내려가지는 않고 일정을 보낸것으로 알고 있다고 한다.
2023년 2월 2일 사면 복권이 된 이후 자유의 몸 상태로 첫 생일을 맞이하였다. 대구 달성 사저에는 지지자 수천명과 국민의힘 당대표 후보인 황교안 前 미래통합당 대표 윤상현 국회의원 등이 사저를 방문해 지지자들과 함께했고 황교안 대표는 박근혜 대통령의 생신상을 차리겠다면서 40여가지의 정성스런 음식을 준비하여 박근혜 대통령 측에게 전달하였다. 허나 박대통령은 사저 밖에 생일 축하 행사 현장엔 나오지 않았고 모습도 비치지 않았다. 생일 전날이었던 2월 1일에는 윤석열 대통령에게 생일 축하 난을 선물 받았다고 한다. 박대통령은 축하난에 크게 화답하면서 국정운영에 바쁘실텐데 챙겨주셔서 너무나도 감사하다고 전했다고 한다. 이 날 윤대통령은 부친인 박정희 대통령의 구미 생가를 참배하고 금오공대를 방문한 일정을 소화했다.
또 생일을 맞이하여 대부분의 보수정치인들이 생일선물을 보냈다. 오세훈 서울시장은 표고보섯 세트를 보냈고 지난 2006년 나를 돕다가 테러를 당하신 일에 죄책감을 가지고 있다고 말했다.

## 평가

### 긍정적 평가

#### 원칙과 신뢰의 이미지
박근혜는 원칙, 신뢰, 약속을 지킨다는 이미지가 장점으로 평가되고 있다. 그녀는 세종시 문제, 2007년 대선 후보 경선 등을 통해 한 번 약속한 것은 반드시 지킨다거나 원칙을 중시한다는 이미지를 얻었다. 2012년 대선에 출마한 후보로서, 이러한 이미지는 국정운영에서의 안정감에 대한 기대로 연결된다는 평가를 받는다. 그러한 이미지는 지지층에서만 통할 뿐이며, 변화를 바라는 사람들에겐 소통도 안 되고 감동도 없는 사람으로 보인다고 평가되기도 했다. 대통령이 된 이후에는 일부 대선 공약을 수정해 반대 진영으로부터 비판을 받고 있다.

#### 불평등 지수 감소
2018년 8월 23일 통계청이 발표한 2분기 가계동향조사(소득 부문) 결과에 따르면, 노무현정부(2004~2007년·2003년은 통계 작성 시작연도로 전년과 비교 불가)에서의 1분위 가구 연평균 소득성장률은 4.0%였으며, 5분위 가구는 5.0%를 기록해 큰 차이를 보이지 않았다. 보수정권으로 분류되는 이명박·박근혜정부에서는 오히려 1분위 가구의 소득성장률이 높게 나타났다. 이명박정부에서 1분위 가구의 가계소득은 연평균 6.6%나 오른 반면 5분위 가구 성장률은 4.6%에 그쳤다. 박근혜정부는 1분위 가구가 2.5%, 5분위 가구는 2.0%의 성장률을 보였다. 보수 정권기에는 소득 5분위 배율과 지니계수가 개선되었으나 진보 정권기에는 도리어 악화된 것으로 나타났다. 이두원 연세대 경제학과 교수는 "보수정권에서 양극화가 심해질 것이란 통념과 달리 2000년대 이후로는 보수·진보 정권을 가리지 않고 사회보장성 제도가 대폭 확대돼 왔다"며 "오히려 높은 경제성장을 통해 분배도 개선시키는 방식이 효율적임을 보여주는 지표"라고 말했다. 문재인 정부가 추진 중인 소득주도성장은 이번 2분기 가계소득 통계를 통해 그 실상이 적나라하게 드러났다고 평가된다. 그동안 정부는 최저임금 인상을 통해 취약계층의 소득을 올려주는 방식으로 새로운 성장 모델을 만들어낼 수 있다고 주장했으나 지난 1분기에 이어 이번 2분기에도 저소득층의 소득이 절대적으로는 물론 상대적으로도 큰 폭으로 감소한 게 확인됐기 때문이다.
2018년 8월 29일 국회예산정책처에서 발행한 '조세정책의 소득재분배 효과분석'이라는 제목의 연구보고서에 따르면 이명박, 박근혜 정부에서 소득 분배가 악화되지 않은 것으로 5일 밝혀졌다. 국세청의 소득 100분위 자료를 활용해 소득계층별 소득분배 추이를 분석한 국회예산정책처는 "소득 상위구간의 소득점유비중인 통합소득의 소득집중도(상위 20%)는 2008년 56%에서 2016년 54.7%로 감소했다"며 "소득집중도의 값이 클수록 소득분배가 악화됨을 의미하므로, 위 결과는 분석대상기간 우리나의 소득분배는 악화되지 않았다고 해석할 수 있다"고 말했다. 또 국회예산정책처는 "상위 20%의 소득점유비중이 하락한 이유는 2008년부터 2016년까지 상위 20%의 연평균 소득 증가율이 하위 20%의 연평균 소득 증가율에 비해 낮았기 때문"이라며 상위 20%의 연평균 소득 증가율은 6.5%였고 하위 20%의 연평균 소득 증가율이 9.5%였다"고 부연했다. 국회예산정책처의 이번 연구결과에 따르면 이명박·박근혜 정부 때인 2008년부터 2016년까지의 소득 양극화는 오히려 개선됐다. 처분가능소득을 기준으로 지니계수는 2008년 0.314에서 꾸준히 줄어 2015년 0.295까지 떨어졌고 2016년에는 0.304로 소폭 올랐다. 문재인 정부가 소득주도 성장으로 하위 소득자의 실업을 야기하면서 양극화를 심화시키자 집권여당인 더불어민주당은 이명박·박근혜 정부의 책임이라는 주장을 내놓았지만 국회예산정책처가 과거 보수 우파 정부에서 소득분배가 악화되지 않았다는 보고서를 내놓은 것이다. 성태윤 연세대 경제학부 교수는 “이명박·박근혜 정부 때 경기가 많이 안 좋았는데 그러면 자산 가격이 떨어지고 자산 소득도 줄어들 수밖에 없다”며 “그런 이유 때문에 자산이 많은 고소득자 소득이 줄어들었을 가능성이 있다”고 말했다. 김정식 연세대 경제학부 교수도 “부동산 시장이 이명박 정부 때 침체했다가 박근혜 정부에서 다시 살아나는 흐름을 보였다. 한국 고소득자의 소득 중 부동산 관련 소득이 크다는 점을 고려하면 부동산 시장의 변동이 소득 불평등 해소에 영향을 줬을 수 있다”고 분석했다. 예정처 관계자는 “소득 양극화 해소가 특정 정부와 관련이 있다기보다는 2008년 글로벌 금융위기 이후 한국 사회에 경제 양극화 논의가 본격화되는 흐름이 있었고, 그 결과 소득 격차를 줄이려는 정책적 노력이 있었다고 봐야 할 것”이라고 분석했다. 특히 기초노령연금 등 복지제도가 확충되고, 상위계층에 대한 실효세율이 높아진 게 소득 격차를 줄이는 데 일조했을 것이란 분석도 나온다.
2019년 4월 11일 통계청이 새롭게 공개한 소득분배지표에서 2011~2017년 한국의 분배 상황이 개선된 것으로 나타났다. 과거 보수정권에서 소득분배가 지속적으로 악화됐기 때문에 소득주도성장이 필요하다는 문재인 정부의 주장과 상반되는 결과가 나온 것이다. 2019년 4월 11일 통계청이 처음 공개한 가계금융복지조사 소득분배 부문 추가 지표에 따르면 한국의 팔마비율(Palma ratio·처분가능소득 기준)은 2011년 1.74배에서 2017년 1.44배까지 하락했다. 팔마비율은 호세 가브리엘 팔마 영국 케임브리지대 교수가 개발한 소득 불평등 지표로 소득 상위 10% 인구의 소득 점유율을 하위 40% 인구의 소득 점유율로 나눈 값이다. 숫자가 낮아졌다는 것은 소득 불평등이 개선됐다는 의미다. 또 다른 분배지표인 소득 10분위 경곗값 비율(P90/P10)도 2011년 6.42에서 2017년 5.79까지 떨어졌다. `소득 10분위 경곗값 비율`은 처분가능소득 기준 가계소득 상위 10% 경곗값을 하위 10% 경곗값으로 나눈 수치다. 이날 공개한 다른 2개의 소득분배지표(P90/P50, P50/P10) 모두에서도 역시 2011~2017년 소득분배가 개선된 것으로 집계됐다. 이 기간은 이명박 정권 중반기인 2011년부터 약 6년 반 동안 보수 정권이 이어진 후 마지막 반년가량 동안에는 진보 정권인 문재인정부 집권기에 해당한다. 민주당 이해찬 대표는 2018년 8월 19일 국회 의원회관에서 기자간담회를 열고 소득주도 성장을 내세우면서 최저임금을 급속도로 인상해 일어난 '고용 참사'의 책임이 이명박·박근혜 정부에 있다고 주장했다. 이 대표는 "지난 10년간 이명박·박근혜 정부 때 성장잠재력이 매우 낮아져서 그 결과가 지금 나타나고 있는 것"이라고 말한 바 있다. 노무현 정부에서 부총리 겸 재정경제부 장관을 지낸 김진표 더불어민주당 의원도 역시 2018년 8월 24일 "양극화가 유례없이 심화된 것은 이명박·박근혜 정권의 경제정책이 역주행한 것에 근본 원인이 있다"고 말한 바 있고 그 근거를 묻는 질문에는 "경제협력개발기구(OECD)가 한국의 소득불평등이 최근 10년간 악화됐다는 보고서를 본 기억이 있어 그렇게 말했다"고 설명했다. 홍남기 부총리 겸 기획재정부 장관은 2018년 12월 인사청문회에서 “박근혜 정부에서 양극화가 지속됐다”고 말했다. 문재인 대통령이 지난 1월 신년회견에서 "우리는 부의 양극화와 경제적 불평등이 세계에서 가장 극심한 나라"라고 언급하는 등 진보 진영에서는 지난 두 차례의 보수 정권 집권기간에 분배 상황이 악화됐다고 주장해 왔다. 이두원 연세대 경제학과 교수는 "한국에서는 보수와 진보 정권을 가리지 않고 복지 확대 정책을 펼쳐 왔다. 보수 정권에서 불평등이 심화될 것이라는 진보 세력의 주장은 이 같은 정책 요인을 전혀 감안하지 못한 것"이라고 설명했다.

### 비판

#### 소통 부재와 비밀주의
박근혜는 일반 국민들은 물론이고 당내 인사들과도 소통하는 능력이 부족하다는 평가를 받는다. 새누리당 인사들은, 발신번호 표시제한 전화로 연락이 온다, 솔직하게 터놓고 소통하지 않는다, 만나거나 접근하기 어렵다는 경험 등을 예로 들며 박근혜가 소통 능력이 부족하다고 지적한다.
2004년 제17대 국회에서 당시 한나라당 대표를 맡고 있던 박근혜와 함께 원내대표로 활동하였던 김덕룡은 박근혜가 소통이 안 되는 것을 넘어 "먹통"이라고 평가하면서, 당시 박근혜에게 정수장학회 문제를 털고 넘어가야 한다고 조언을 했지만 자신의 조언을 거부한 것은 물론 이후 관계가 소원해졌다는 일화를 예로 들었다. 또한 박근혜에게 친구가 있다는 얘기를 들어 본 적이 없으며, 그녀의 참모들조차 그녀가 주요 현안에 대한 판단을 내릴 때 누구와 상의하는지 모른다고 주장하였다.
안신권 나눔의집 소장은 “피해자도 모르게 이뤄진 위안부 합의에 따라 일본이 출연한 10억엔은 반드시 반환돼야 한다”고 언급하였다.

#### 독단주의
2011년 9월 정치권을 강타한 '안철수 열풍'과 관련해 기자들이 박근혜에게 '안철수의 지지율이 자신을 넘어섰는데 어떻게 생각하느냐'는 반복된 질문에 대해 "병 걸리셨어요?"라는 반응을 보이면서 비판을 받기도 했다. 민주당은 사과를 요구했고 이후 박근혜는 "지나가는 식으로 농담을 했는데, 표현이 부적절 했던 것 같다"라며 유감을 표명했다. 박근혜는 2004년 MBC 라디오 프로그램 '손석희의 시선집중'에서도 진행자가 경제 살리기에 대하여 질문하자 '지금 저하고 싸움하시는 거예요?'라고 언급한 것을 비롯해 올해 1월 복지 문제와 관련된 기자들의 질문에 '한국말 모르세요?'라고 대답한 것 등이다. 서울대학교 법학전문대학원 조국 교수는 "박근혜 전 대표는 불편한 질문과 비판을 참지 못한다. 영애 박근혜님이 '평민'들과 겸허히 소통하는 법을 배우기 전까지 새로운 별호를 지어 올리고자 한다. '발끈해'"고 말했다.

#### 권위주의
한나라당 친이명박계는 "박근혜는 권위주의적 리더십과 폐쇄적 조직 문화가 팽배해 있다"며 "두 차례 대선에서 실패한 이회창 전 총재의 전철을 되풀이 하고 있다"라고 말했다. 이에 대해 한 친박계 의원은 "국민들은 박 전 대표를 더 이상 아버지의 그늘에 가려있는 정치인이 아니라 독립적인 지도자로 바라보고 있다"며 "박 전 대표를 흠집내기 위한 어떤 시도도 성공하기 힘들 것"이라고 말하였다. 또한 친이계는 "지역주의에 기댄 정치인"이라며 비판하였다. 한나라당 강명순 의원은 "자신은 유신 시절 빈민 운동을 하느라 고생했는데 박근혜는 청와대에서 잘 먹고 잘 지낸 만큼 빚을 갚아야 한다"며 비판했다.

#### 한마디 정치
2008년 대선 이후 박근혜는 미국소 수입 협상에 대한 반발이 일던 가운데 이명박에 대한 비판을 제기하거나, 미디어법 상정시 "반대표를 던질것"이라고 말하거나, 이명박이 내놓은 세종시 수정안에 대해 반대 입장을 밝히거나, 동남권 신공항 백지화 당시 이명박의 결정을 받아들이지 않고 차기 정권에서 계속 추진 할 것을 약속하는 등 중요한 사안에서 짧은 말을 던지는 일명 '한마디 정치'를 해왔다. 2010년까지 차기 대선후보 지지율 1위를 지켜온 박근혜의 이런 의견들은 당정에 큰 영향력을 끼쳤으며 친이계는 정부에 협조하지도, 그렇다고 반대하지도 않는 박근혜의 모호한 행보에 대해 불만을 토로하기도 했다. 그동안 한나라당과 이명박 정부는 박근혜를 당대표나, 국무총리로 추대하는 방안을 고려해왔지만 박근혜는 이를 모두 거부하였으며 친박계 의원이 당대표를 맡는 것조차 반대하는 등 소극적인 행보를 보여왔다. 하지만 지지율 1위를 지키기 위해 너무 몸사리기만 하는 것 아니냐는 비판이 제기되고 있으며 이명박과 화해를 하거나, 아예 다른 노선을 선택하여 결단을 내려야 한다는 지적이 제기되었다. 이러한 비판들 속에서 이명박 정권 취임 초기에 실시했던 자기 대선 후보들 지지율 조사에서 50%에 육박하던 박근혜의 지지율은 2010년 이후로 30%까지 하락했다.

### 정책적 평가
대통령 당선 후 경제 정책으로는 복지, 경제민주화, 창조경제를 기본 이념으로 하고 있으며, 장기침체된 경제에 대한 해법으로는 최경환 경제부총리의 금융완화적 경기부양방안인 초이노믹스를 내세우고 있다. 대북정책으로는 원칙에 입각한 대응을 중시하며, 한반도 신뢰 프로세스를 핵심 대북정책으로 하고 있으며, 북한의 비핵화를 기반으로 한반도의 긴장 완화를 이룬다는 것을 골자로 하고 있다.
박근혜 정부의 외교정책은 임기 초반에는 많은 기대를 받았으나 임기 중반으로 가면서도 일본과의 관계가 회복되지 않아 한미일과의 군사적 동맹에서 한국이 소외된다는 비판과 함께 외교정책이 중국에 치우쳐 있다는 비판도 받아 왔다. 여기에 중국 또한 일본과의 관계회복을 도모하는 쪽으로 외교정책을 선회하여, 박근혜 정부 들어 동북아에서 한국만이 외교적으로 고립되고 있다는 우려도 있다. 박근혜 정부의 대일 외교정책은 과거사 문제 해결 없이는 한일관계를 개선할 수 없다는 입장을 고수해왔으나, 일본의 아베 정권과 미국의 오바마 정부가 철저한 전략적 외교로 실속을 챙기는 가운데 한국만이 외교에서 갈피를 잡지 못한다는 평가를 받는다.
주요 대선 공약이었던 '증세 없는 복지' 공약과 사회통합 약속인 '100% 대한민국' 공약은 당선 후 노선이 수정되었거나 잘 지켜지지 못했다는 평을 듣는다. 특히 '국민대통합' 공약이 지켜지지 않은 것이 대한 비판이 있다.
임기 초반부터 가장 비판을 받아온 것은 인사 실패 문제로, 박 대통령이 처음으로 중용한 인사인 윤창중 전 대변인, '의혹 백화점'으로 불리며 국방부 장관 후보에서 낙마한 김병관, 과거사 관련 교회 강연 논란으로 비판받으며 국무총리 후보에서 낙마한 문창극 등 폐쇄적이고 불투명한 과정을 거친 '수첩인사'의 실패는 비판을 받는다.
임기 중반에 들어서며 경제정책 면에서도 많은 비판을 받고 있는데, 디플레이션 우려가 고조되는 가운데 경기활성화에 실패했고, 가계의 대출 요건 완화를 기조로 하는 초이노믹스의 여파로 가계부채가 급증, 사상 최대를 갱신하는 등 우려의 목소리가 높다. 경기부양과 가계부채의 딜레마 속에서 방향을 잡지 못하고 있다는 평가가 있다. 기업들의 수출 실적이 급감하고, 미국, 일본, 중국의 주식 시장이 호황을 누린 것과 대조적으로 박근혜 대통령 임기 동안 한국의 주식시장이 침체되어 온 것도 박근혜 정부의 경제 정책에 대한 많은 우려를 낳고 있다.
박근혜 정부는 임기 중 발생한 세월호 침몰 사고와 메르스 확산에 미숙하게 대처하여, 위기 대처 능력에 대해서도 많은 비판을 받았다. 두 사건 모두 초기 대응에 실패하여 사고의 여파를 키웠고, 정보 공개에 소극적으로 대처하여 국민들의 불안감과 정부에 대한 불신을 키웠다는 평이다. 특히 메르스 사태 때는 박근혜 대통령의 위기관리 능력과 리더십에 많은 의구심을 낳아, 집권 3년차 들어 지지율이 20%대로 하락하기도 했다.

#### 이명박과 정책적인 유사성 논란과 차별화
이명박 정부 시절 박근혜는 이명박과 거리를 두었으나 완전히 돌아서지는 않았다. 대통령과 면담을 하면서 대통합의 의지를 담고 활동하였다. 과거 정책상 본질적으로는 이명박과 크게 다를바 없다는 의견도 있었다. 근거로는 2007년 한나라당 대선 후보 경선 때 박근혜가 내세웠던 '줄푸세'나 당시 경쟁 후보였던 이명박이 내세웠던 '747' 둘다 공통적으로 감세 기조를 내세운 정책이라는 점이다. 또한 박근혜가 2008년 12월 국회의 감세 법안, 2009년 3월 금산분리완화법안, 2009년 12월 예산안 ─ 4대강 예산이 포함되었고 이른바 날치기 통과로 논란이 되었음 ─ 에 찬성해 이명박 정부 정책에 협조한 것도 있다. 이를 빗대어 정치권과 인터넷 상에서 '이명박근혜'로 표현하기도 한다. 그러나 이명박과 다르다고 볼 수 있는 것들도 있다. 대표적으로 이명박 대통령이 주도했던 '세종시 수정안'을 부결되게 만든 것이다. 또한 서울시의 무상 급식 정책 논란 때 바쁜 일정 속에 부재자 투표까지 참여해 오세훈 전 서울시장을 지원했던 이명박과는 달리 관련 사안에 입장을 밝히지 않았다. 2011년 말 비상대책위원장을 맡은 후 당명, 당 상징색, 강령 등을 변경하면서 MB정권과 기존 한나라당과의 차별화를 시도했다. 2012년 4월 총선을 앞두고 불거진 국무총리실의 민간인 사찰 사건 악재 속에서도 "어느 정권에서나 민간인 사찰은 일어나며 나도 피해자"라며 논란을 피하기도 했다.

#### 핵심 쟁점 회피
2010년 12월, 새해 예산안이 국회의장의 직권상정으로 통과되어 여야간의 갈등이 극화된 상황에서 박근혜가 복지 정책을 강조하며 나타나자 민주당 박지원 원내대표는 "박 전 대표는 날치기로 그 많은 복지 예산이 완전히 삭감될 때 아무말도 하지 않았다"고 지적하며 "유리할때만 고개를 든다"며 박근혜의 행보에 비판을 제기했다. 조선일보도 사설에서 "박 전 대표는 왜 내키는 주제에 대해 하고 싶은 말만 하고, 국민이 박 전 대표에 대해 궁금한 일을 물을 기회는 만들지 않느냐는 것이다. 그래서 거북한 주제를 피하려 한다는 느낌을 준다."고 지적했다. 박근혜의 이러한 미지근한 행보에도 높은 지지율을 유지하고 있는데 대한 비판도 있다. 서울대학교 법학전문대학원 조국 교수는 "박근혜 이 사람이 무슨 얘기를 하는지 사람들이 잘 모르는데도 지지하는 사람은 삼십몇 %나 된다"라며 "내용도 모르고 좋아하는 것은 감성의 정치일 것"이라고 비판하였다. 그러나 박근혜의 지지자들은 박근혜의 말에 신뢰를 보낸다. "박근혜의 신중함은 미래의 불확실성으로 불안감에 젖어있는 국민에게 위로와 신뢰를 준다"는 평가가 있다.

#### 최저 임금 논란
박근혜는 2012년 8월 7일 뉴미디어 토론회에서 최저 시급을 묻는 사회자에게 "5000원 좀 넘는 것 아니냐"고 답했다. 4580원이라는 사회자의 정답 발표에 박근혜는 "아르바이트 시급이 5000원이 안 되느냐"고 대답했다. 참고로 박근혜는 지난 18대 대한민국 국회 환경노동위원회 위원이었다. 이에 야권에서는 박근혜는 "평생 돈을 벌어본 적이 없는 사람" "서민과 노동자의 생활에 관심이 없는 사람" 이라고 주장하며 여태까지의 서민 코스프레가 위선에 불과하다고 주장하며 강력히 비난하였다.

#### 기타
- 2005년 열린우리당의 4대 개혁 법안에 반대했다. 국가보안법 폐지 반대 입장을 견지하고 있으나, 고무·찬양과 같은 독소 조항을 빼자고 주장했다.[210]

- 2002년 박근혜는 한나라당을 탈당해 북한을 방문하여, 김정일 조선민주주의인민공화국 국방위원장을 만나기도 했다. 한나라당 내에서 김정일을 만났던 정치인은 박근혜가 유일하다. 이는 박근혜가 남북 관계에 대해 새누리당 주류의 인식과는 다른 '나름의 관점'을 갖고 있음은 분명하다는 주장이 있다.[210]

- 이명박 정부의 '미국산 쇠고기 반대 촛불정국'때에는 "근본 대책이 나와야 한다"는 원론적인 입장을 밝혔다.

- 미디어법에 대해서는 "직권상정하면 미디어법 반대표 던질 것"이라며 "여야합의처리를 할 것을 요구한다"라며 반대 입장을 나타냈다.[211] 또한 미디어법 중재안을 제시하였다.[212] 하지만 이후 한나라당이 박근혜의 지적을 받아들였다며 한나라당의 미디어법 직권상정에 찬성하였다.[213]

- 세종시 법안에 대해서는 원안대로 또는 원안 플러스 알파로 추진해야 한다는 입장이다.[214]

- 2007년 8월에는 영화 화려한 휴가를 관람하고 5.18은 "민주화 운동"이라며 "27년 전 광주시민이 겪은 아픔이 느껴지는 것 같았다"며 "그 눈물과 아픔을 제 마음에 깊이 새기겠다. 진정한 민주주의와 선진국을 만들어 광주의 희생에 보답해야겠다고 생각한다"고 말했다.[215]

- 2007년 한나라당 대선후보 검증 청문회에서 5·16 군사 정변은 구국의 혁명이었다고 평가하였다.[216]

- 박근혜는 뉴라이트 세력과 가까운 모습을 몇 차례 보여주며 역사 인식에 대해서는 보수적인 면을 드러냈다. "뉴라이트 전국연합과 한나라당의 길은 다르지 않다"며 "자유민주주의와 시장경제를 원칙으로 하고 선진화를 위해 '공동체 자유주의'를 핵심 이념으로 한다는 것도 같다"고 하기도 했다.[217] 또한 뉴라이트 교과서를 극찬하며, 뉴라이트의 교과서 포럼 등의 교과서 수정 움직임을 지지한 적도 있다.[218]

- "일부에서는 자신을 보수라고 이야기하지만, 자신의 정치적 노선은 중도라고 생각한다"고 밝혔다.[219] 박근혜가 지나치게 보수적이라는 평가는 과장되었다는 시각이 있다. '친박계'와 달리 '친이계'는 과거 운동권 출신 인사가 포진해있고, 4대 개혁 입법 대해 비타협적 태도를 취한 사실과 2007년 한나라당 대선 후보 경선 이명박 후보가 실용주의를 내세웠기 때문이라는 이유다.[210]

### 역사인식

#### 전태일재단 방문 시도 관련 논란
2012년 8월 28일 박근혜는 전태일재단을 방문하려고 했지만 유족과 노동자들의 거부와 반대로 무산되었다. 이를 두고 박근혜의 진정성에 대한 의심과 비판의 목소리들이 잇따랐다.
전태일의 여동생이자 민주통합당 국회의원인 전순옥은 진정으로 전태일 정신을 생각한다면 쌍용차나 용산참사 희생자 등 고통 당하는 사람들을 먼저 찾았어야 한다고 말하고, 이른바 국민대통합에 대해서도, 정책적으로 접근을 하거나 현안이 일어나는 현장을 먼저 찾아가 문제를 어떻게 해결할 것인가를 이야기하며 희망을 줘야 한다고 말했다. 전 의원은 현재의 진실은 미래에 대한 지향과 과거의 삶이 일치할 때 빛을 발하는 것이라며 5·16 쿠데타와 유신, 군사 독재에서 지금의 정수장학회까지 과거에 대한 철저한 반성이 없다면 지금의 말과 행동은 그 진실을 의심받을 수 밖에 없다고 지적하였다.
전태일의 남동생 전태삼도 박근혜는 22명의 쌍용차 사망 노동자들의 분향소부터 방문하였어야 한다면서 새누리당사 앞에서 20일 넘게 대책을 요구하는 쌍용차 해고 노조원들의 요구엔 묵묵부답이면서 전태일 재단을 방문하는 것은 앞뒤가 맞지 않는다고 비판하였다.
진중권 교수 역시 박근혜의 방문 시도에 대하여 진정으로 소통과 화해를 하겠다면 지금 눈앞에서 고통 받고 있는 노동자들을 찾아가야 한다고 주장하였다. 그는 쌍용차 노동자들의 고통은 외면한 채 전태일재단을 방문하려는 것은 쌍용차는 '현재'에 수행해야 할 책임을 의미하는 반면, 전태일 재단은 '과거'로 면피할 소재라 보기 때문이라면서, 이는 노동자의 고통까지 정치수단화 한다는 점에서 대단히 비윤리적이라고 비판했다.
민주당 쌍용자동차대책 특별위원회 역시, 새누리당사 앞에서 박근혜 후보가 나설 것을 요구하며 노숙농성을 벌이고 있는 해고 노동자들을 먼저 만날 것을 촉구했다. 같은 당 은수미 의원도, 최저임금이 얼마인지도 모르는 박근혜 후보의 방문에 우려를 금할 수 없다면서, 정리해고와 용역폭력 등에 고통 받는 수많은 지금의 전태일이 겪고 있는 문제에 답하는 것이 먼저여야 한다고 말했다.
한편, 새누리당의 이상일 대변인은 방문이 무산된 데 대해, "박 후보를 잘 이해하지 못하는 이들이 아무리 방해를 하고 장막을 친다 해도 국민을 통합하겠다는 박 후보의 행보를 막지 못할 것"이라며 "국민을 분열시켜 계층간, 세대간, 지역간 갈등을 조장하는 세력을 반드시 물리치고 국민대통합의 '100% 대한민국'을 건설할 것"이라고 말했다.

#### 국가관 발언에 대한 비판
박근혜는 2012년 6월 1일 비례대표 부정 경선과 '종북' 논란에 휩싸인 통합진보당 이석기·김재연 의원에 대해 "국가관을 의심받고 또 국민도 불안하게 느끼는 이런 사람들이 국회의원이 돼서는 안된다고 생각한다"고 말하였다. 이어 제명에 대해서는 어떻게 생각하느냐는 질문에 대해 "사퇴가 안되면 그렇게 가야된다고 본다"고 답했다.
이러한 입장에 대하여 일부 진보 성향 언론 등은 비판하였다. 경향신문은 사설을 통해 두 사람의 종북 여부는 사법부가 판단할 문제이고 경선부정도 내부조사와 징계절차를 지켜보는 것이 순서이며 국가관이 의심스럽다는 이유만으로 '종북'으로 몰아 의원직 제명을 하는 것은 비이성적인 행태라고 비판했다.
한겨레 신문 역시 국가관을 이유로 의원직을 박탈해야 한다는 것은 매카시즘 시대에나 나올 법한 마녀사냥식 발언이라 주장하고, 박 의원 발언은 무엇보다 그의 민주주의적 소양을 의심케 한다고 지적했다. 민주주의는 생각이 다르다고 기본권을 제약할 수 없으며, 생각이 무엇인지를 따져서 국회의원 자격이 있네 없네 할 수 없다는 것이다. 사설은 종북으로 제명을 논하면 마녀사냥이라는 같은 당 하태경의 발언을 인용하고, 박근혜의 민주주의적 소양이 당의 평균적 인식에도 미치지 못한다면 걱정스러운 일이라고 비판했다.
프레시안도 칼럼을 통해 박근혜가 "민주주의도 법치주의도 무시"한다고 비판했다. 국가관 운운하면서 국민의 기본권을 전면적으로 부정하고, 민주주의와 법치주의와 국민주권을 헌법전 속에 유폐시킨 박정희의 그림자를 박근혜에게서 발견하는 건 서글프고 두려운 일이라면서, 국가관을 의심하고 이를 국회의원직 제명의 근거로 삼는 것은 파시스트적 폭력이라고 비판했다.
법학교수 출신인 새누리당의 이상돈 전 비상대책위원장도 박근혜의 발언이 잘못이라고 지적했다. 그는 6월 6일 라디오 인터뷰에서 박근혜 전 비상대책위원장의 발언은 국회법상의 해석에 맞지 않다며 "정확한 법적 해석을 할 것 같으면 잘못된 발언"이라고 말했다. 통합진보당 이석기·김재연 의원에 대해 국회법 138조에 따른 의원자격심사를 통해 제명하는 것은 법리상 적법하지 않은 절차라는 것이다.
연합뉴스 사장 출신의 언론인 김종철은 미디어오늘 칼럼을 통해 박근혜의 매카시즘 성향을 비판했다. 박근혜의 국가관 발언에 대해 김종철은 칼럼에서 "그들이 어떤 ‘종북행위’를 했는지에 관한 명확한 증거도 없이 ‘주사파’라고 보면서 국회에서 제명하자고 주장하는 것은 전형적인 매카시즘"이라고 주장했다.

#### 5·16 군사 정변 발언
박근혜는 2012년 7월 16일 한국신문방송편집인협회 초청 토론회에서 5·16 군사 정변에 대하여 "돌아가신 아버지로서는 불가피하게 최선의 선택을 한 게 아닌가라고 생각한다"는 발언을 하였다. 이후 일부 여론조사에서 응답자의 49.9%가 박근혜의 발언에 동의하지 않는다는 결과가 나오는 등 많은 논란을 낳았다. 논란이 심해지자 8월 7일 한 토론회에서 '5·16이 정상적인 것은 아니다'라는 취지의 발언을 하였고, 역시 이를 두고 정치권의 다양한 해석이 분분하였다. 5·16 군사 정변에 대한 박근혜의 발언에 대하여 5·16을 두고 박근혜를 공격하는 것은 옳지 않다는 해석 도 있지만, 대체로 민주주의 국가에서 쿠데타를 옹호하는 듯한 발언은 부적절했다는 평이 지배적이다.

#### 인혁당 사건에 관한 입장에 대한 논란
박근혜는 2012년 9월 10일 MBC 라디오 《손석희의 시선집중》과의 인터뷰에서 인민혁명당 사건에 대해 "대법원 판결이 두 가지로 나오지 않았느냐"면서 그 부분에 대해서도 또 앞으로의 역사적 판단에 맡겨야 된다는 입장을 밝혔다.

이러한 입장에 대하여 언론과 정치권을 비롯한 각계로부터 많은 비판이 제기되었다. 박 후보의 대법원 판결이 두 가지로 나오지 않았느냐는 발언은 헌정절차가 정지된 유신 때 이뤄진 유죄 판결과 민주화 이후 사법부가 무죄로 교정한 판결의 효력을 동일시한 것이며, 이미 역사적, 사법적 판단이 내려진 사안까지 수용하지 않는 것으로 해석되었기 때문이다.
경향신문과 한겨레, 한국일보 등의 언론들은 사설을 통하여 재심으로 유신 당시의 대법원 판결은 취소되었으며 "지금 이 순간 인혁당 사건이 무죄라는 점은 그 누구도 부인할 수 없는 법적인 사실"이라는 점을 지적하였다. 특히, 한국일보는 사설에서, "사실상의 헌법중단 상태인 유신 치하의 원판결과 민주화 이후의 재심 판결에 똑같이 '정치 상황'이란 잣대를 들이댄 결과라면 실로 심각하다"면서 그럴 경우 "대한민국의 사법절차, 나아가 헌정질서에 대한 근본적 도전"이라고 비판했다.
광주광역시의 시민단체와 법조계는 박근혜 후보의 발언이 사법부를 부정하는 것이라고 비판하였다. 또한 전국 11개 로스쿨의 인권법학회 학생들도 성명을 통해 박근혜의 발언은 역사인식의 심각한 결여와 법체계에 대한 무지를 드러낸 것이라고 비판했다.
야당들도 박근혜 후보의 발언을 일제히 비판하였다. 민주당 정성호 대변인은 2007년 재심을 통해 무죄와 국가배상이 선고되고 사법부가 사죄까지 한 점을 지적하며, 박근혜 후보의 발언은 사법부와 유족을 모독한 것이라고 주장하고 사과를 요구했으며, 같은 당의 이해찬 대표 역시, 판결은 하나라는 점을 지적하고, 박 후보의 발언이 대법원에 대한 모독이라고 주장했다. 그밖에 유인태, 박지원, 박영선 의원 등도 "사법부를 무시한 황제적 발언", "일본 극우파들보다 더한 것", "헌정질서를 무시하는 초사법적인 발언"이라고 비판했다. 진보신당 역시 박근혜 후보의 태도에 대해 자신에게 불리한 문제는 에둘러 말하며 기존 입장을 고수하는 보수 정치인들의 구태라고 비판했다.
이러한 비판이 제기되자, 박근혜 후보는 다음 날 대법원 판결은 존중한다는 입장을 밝혔지만 당시 조직에 몸담았던 사람들의 증언까지 감안해서 역사의 판단에 맡겨야 한다는 입장을 고수했다.
하지만 이러한 발언에 대해서는 "사실관계마저 호도"한다거나 "현대사에 대한 무지를 드러냈다"는 비판이 제기되었다. 박근혜 후보가 말하는 증언들이란, 박범진과 안병직 등의 증언을 말하는 것으로 보이지만, 이들의 증언은 1964년의 1차 인혁당 사건에 대한 증언들로, 손석희 교수가 방송에서 질문한 유신 시절의 이른바 2차 인혁당 사건과는 무관하기 때문이다.
2012년 9월 12일 인혁당 사건 유족들은 새누리당 앞에서 기자 회견을 열고 "이미 박 후보는 2005년에 국정원이 인혁당 사건이 조작되었다는 조사결과를 발표할때도 '한 마디로 가치가 없는 것이며, 모함'이라고 발언한 바 있다"며 "사람이 억울하게 8명이나 사형당한 사건을 가치가 없고 모함이라고 말하는 박 후보는 최소한 인간에 대한 예의조차 있는가. 입이 있으면 대답을 해라"고 비난했다.
진실과 화해를 위한 과거사정리 위원회 위원장이었던 안병욱 교수는, 박 후보는 사실관계 가운데 법원의 재심 판결이나 과거사위원회의 조사 결과처럼 공신력 있는 부분은 무시하고, 공신력이 없어 신뢰가 가지 않는 이야기에 무게를 싣는다면서, 이는 상대를 설득해서 믿도록 해주는 방식은 아니라고 말했다.
당시 인혁당 사건 피고인들의 변호를 맡았다가 반공법 위반으로 구속되었던 한승헌 변호사는 경향신문과의 인터뷰에서 다음과 같이 말했다."'두 개의 판결'이라는 말은 당시 사건의 날조과정이나 재판의 허구성에 대해서 정확히 모르고 하는 말 같습니다. 재심 무죄 판결 이상의 역사적 판단이 있을 수 없다고 봐요. 막연한 도피처처럼 역사의 판단이라는 말을 사용해서는 안되는 겁니다."
한편, 보수언론인 조선일보 역시 사설을 통해, 박정희 시대에 대해서는 긍정적 평가와 부정적 평가가 엇갈리지만, 2차 인혁당 사건의 경우 어떤 논리로도 합리화될 수 없는 어둠의 역사에 속한다는 것이 일반 국민의 공감대라면서, 반면 박 후보의 유신관은 박정희식 유신관에 바탕을 두고 있는데, 대통령 후보의 유신에 대한 입장은 아버지와 딸이라는 개인사를 뛰어넘어야 한다고 비판했다.
박근혜 후보의 인혁당 사건에 대한 발언에 대해 각계 각층으로부터 비판이 잇따르자, 2012년 9월 24일, 박근혜 후보는 5.16과 유신, 인혁당 사건 등의 과거사에 대해 사과하였다. 이에 대하여 인혁당을 "민혁당"이라고 잘못 말한 것, 사과 후 기자들의 질문을 일절 받지 않은 것 등을 지적하며 사과의 진정성을 의심하는 반응들이 있었다. 유족들은 진정성이 없다는 반응을 보였다. 민주당 정성호 대변인은 평가한다고 하면서도, 진정성을 확인할 수 있는 후속 조치를 요구하였으며, 안철수 후보 등은 필요한 일이었다고 평가하였다.

#### 비리 전력자와 '철새 정치인' 영입에 대한 논란
2012년 대선에서 박근혜 후보는 이른바 국민 대통합을 명분으로 다양한 인사들을 영입하였다. 하지만 이들 영입 인사들의 전력에 관해, 그들이 비리 전력자이거나 철새 정치인이라는 논란이 제기되었다.
박근혜 캠프의 국민대통합위원장인 김종인은 1993년 동화은행에서 2억여 원을 뇌물로 받아서 의원직을 상실하고 2년 징역을 산 일이 있다는 점이 논란이 되었다. 한광옥은 나라종금으로부터 퇴출 무마 청탁과 함께 금품을 수수한 혐의로 2005년 유죄 판결을 받았다. 이러한 비리인사 영입은 당 안팎으로부터 반발을 불러 일으켰다. 전여옥은 2011년 영입 당시 김종인의 비리 전력을 지적하며 비판했고, 안대희는 2012년 10월 8일 한광옥이 국민대통합위원장에 임명될 경우 자신이 맡고 있는 정치쇄신위원장직을 사퇴하겠다는 기자 회견을 했다. 중앙일보의 김진 논설위원은 칼럼을 통하여 재벌과 은행의 투명경영을 유도해야 할 청와대 경제수석의 자리에 있으면서 오히려 그들로부터 뇌물을 받은 것은 중대한 일이라면서, 그런 김종인을 공동선대위원장에 임명한 것은 "국민을 무시하는 것"이라고 비판하고, "이게 박근혜의 원칙인가"라고 물었다.
박근혜 후보의 벤처특보로 영입된 장흥순은 자신이 운영하는 회사의 적자를 감추기 위해 700억 원대의 분식회계를 했다가 구속, 기소되어 2005년 유죄 판결을 받았던 전력이 있어서 당 안팎에서 논란이 일었다. 국민대통합위원회 위원으로 영입된 김규옥 광주시민단체총연합회 대표는 2001년 1월부터 2006년 말까지 총 149차례에 걸쳐 노인무료급식 보조금 1억 7000여만 원을 자신의 생활비 등으로 사용해 업무상 횡령으로 기소되어 유죄 판결을 받았다.
한편 과거 동교동계와 상도동계에 속했던 일부 인사들이 2012년 10월 15일 새누리당사에서 기자 회견을 열고 자신들은 과거 유신 체제에 맞섰으나 국민대통합을 위해 박근혜 후보 지지를 결심했다고 설명하였다. 하지만 이들의 과거 전력을 보면, 사실은 당적을 매우 빈번하게 옮겼던 이른바 철새 정치인이거나 과거에 이미 한나라당에서 활동하였던 인사들이라는 점에서 정치적 쇼에 불과하다는 비판이 제기되었다.
이날 회견에 참여한 안동선 전 의원은 2002년 새천년민주당을 탈당, 자유민주연합으로 당적을 옮겼다가 2004년 1월 새천년민주당으로 복당했지만, 2007년 제17대 대선을 앞두고 다시 탈당해 이회창 후보 지지 선언을 하고 자유선진당에 입당하였다. 이윤수 전 의원도 2002년 안동선과 함께 탈당했고, 2007년 제17대 대선을 앞두고 이회창 후보 지지에도 동참하였다. 송천영 전 의원은 1992년 민주당을 탈당, 국민신당 창당에 참여했다가 그해 11월에는 민주자유당에 입당하였으며, 1997년에는 이회창 후보 불가론을 주장하며 신한국당을 탈당하였다. 그 뒤 2000년에는 민주당에 공천 신청을 했고, 2002년 12월엔 이인제를 따라 민주당을 다시 탈당해 자민련에 입당하였다. 송 전 의원은 2007년 대통령 후보 경선 때는 다시 한나라당 대전시당 고문직을 맡아 이명박 후보 지지를 선언하였다. 송 전 의원은 또한 2007년 강창희에게 불법 정치자금 3000만 원을 건넸다가 돌려받은 혐의로 기소돼 징역 1년과 추징금 3000만 원을 선고받고 구속됐던 전력도 있다. 이 밖에 이날 회견을 한 조한천, 이희규, 반형식 전 의원 등은 지난 2004년 혹은 2008년 총선에서 이미 한나라당 공천을 신청했던 인사들이었다.
이들 영입 인사들은 이날 기자 회견에서 "우리는 박정희 대통령과는 각을 세워 치열하게 싸웠지만, 그 딸인 박근혜 후보를 지지하는 고심 어린 결단을 꼭 알아달라"며 "이번 결심을 하는데 정말 고심이 많았다."라고 하였으며, 김무성은 이를 두고 "감동의 정치"라고 말했다.
2012년 10월 25일에 있었던 이인제의 입당도 이른바 철새 영입 논란을 일으켰다. 한국일보 사설은, 국민대통합이라는 명분에도 불구하고, 득표에 도움이 된다면 전력을 따지지 않고 영입하는 것은 새누리당의 이미지를 추락시키는 등의 역효과를 낼 수 있다고 비판했다.

### 기타

#### 이명박과의 관계
2007년 대선 이전에 있었던 경선에서 박근혜는 이명박과 경쟁하며 갈등을 겪어왔다. 경선 당시 박근혜 진영은 이명박이 전과 14범이라는 주장을 하거나, 위장전입 문제도 파헤쳐 이명박은 이 때문에 국민들에게 사과를 해야 했다. 이러한 갈등은 이명박이 대통령에 당선된 이후에도 지속되어 왔다. 친박계 의원들의 한나라당 공천 탈락에 대하여 박근혜는 "국민도 속았고 나도 속았다"라는 말을 하여 파장을 일으켰으며, 2008년 미국산 쇠고기 수입 협상과 관련한 촛불파동때는 재협상을 요구했고, 2009년 용산 참사 때는 경찰의 강경진압을 비판하였으며, 한나라당에 의해 미디어법 개정 추진 당시에도 박근혜가 "개정안에 반대표를 던질 것"이라는 말을 던지는 등 정책 문제에 대한 시각차이와 개인적인 갈등들이 복합적으로 남아있었다.
2009년 4월 7일 박근혜 전 대표는 기자들과 만나 이상득 의원의 정치 개입 논란에 대해 "이런 일이 어떻게 있을 수 있나"라며 "이번 사건은 정치의 수치"라고 정면 비판하였다.
그러다가 2009년 이명박이 내놓은 세종시 수정안에 대한 박근혜의 반대론과 대하여 2010년 2월 9일 이명박은 "세계와의 전쟁에서 이기려면 힘을 모아야 한다"면서 "잘되는 집안은 강도가 오면 싸우다가도 멈추고 강도를 물리치고 다시 싸운다. 강도가 왔는데도 너 죽고 나 죽자 하면 둘 다 피해를 입을 수밖에 없다"며 '강도론'에 비유하였다. 그러자 박근혜는 다음 날 "집안에 있는 한 사람이 마음이 변해가지고 갑자기 강도로 돌변하면 그때는 또 어떻게 해야 하느냐"며 이명박과 친이계를 강도에 비유하며 정면으로 반박하였다. 청와대는 "박근혜에게 한 말이 아니고 원론적인 부분을 말한 것인데 박근혜가 과민 반응했다"며 선후관계를 파악하지 않고 대통령을 폄하했다는 이유로 박근혜에게 정식으로 사과를 요구하였으나, 박근혜는 "(발언이) 문제가 있으면 있는대로 처리하면 될 것 아니냐"며 사과를 거부하였다. 그러던 과정에서 청와대가 박근혜를 '한나라당 전 대표'가 아닌 '박근혜 의원'으로 호칭을 바꾼 데 대해 친박계 의원들은 "전면전에 돌입하자는 것"이라며 크게 반발하며 이동관의 사퇴까지 요구하였다. 또한 친이계 정두언 의원은 "대통령한테 막말까지 하는 것을 보니까 자신이 마치 대통령이 다 된 것처럼 생각하는 것 같다"며 박근혜를 비난했다. 이렇게 둘의 사그라들지 않는 갈등에 대해 중앙일보는 '경선과 대선을 거치며 둘 사이에 큰 불신이 생겼으며, 이명박도 박근혜와의 화해를 염두에 두고 있지 않고 있다'고 분석하였다.
2010년 8월 22일 이명박과 박근혜의 회동이 11개월만에 성사되었다. 95분동안 진행된 회담은 보좌관도 없이 완전 비공개로 진행되었으며 회담 내용들은 거의 공개가 되지 않아 궁금증을 증폭시켰다. 동아일보는 "李-朴회동 '깜짝쇼 찔끔 공개' 국민 무시다"라는 제목의 사설에서 "대통령이 여당의 실력자를 만나는 것은 중요한 국정 행위다. 그런데도 비밀 회동 방식을 택하고, 더구나 회동 결과를 청와대가 당당히 발표하지 않고 박 전 대표 측이 '찔끔 공개'한 것은 '그들만의 정치'"라며 비판했다. 조선일보는 명지대 교수의 말을 인용하며 "김정일을 만나는 것도 아닌데 여권을 대표하는 두 지도자가 국민을 상대로 정치를 해야지 개인끼리 정치를 해서는 안 된다"라며 비공개 회담은 음모론을 만들 수 있다고 지적했다.
국회에서 세종시 수정안이 폐기되고 원안이 통과되고 나서 한동안 박근혜와 친이계와의 갈등은 잠시 가라앉았다. 그러나 2010년 말부터 한나라당은 개헌 논의를 시작했는데 차기 대통령 후보 지지율 1위였던 박근혜는 개헌에 부정적인 입장을 보이면서 친이계와의 갈등이 다시금 드러나기 시작했다. 2011년 2월까지 한나라당이 추진한 개헌 논의 대부분은 친이계가 주도하였으며 그 중심에는 이재오가 있었다. 이재오는 박근혜가 비협조적인 모습을 보였는데 이에 대해 "대통령이 다 된듯이 행동한다"며 비판하기도 하였다.

#### 정수장학회, 육영재단 관련 비판
박근혜의 부친 박정희가 부일장학회를 강탈하여 정수장학회를 세운 것이 아니냐는 비판이 끊임없이 제기되어 왔다. 부일장학회를 국가에 헌납하는 과정부터가 비판의 대상으로, 이와 관련하여 박근혜는 부일장학회의 헌납 과정에 문제가 없었다고 주장했으나, 부일장학회의 설립자 김지태의 장남 김영구가 '아버지가 수갑을 찬 상태로 운영권 포기각서에 서명하고 도장을 찍는 모습'을 옆에서 목격했다며 이는 헌납이 아닌 강탈이고, 정수장학회는 정치적 장물이라고 주장했다.
이후의 행적 역시 비판의 대상으로, 부일장학회의 재산을 국고에 귀속시켜야 했음에도 이를 이용하여 정수장학회, 육영재단을 설립하여 재산을 은닉한 것 아니냐는 비판을 받고 있다. 겉으로는 공익으로 포장했지만 실제로는 이를 사유화하고 있다는 비판도 있는데, 실제 박근혜는 1995년부터 2005년까지 정수장학회 이사장직을 맡기도 했다. 이와 관련하여 김영삼은 정수장학회와 육영재단을 '부정축재의 수단'이라고 비판하기도 했다.
2007년 5월 29일 진실.화해를 위한 과거사 정리위원회는, 부일장학회는 박정희 정권에 강제헌납된 것으로 결론내리고 재산을 원소유주에게 돌려주라고 정부에 권고했다. 이에 박근혜는 과거사 정리위원회의 권고를 무시한 채, "공익법인화한 정수장학회를 다시 사회환원하라는 것은 정치 공세"라고 반박하였다. 하지만 이런 발언에 대해 '그렇다면 그들 주장대로 공익법인인 육영재단을 두고, 박근혜의 형제들끼리 싸우는 이유가 무엇이냐'며 박근혜의 인식과 그 가족의 행태에 대한 비판도 끊이지 않고 있다. 또한 육영재단이 소유한 영남학원의 정관에는 '교주 박정희'라고 명시되어 있는 것으로 알려져, 공법인이라는 박근혜의 변명과 배치되는 것으로 드러났다. 이에 앞서 2005년 언론노조 정수장학회 공동대책위는, 정수장학회의 문화방송 주식, 부산일보 주식, 영남대, 부동산 등 그 재산을 최소 1조원이라고 추산했으며, 많게는 10조원에 이를 수도 있다고 보았다.

#### 기타
- 박근혜의 재산은 2010년 4월 기준 건물 19억 7천 7백만원, 자동차 등 8천 1백 90만원, 예금 1억 2백 59만 6천원, 도합 21억 6천 1백 49만 6천원이다.[293]

- 진보 진영에서는 "독재자의 딸이며, 이명박 대통령보다 더 보수적이며, 콘텐츠가 부족한 감성형 지도자"로 평가한다.[210]

- 일부 야당 의원들은 미디어법 이후로 그를 기회주의자로 평가한다.[294]

- 미디어법에 대해서 반대를 표명했고, 일부 수정된 미디어법을 찬성하여 다시 한번 박근혜의 영향력을 확인했다. 하지만 미디어법에 대한 이중적인 태도로 그의 원칙주의는 깨졌고 지지자들에게도 큰 비판을 받았다.[295]

- 2007년 대선 이후로 박근혜는 차기 대선 후보 지지율 1위를 내준적이 한 번도 없으나 2011년 9월 이후로 정치권을 강타한 '안철수 열풍'에 힘입어 차기 대선 후보 여론조사에서 안철수 59.0%, 박근혜 32.6%로 안철수가 압도적인 지지율을 나타내면서 '박근혜 대세론'이 끝났다는 평가가 나오기도 하였다.[296]

- 2012년 대선을 앞두고 서울대생들이 대선 후보들에 대해 평가한 책을 냈다. 서울대생들은 박근혜 의원이 박정희 전 대통령의 밝은 점은 이용하고 어두운 면은 책임지려 하지 않는 것 같다며 아버지의 과오를 인정하고 책임의식을 가져야 아버지의 굴레를 벗어 날 수 있을 것이라고 충고했다. 그 밖에도 국가와 결혼한 애국자란 이미지가 있지만 서민의 삶은 잘 모르고 국민과 소통 및 공감하는 능력이 부족하다는 인상을 주며, 수첩공주라는 별명처럼 사전에 계획된 멘트만 하는 등 거부감을 준다고 평가했다. 또한 박근혜 의원의 자기 비전과 위기 대처 능력, 젊은 층과의 소통 능력 등에 의문이 든다는 평가도 있었다.[172]

- 2012년 7월 1일, 프레시안과 원지코리아가 정치부 기자 222명을 대상으로 여론조사를 한 결과, 박근혜는 '차기 대통령으로 적합한 인물'에서 문재인과 김두관에 이어 약 18%의 지지율로 3위를 기록하였으며 '대통령이 되어서는 안 될 후보'를 묻는 질문에서는 약 35%의 압도적인 비율로 1위를 기록하였다. 이러한 결과에 대하여서는, 과연 대통령이 되었을 때 민주적으로 국가를 운영할 수 있을지에 대한 우려가 반영된 것이라는 해석이 있다.[297] 윤여준 전 장관은 조사 결과에 대하여 정치부 기자들은 실상을 보는 위치에 있다면서 대통령이 되어선 안 될 후보 1위로 꼽혔다면 이는 심각하게 생각하여야 한다고 말하였다. 윤 전 장관은 또한 박 전 위원장은 당 운영 방식 등을 보면 공공성에 대한 의식과 능력이 많이 부족한 것 같다고 비판하였다. 그러면서 그는 당을 사유화하고 1인 지배체제를 만든다는 경쟁자들의 비판에 대해 아니라고 하기 어렵다고 말하였다.[298]

## 역대 선거 결과
|  | 61.34% |

|  | 61.39% |

|  | 70.04% |

|  | 88.58% |

|  | 42.8% |

|  | 51.55% |

## 소속 정당
| 소속 정당 | 소속 정당    | 소속 기간 | 비고           |
| --------- | ------------ | --------- | -------------- |
|           | 한나라당     | 1997~2002 | 정계 입문      |
|           | 무소속       | 2002      | 합당           |
|           | 한국미래연합 | 2002      | 창당           |
|           | 무소속       | 2002      | 탈당           |
|           | 한나라당     | 2002~2012 | 복당           |
|           | 새누리당     | 2012~2017 | 당명 변경      |
|           | 자유한국당   | 2017      | 합당           |
|           | 무소속       | 2017~현재 | 제명 정계 은퇴 |

## 논란과 의혹

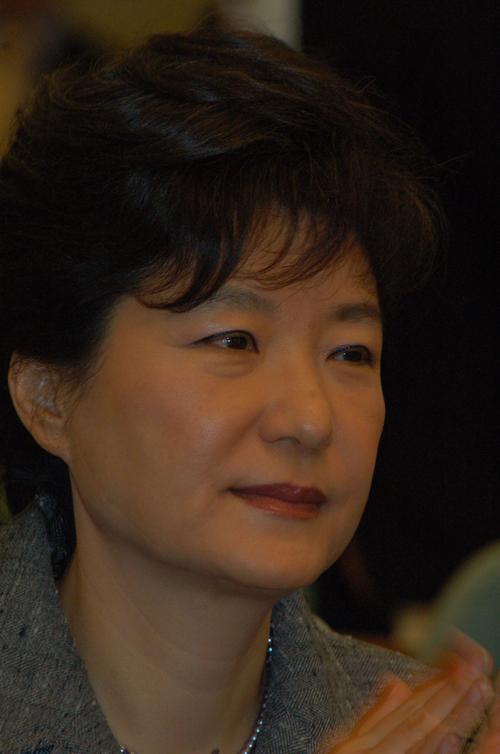
박근혜 (2009년)

### 최태민과의 내연관계 의혹
1989년 무렵부터 최태민과 박근혜의 내연관계 설이 시중에 돌았고, 이는 그대로 그해 10월 청와대 민정수석실의 보고서를 통해 노태우 대통령에게 보고되었으며, 2016년 11월 시중에 알려졌다. 1989년 10월 당시 대한민국 청와대 민정수석실은 최태민의 동향을 파악해 노태우 대통령에게 보고한 최태민 관련 보고서를 제출했다. 그러나 이는 철저하게 함구되었고, 2016년 11월 4일 조선일보의 폭로로 알려지게 되었다.
그러나 1998년 최태민 보고서에서 "최태민과 내연의 관계로 동거하고 있다."는 구절을 보도했다가 삭제하였고, 미디어오늘은 바로 온라인판 기사에 실린 사진에서는 해당 문장이 삭제돼 의문을 자아냈다고 보도했다. 최태민은 다른 목사에게 '박근혜와 나는 영의 세계 부부이지, 육신의 부부는 아니다'라고 말하기도 했다 한다. 한때 최태민을 만났던 전기영 목사는 최태민에게 박근혜와의 관계에 대해 “물은 적이 있다. 최씨가 ‘내가 나이가 있는데…’라고 반문하더라. 나이도 많고 아무 일도 없었다는 말인 것 같았다. 다만 ‘박근혜와 나는 영의 세계 부부이지, 육신의 부부는 아니다’라는 말을 했다."는 것이다.

### 사생아 존재 여부 의혹
2007년 대선 직전 그에게 최태민과의 사이에서 숨겨둔 사생아 딸이 있다는 의혹이 여러 번 제기되었다. 공식적으로는 미혼으로, 이전에도 그의 사생아 의혹이 여러 번 제기되었으나 2007년 대선을 계기로 공개적으로 공론화되었다.
박근혜가 최태민과의 사이에서 부적절한 관계였고 그 사이에 숨겨둔 사생아 아들 또는 딸이 있다는 의혹은 시중의 소문을 넘어 정치권으로도 전달되었다. 2007년 인사 검증 때도 이 문제가 집중 도마에 오르기 시작했다. 이에 대해 그는 7월의 한나라당 인사 검증 때 한나라당 대통령 후보 검증 청문회에서 한 검증위원이 고(故) 최태민 목사와의 부적절한 관계를 묻자 '숨겨둔 아이'가 나오면 DNA 검사까지 받겠다고 했다. 그는 "내게 애가 있다면 데리고 와도 좋다"며 "DNA 검사까지 해 주겠다"며 자신에게 숨겨둔 자식이 있다는 일부 주장도 강력 부인했다.
한편 인사검증회에 참여한 어느 참관인으로부터 "독신인데 저출산 문제에 어떻게 대응할 것이냐"는 질문을 받자 그는 "사실 저도 결혼을 하고 싶었지만 사람 운명이 생각하지 않은 다른 방향으로 갈 수도 있다"며 잠시 생각에 잠겼다. 숨겨둔 자녀가 아들이라는 설, 딸이라는 설 등의 소문은 무성했으나 근거는 밝혀지지 않았다.

### 정치 자금 6억원 논란
2007년 당시, 1979년 10.26 사태 직후 전두환으로부터 6억 원을 받은 사실이 논란거리가 되었다. 1980년 박근혜와 그의 형제들 앞으로 6억 원의 돈이 지급되었다. 박정희 전 대통령 서거 후 전 합수본부장에게서 9억원을 받은 뒤 김재규 사건 수사 격려금으로 3억 원을 되돌려 주었다는 것에 대한 의혹이 여러 번 제기되었다. 이 돈은 박근혜와 그의 두 동생에게만 지불되었다. 그리고 액수도 6억 달러 설, 9억 달러 설 등이 제기되어 왔으나 진상은 밝혀지지 않았다.
전두환의 자금을 받았다는 주장은 2002년 무렵하고 그가 당 대표로 있을 때에도 누군가에 의해 유포되었다. 그러나 그때마다 박근혜는 언급을 회피해 왔다. 2007년의 인사 청문회에서 이 문제가 다시 언급되었다. 이에 대해 박근혜는 '9억 원이 아니라 처음부터 6억 원을 받았다. 유자녀 생계비 명목으로 받았고 돌려준 것은 없다. 전 합수본부장의 심부름으로 왔다는 사람이 만나자고 해서 청와대 비서실에 갔더니 '이것은 박정희 대통령이 쓰다 남은 돈이다. 생계비로 쓰라'고 전해 줘서 감사하게 받아 나왔다.'며 생계유지비로 받았다고 말했다. 그가 전두환에게서 9억을 받았다, 6억을 받았다는 등의 의혹으로만 제기되어 오던 것이 2007년의 인사검증회에서 그가 시인함에 따라 사실로 확인되었다.
박근혜가 청문회에서 자금을 받은 것과 액수를 밝힘으로써 의혹은 사실로 확인되었다. 더불어 당시의 6억원은, 당대 최고의 부동산으로 꼽히던 은마아파트를 30채가량(1978년 31평형의 분양가가 2,090만원) 구매할 수 있었던 거액으로 알려져 논란이 일었다. 그러나 열린우리당 국회의원 윤호중은 이를 비판하였다. 그에 의하면 "박 전 대표가 전두환으로부터 받은 돈이 9억 원이 아니라 6억 원이라는 것이 밝혀진 것을 빼고는 하나도 새롭게 검증된 것이 없는 청문회였다."는 것이다.

### 성북동 주택 취득 과정 의혹
그에게 제기되었던 의혹 중의 하나는 성북동 주택을 취득한 경위였다. 이는 그가 한나라당 대표로 재직할 때에도 제기되었다. 박정희의 신당동 사저와 같은 것으로 여겨졌으나, 2007년의 대통령 후보자 검증 청문회에 이르러 다시 언급되었다. 일각에서는 신당동 사저와 성북동 박근혜 자택을 오인하였으며 박정희 내외의 비극적인 죽음에 가려져서 묻혀졌으나 2007년 대선을 전후해 누군가에 의해 인터넷에 퍼지면서 다시 수면 위로 드러나게 되었다.
성북동 주택은 기업인 신기수가 그에게 공짜로 주었다. 그런데 박 후보는 경남기업 신기수 회장에게서 성북동 주택을 증여받은 것과 관련해 탈세 가능성이 제기되었다. 2007년 인사검증회 당시 "성북동 주택 신기수씨가 무상으로 줬나" 하는 의혹에 대해 그는 "아버지 유품 보관할 장소로 쓰라며 대가없이 주었다"고 대답했다. 또한 일부 언론으로부터 5공화국 때인 1982년 전 대통령의 지시에 따라 경남기업 신기수 회장이 성북동 주택을 무상으로 줬다는 의혹도 있었다.
한편 그는 성북동 사저는 사사로운 청탁 목적은 아니라고 해명한 바 있다. 그는 "나는 부모님이 사시다가 남기신 유일한 재산인 신당동으로 이사를 왔다. 부모님 유품을 정리해야 하는데 집이 너무 좁았다. 이런 사정을 알고 아버지와 인연이 있던 신 회장이 성북동에 집을 마련해 '유품을 보관할 장소가 있으니 이사하면 어떻겠느냐'고 제안해서 받아들였다."고 반론하였다.

### 최태민 의혹
1970년대부터 최태민 목사는 그의 측근으로 활동하였다. 그 과정에서 최태민과 그 일가들의 비리 행위를 묵인하였다는 의혹이 제기되었다. 박근혜가 육영재단, 정수장학회 등을 운영하면서 그를 보좌하였던 최태민의 비리 문제는 오랫동안 도마에 올랐다. 7개의 이름과 6번 결혼한 전력에도 불구하고 구국선교단, 구국봉사단 총재 등으로 박 후보를 보좌하면서 박 후보의 이름을 팔아 이권에 개입한 의혹을 받았다. 박근혜의 정계 입문 이후 이 문제는 수면 위로 떠올랐다.
2007년 한나라당 대통령 경선 후보 검증 청문회 당시 '중정 조사에 의하면 최 목사는 공사 수주, 장군 승진, 국회의원 공천 명목 등으로 돈을 받은 단서가 포착되는 등 비리 건수가 40여 건 된다고 한다. 알고 있었느냐는 질문에 대하여서도 "아버지가 나와 중정 부장, 최 목사, 관계되는 사람들을 불러 직접 조사를 하실 때 어떻게 횡령하고 사기를 쳤는지 답하라고 했다. (비리) 내용이 막연했다. 실체가 없는 얘기로 끝나서 아버지가 대검에서 조사하여 보고 문제가 있으면 법적 조치를 취하라고 지시하셨다. 아버지는 친척을 감옥에 보낼 정도로 엄격하신 분이다. 그 쪽에 가서도 별다른 일이 없었던 것으로 알고 있다. 아버지 돌아가시고 정권들이 나를 봐주거나 돌볼 상황이 아니었다. 굉장한 매도의 기간이었다. 잘못이 있었다면 굉장히 시끄러웠을 거다."라고 반박하였다.
또한 '검증위가 조사한 바에 의하면 최초에 중정은 최 목사를 구속하자고 건의했고, 검찰이 조사하여 보니 중정 조사보다 훨씬 많은 비리가 나왔다. 결국 최 목사가 봉사단 총재에서 물러나는 선에서 이 문제가 일단락됐다. 그런데도 최 목사의 비리 혐의가 불확실하다고 할 수 있느냐'는 질문에 대하여서도 "대검에서 엄청난 비리가 나와서 문제가 있다면 당연히 처리해야지 왜 덮나. 또 정권이 바뀔 때마다 세무조사, 검찰 조사가 있었는데 왜 법적 조치를 안 했는지 의아하게 생각한다."고 반박하였다.
최태민과 그 가족들의 비리 행위나 비위 의혹에 대하여 박근혜는 최태민이 모함을 받는 것이라 생각한다고 말하였다. 2007년의 청문회 당시 '최 목사가 지금도 결백하고 모함받고 있다고 생각하나.' 라는 질문에 대하여 "내가 아는 한도에서는 의혹의 실체가 없지 않나 생각한다. 현실이 그러니까. 앞으로 실체가 나온다면 내가 모르던 일이니까 굉장히 유감스럽고 잘못된 일이다."라고 말하였다.
2007년의 청문회 초반 고 최태민 목사에 대한 질문이 집중되면서 박 전 대표의 목소리 톤이 약간 높아졌다. 다른 검증위원이 최태민과의 자녀 존재 여부를 묻자 박근혜는 불쾌감을 드러냈다. 이에 김명곤 한나라당 검증위원은 "최 목사와 관련된 질문만 나오면 왜 그렇게 민감하게 반응하냐"고 꼬집자 박 전 대표는 작심한 듯 "아기가 있다는 차마 입에 담지 못할 얘기까지 나온다. DNA 검사라도 해줄 테니 애를 데려오라"며 언성을 높였다.

### 정윤회 의혹
일본 산케이 신문 전 서울지국장 가토 다쓰야에 의해 세월호 침몰 사고당일 박근혜 대통령은 자신의 오랜 비서였던 정윤회와 밀월 중이었다는 의혹이 제기되었으나 혐의가 없는 것으로 인정되었고, 이 건으로 명예훼손 수사를 받았던 가토 다쓰야는 명예훼손 혐의에 대해 인정되었지만 최종적으로 언론의 자유 보장 차원에서 무죄방면되었다.

### 산케이 신문 가토 다쓰야 박근혜 대통령 명예훼손사건
일본 산케이 신문 전 서울지국장 가토 다쓰야가 2014년 4월 세월호 침몰 사고당시 7시간 동안 박근혜 대통령의 행적이 오리무중이었다며, 박근혜 대통령의 오랜 비서였던 정윤회와 남녀애정핵각 중이었다고 의혹을 제기하였다. 이에 한국의 독도사랑회 등이 검찰에 명예훼손혐의로 고발하였고 한국 검찰은 수사를 시작하였다. 2015년 12월에 한국 법원은 명예훼손 혐의는 인정되나 다만 비방의 목적은 없다고 하며 최종 무죄방면하였다. 가토 다쓰야는 재판 후 '왜 나는 한국에 이겼나. 박근혜 정권과의 500일 전쟁'이라는 책을 2016년 1월 29일 산케이 신문 1면 보도 후 발간하여 '한국은 중세국가다'. '한국의 법은 대통령과 국민감정에 따라 자의적으로 해석된다' '한국과는 가치관을 공유할 수 없다' 등 한국을 비난하는 내용을 담았다. 같은 날인 29일에 한국에서도 가토의 책을 반박하는 책이 발간되었다.

### 육영재단 운영
2007년 7월의 한나라당 인사검증 청문회 당시 박근혜는 육영재단 관련 의혹과 관련, 형제 간에 갈등이 불거진 것이 아니냐는 추궁이 잇따르자 "실체가 없는 일인데 자꾸 말이 커진다"며 불편한 심기를 드러내기도 했다. 육영재단 재산 착복 의혹 이 제기되자 그는 '보수·판공비 일절 안받아… 전횡 소문도 사실무근.'이라며 반박하였다. 박후보의 동생인 근령씨는 육영재단 운영을 놓고 대립한 문제가, 지만씨는 미국 유학과정에서 영남대 공금 전용 문제는 오래도록 도마에 올랐다.
인사 청문회 당시 영남대, 육영재단 관련 의혹 중 "영남투자금융이 육영재단에 기부금을 출연한 것이 부적절하지 않은가"라는 질문에는 "얘기를 듣고 보니 일리가 있다고 생각한다"며 수긍하는 모습을 보였다. 말 실수도 있었다. 박 전 대표는 영남대 의혹에 관한 질문에 "대구대와 청구대가 합치는 과정에서 학교를 맡은 이건희 삼성그룹 회장의 책임"이라고 답했다. 그는 이어 잠시 당황하는 모습을 보이더니 "이병철 전 회장"으로 정정했다. '82년 10월부터 90년 11월까지 육영재단 이사장으로 재직했는데 보수와 판공비를 받은 적이 없는가.'라는 질문에 "아버지가 돌아가신 뒤 육영재단 사람들이 이사장직을 맡아 유지를 이어야 한다고 건의해 책임을 느끼고 이사장을 맡았다. 보수와 판공비를 받지 않았다. 일주일에 2, 3번 출근했다."라고 답했다.
(박근혜가) '이후 육영재단 이사장을 퇴임한 이유와 관련, 최 목사와 딸이 박 전 대표와의 친분을 과시하고 전횡을 일삼아 직원들이 반발한 것이 원인이라는 말이 있다.'는 의혹에 대해 "어머니 기념사업을 육영재단에서 같이 했고, 당시 최 목사가 기념사업 일을 도왔다. 구조조정에 불만을 품은 직원들의 소요가 있었고, 오해가 있어서 '최태민 물러가라'는 식으로 데모가 있었지만 최 목사나 딸이 결코 육영재단 일에 관여한 적이 없다."고 반박하였다. 또한 육영재단의 운영 과정에서 최태민이 개입했다는 의혹 역시 제기되었다. 최 목사가 육영재단 고문의 직함을 갖고 이사장인 박 전 대표가 결재를 하기 전에 먼저 결재를 할 정도로 재단 운영에 깊이 관여했다.는 의혹에 대해 "전혀 사실이 아니다. 최 목사가 고문직을 하지 않았고, 최 목사가 연로하여 고문으로 예우해 부른 것뿐이다."라고 반박하였다.
한편 "박근혜가 박근령의 육영재단 이사장 해임의 배후 역할을 했다"는 내용의 비방글이 동생 박근령의 남편이 작성한 것으로 드러났다. 이 문제로 신동욱 교수는 징역 1년 6개월형에 확정되었다.

### 영남대학교 관련 의혹
영남대학교 재단 이사장 시절의 전횡과 정관 1조에 '교주(校主) 박정희'라는 조항을 삽입한 것 역시 오래도록 문제시되어 왔다. 영남대 이사장 시절 전횡 의혹 과 영남대 재단이사가 된 지 1년 후에 학교법인 영남학원 정관 1조에 '교주 박정희'라는 표현이 삽입된 사건 에 대하여 "67년 영남대 설립 시 이사 전원이 서명한 결의문에 '교주 박정희'라는 글귀가 들어 있었다. 당시 이사 한 사람이 그것을 정관에도 넣자고 제의하여 이사회에서 받아들인 것이다. 나도 이사회에 참여하였고 찬성하였던 것으로 기억한다."며 아무 문제가 없다고 답하였다.
한편 영남대학교 재단 재산 착복에 대한 의혹도 제기되었다. 86년 당시 영남대학교 대학병원장 모씨의 해외출장비 명목으로 280여만원이 동생 지만씨의 항공료 등으로 지급됐고 병원장은 주치의 자격으로 박지만 씨와 미국에 함께 갔다.는 의혹이 제기된다. 그에 대해 "그때는 몰랐지만 검증위 소명자료를 준비하면서 발견해 동생에게 알아 봤더니 그런 일이 있었다고 한다."며 반박하였다. 그러나 당시의 영남대 병원장은 소환되지 않았다.
영남대 재단 비리에 육영재단을 끌어들이지 않았느냐는 의혹도 제기되어 왔다. '영남대 재단이 전액 출자한 영남투자금융회사는 육영재단이 발간하는 어린이 잡지 <보물섬> 등에 장기간 광고하고 광고비로 2,700여만 원, 기부금도 1억 3,000여만 원 지급했는데 알고 있었느냐.'는 질문에 대해서도 "육영재단이 공익재단이기 때문에 영남투자금융뿐 아니라 다른 데서도 기부금을 받을 수 있다. 영남투자금융에 강요한 적은 없다. 경영진에서 판단해서 한 것으로 안다." 또, 영남대 재단 4인방으로 거론되는 김 모, 조 모, 손 모, 곽 모 씨 등을 직접 임명하지 않았느냐는 인사 의혹에 대해서도 "(자신은) 결재하지 않았다. K 전 총장이 확인서를 써 줬다고 하는데 이 사람은 이명박 캠프에서 정책자문단으로 일하고 대구 지역에서 사조직을 만들어 운영하는 분이다. 확인서가 신빙성 있는 자료인가 하는 의구심을 갖는다."며 결백함을 주장하였다. 그러나 영남대 재단 운영 과정에서의 의혹은 야당 인사들에 의한 공격 표적의 하나가 되었다. 한편 박근혜가 영남대 재단 이사장 시절 운영에 개입하였다는 확인서를 제출한 김기택 전 영남대 총장은 박근혜로부터 이명박 당시 대통령 후보자 측 참모라는 역공을 받기도 하였다.

### 정수장학회에 대한 의혹과 해명
그가 한나라당 대표로 있을 때부터 '정수장학회 이사장을 겸임하였을 때 탈세했다는 의혹'도 줄곧 제기되어 왔다. 이에 대해 2007년 청문회에서 그는 '납세 의무가 있는지 몰라… 후에 퇴직금 정산하여 납부하였다.'고 해명하였다. '95~2005년 정수장학회 이사를 지냈으므로 강제 헌납에서 자유롭지 않다. 설립 당시 이런 문제 알았나.'는 질문에 대해 그는 "당시 상황은 정확히는 모른다. 그러나 강제 헌납 주장에 대하여서는 동의하지 않는다. 사실이 아닌 것을 입증할 자료를 장학회가 가진 것으로 안다."고 해명하였다.
또한 '적절한 시기에 재단 운영과 관련해 국가 헌납 등을 긍정적으로 검토할 용의가 있나.'는 질의가 있었으나 그는 "공익재단에 대하여 이래라 저래라 할 입장 안 된다. 이사회가 결정할 문제다."라며 이사회가 처리할 문제라는 말을 하였다.
정수장학회 이사장을 겸임하였을 때의 섭외비 탈루 의혹도 제기되었다. '수억 원의 섭외비에 대한 세금을 탈세하였다는 보도가 나오자 그는 "매년 감독 관청에 보고했으나 세금 의무가 있는지 몰랐다. 법이 바뀌어 소득세를 내야 했으나 실무진이 제대로 처리하지 못해 누락되었다. 퇴직금을 중간 정산해 납부하였다."고 해명했다. 98년 국회의원 당선 이후 그는 정수장학회의 이사장 및 비상근 이사를 역임하기도 하였다. 그러나 이때 급여를 받아 횡령이라는 주장이 나왔다. 그는 "출근을 안 한 게 아니라 일주일에 2, 3번 가서 결재하였고, 행사가 있으면 가는 등 이사장 일을 다 하였다. 횡령은 동의할 수 없다.'고 해명하였고, 법원은 이에 대한 조사 결과, 박근혜의 손을 들어주었다.
한편 2014년 5월 15일 정수장학회와의 관련성을 허위보도했다며 박근혜 대통령이 경향신문과 해당기자를 상대로 낸 손해배상 및 정정보도 청구 소송에서 서울남부지법은 원고 일부 승소 판결을 했다. 재판부는 "기사의 일부 내용이 허위여서 박 대통령의 명예가 훼손된 사실이 인정된다"며 "500만원을 지급하고 정정보도문을 게재하라"고 판시했다. 경향신문은 제18대 대선 당시인 2012년 8월 28일 '새누리 후보 박근혜 뒤집어보기: 도덕성과 과거를 묻는다'는 제목의 기사에서 박 대통령이 이사장으로 재직하면서 연간 정수장학회 장학금의 10%를 보수로 받았고, 정수장학회에 대한 '국가정보원 과거사 진실 규명을 위한 발전위원회'의 결정이 나오자 이사장직을 사퇴했다는 내용 등을 보도했었다.

### 5.16에 대한 관점 논란
5.16 군사 정변의 주역이던 박정희의 차녀였으므로 그가 5.16을 어떻게 보느냐 하는 것은 그가 정계에 입문한 1998년 이후 줄곧 이슈가 되어 왔다.
1990년 잡지 인터뷰에서 박근혜는 5·16과 4·19 정신을 계승하는 것이 박 전 대통령의 뜻을 계승하는 것이라고 하였다. 역사 의식에 의문이 제기되자 2007년 5.16을 구국의 혁명이라고 본다는 자신의 생각을 밝혔다. 2007년 7월의 한나라당 대선후보 검증 청문회에서 그는 '박 전 대통령 유지 계승' 역사의식에 대한 질문을 받았다. 그는 "5·16은 구국(救國)의 혁명이었다고 생각하고 있다. 그때 상황이 너무나 혼란스러웠고 남북대치 상황에서 잘못하면 북한에 흡수될 수도 있는 그런 상황이었다. 혁명 공약에도 기아 선상에 헤매는 국민을 구제한다는 얘기가 나온다."는 것이다. 다만 10월 유신에 대해서는 판단유보를 내렸다. 5.16 뒤의 유신시대에 대해서는 어떻게 평가하나는 질문에 "역사에 판단을 맡겨야 한다는 입장을 갖고 있다. 다만 유신시대에 민주화 운동을 하면서 헌신하고 고통받은 분들에 대해서는 진심으로 항상 죄송하게 생각한다."고 답하였다. 이 때문에 야당 인사들로부터 비난을 받기도 하였다.
한명숙 전 총리는 박근혜 전 대표가 한나라당 대선후보 검증 청문회에서 5.16을 '구국의 혁명'이으로 규정한 데 대해 '망언'이라며 강하게 비판했다. 한명숙은 2007년 7월 19일 "그가 5.16 쿠데타를 '구국의 혁명'이라고 미화한 것은 정치적 중립을 지키며 국토방위에 전념하고 있는 69만 국군 장병들에 대한 모독이자 군사독재에 맞서 싸우다 희생당한 민주 영령들을 두 번 죽이는 일"이라고 주장하였다. 한명숙은 이어 "아직도 박정희 쿠데타 정권에 고문당하고 살해당한 분들의 유가족이 서러움과 한을 안고 살아가고 있다"며 "고(故) 장준하 선생의 부인을 만나 고개를 조아렸던 때가 언제라고 또다시 독재의 유전자를 드러내냐"고 비난하였다. 한 전 총리는 자신은 총리 인사청문회에서 유신시절 자신을 고문하고 투옥했던 가해자들을 용서했다고 말했지만 "박 후보의 망언은 이처럼 유신독재의 피해자들이 내미는 용서와 화해의 손을 뿌리치고 피해자들의 가슴에 다시 한 번 못을 박는 잔인한 짓"이라고 언론에 그를 공개적으로 비난하였다.
2012년 7월 새누리당 대선후보 경선 과정에서 박근혜의 5·16의 역사관에 대한 논란이 또다시 불거졌다. 한국신문방송편집인협회 초청 토론회에서 박근혜는 "5.16은 당시 상황에서 불가피한 최선의 선택이었다"고 말하여 과거 '구국(救國)의 혁명' 발언 당시의 생각과 변함이 없음을 밝혔고 이후 새누리당 대선 후보 경선 합동 토론회에서 오마이뉴스의 여론조사를 인용 해 "제 발언에 찬성하는 분이 50%를 넘었다"고 말하면서 사회적으로도 5·16 찬반 논쟁을 일게 했다. 박근혜는 "5·16은 정상적인 게 아니다"며 다소 입장을 바꾸는 듯한 모습을 보이기도 했다. 이후 새누리당 대선후보 경선 토론회에서 임태희 후보의 5·16 관련 질문에 "과거에 묻혀 사시네요"라며 반박하는 등 역사관 논란을 피하려 하였다.

### 2002년
2004년 2월 대선자금 수사에서 박 전 대표가 복당 과정에서 2억 원을 수수한 사실이 드러났고, 이 돈이 복당의 대가인지 의혹 이 제기되었다. 그는 이것을 선거 활동비 명목이라고 해명하였다. 그에 의하면 '당에 들어올 때 중앙선대위 의장을 맡았는데 당 사무총장으로부터 2002년 11월 26일과 12월 7일 1억 원씩을 선거 활동비 명목으로 받았다. 한나라당 입당 조건으로 받은 것 아니다. 미래연합을 운영하면서 빚진 것 있었지만 이 돈에는 전혀 손대지 않았다.'라고 해명하였다.

### 공직선거법 위반 발언 논란
2015년 6월 25일 박근혜는 국무회의에서 "정치적으로 선거 수단으로 삼아서 당선된 후에 신뢰를 어기는 배신의 정치는 결국 패권주의와 줄 세우기 정치를 양산하는 것으로 반드시 선거에서 국민들께서 심판해 주셔야 할 것입니다"라고 언급하였다. 이는 새누리당 유승민 의원을 겨냥해서 한 말로, 특정인의 낙선을 유도하는 발언이기 때문에 공직선거법에 위배된다는 조국 교수와 문재인 새정치민주연합 대표의 비판이 있었다. 이와 관련해 중앙선거관리위원회는 공직선거법 위반으로 보기 어렵다는 판단을 내렸다.

### 타임 아시아판 표지 모델
2012년 12월 박근혜는 '독재자의 딸'이라는 뜻의 'The Strongman's daughter'라는 기사 제목과 함께 미국의 시사주간지 타임의 2012년 12월 17일자 아시아판 표지 모델로 선정되었다. 이에 대해 박근혜가 소속된 정당인 새누리당은 2012년 12월 7일 'The Strongman's daughter'이란 기사 제목이 '강력한 지도자의 딸'이라고 보도자료를 발표하였다. 이후 타임은 'The Strongman's daughter'의 인터넷판 기사 제목을 '독재자의 딸'이라는 뜻의 'The Dictator's Daughter'으로 수정하였다.

### 세월호 선장 비판에 대한 월스트리트 저널의 의문 제기
2014년 4월 16일 발생한 세월호 침몰 사고에 대하 박근혜는 세월호 선장을 '선장이 먼저 탈출한 것은 살인과도 같은 행태'라고 비난하였다. 이에 대해 월스트리트 저널은 '박근혜 대통령, 세월호 선장 비난한 것은 옳았나?'라는 기사를 실었다. 월스트리트 저널은 기사에서 '하지만 세월호를 운항한 선장이 승객에게 즉각 대피 명령을 내리지 않은 이유는 차가운 물에서 생존할 수 있다는 확신이 없어서였다', '대통령은 정부가 이번 사고를 제대로 대응하지 못했다는 지적을 피하기 위해 선장과 승무원들을 공개석상에서 규탄하고 있다는 비판에 부딪쳤다'라는 의견을 전하였으며, 월스트리트 저널은 자사의 사이트를 통하여 박근혜가 세월호 선장과 선원들에게 '박근혜 대통령이 세월호 승무원들에게 살인과도 같은 행태를 저질렀다고 말할 수 있는가'라는 여론조사를 실시하였고, 응답자 중 73%의 참여자가 '옳지않다'라고 응답하였다.

## 일화
- 1979년 아버지인 박정희 대통령의 피살 소식을 접하였을 때, 슬퍼하기에 앞서 "휴전선은 이상 없습니까?"라고 말하였고, 지지자들은 이를 높이 평가한다.[331]

- 2007년 1월 31일 진실·화해를 위한 과거사정리위원회가 긴급조치 위반 사건 분석 보고서를 공개한 것을 두고 박근혜는 "나에 대한 정치공세라고 생각한다"라고 말했다. 인혁당 사건에 관해서는 "돌아가신 분에 대해서는 안타깝다"면서도 "지난번에도 법에 따라 한 것이고 이번에도 법에 따라 한 것인데, 그러면 법 중 하나가 잘못 된 것 아니겠느냐"라고 말했다. 또한 인혁당 사건과 긴급조치 위반사건 등에 대한 역사적 평가에는 동의하느냐는 질문에 대해서 "앞으로 역사와 국민이 평가할 것"이라며 "그리고 정부가 지금 이렇게 하는 것에 대해서도 역사가 평가할 것"이라고 말했다.[332]

- 2007년 8월에는 영화 화려한 휴가를 관람하고 5.18은 "민주화 운동"이라며 "27년 전 광주시민이 겪은 아픔이 느껴지는 것 같았다"며 "그 눈물과 아픔을 제 마음에 깊이 새기겠다. 진정한 민주주의와 선진국을 만들어 광주의 희생에 보답해야겠다고 생각한다"고 말했다. 이에 대하여 이명박 선대위의 장광근 대변인은 "영화 관람 한 번으로 '호남의 한' '역사 의식 부재'를 한 번에 뛰어넘겠다는 박근혜 후보. 그의 화려한 광주 1박 2일 외출은 80년 광주정신의 모독일 뿐"이라며 비판했다. 또 "왜 광주에서는 지난 번처럼 '5.16은 구국의 혁명'이라고 당당하게 말하지 못하나"라며 "DJ를 들먹이며 지역감정을 부추기려는 그의 다급함이 안타깝기조차 하다"고 비난하기도 했다. 진수희 선대위 대변인은 "반역사, 반민주적 유신시대의 퍼스트 레이디 5년은 부끄러워할 일이지, 결코 자랑할 일은 아니다"라며 "유신시절 '퍼스트 레이디' 5년을 공으로 돌리고, 국정경험으로 포장하는 박 후보의 역사관과 정치철학은 무엇인가"라고 비난했다. 이에 박근혜 선대위의 김재원 대변인은 "'박근혜 대통령 정부'에서 이념, 지역, 세대 간의 갈등과 대립은 과거의 역사로 묻힐 것"이라며 "'박근혜 정부'는 고향과 출신을 가리지 않고 천하의 인재를 골고루 쓰는 '대탕평 인사'로 국민적 에너지를 하나로 뭉치는 '희망정부' '드림정권'이 될 것"이라고 말했다. 그는 "한가지 특별히 주목할 점은, 박 후보에 대한 연설회장의 뜨거운 열기와 성원"이라며 "특정 후보가 압도적으로 앞서간다는 말이 얼마나 허풍이었는지 드러났다. 박풍이 호남에서도 일고 있는 것"이라고 주장하였다. 황석근 선대위 공보특보도 "오직 박근혜만이 동서화합, 정권교체, 호남발전의 희망이라는 것이 만천하에 다시 한번 공포된 날"이라며 "박근혜는 언제나 빛을 몰고 다니는 후보, 어디서나 빛을 발하는 후보, 어둠과 부패를 몰아내는 후보라는 것이 유감없이 드러났다"고 강조했다.[333]

- 김대중 前 대통령은 "박근혜가 '동서화합'의 적임자"라며 높이 평가하면서, 자서전에 "세월이 흘러 그의 맏딸 박근혜가 나를 찾아왔다. 그녀는 거대 야당인 한나라당의 대표였다. 박 대표는 뜻밖에 아버지 일에 대해 사과하였다. '아버지 시절에 여러가지로 피해를 입고 고생하신 데 딸로서 사과 말씀 드립니다.' 나는 그 말이 참으로 고마웠다. 박정희가 환생하여 내게 화해의 악수를 청하는 것 같아 기뻤다."라며 박근혜와의 일화를 공개하였다.

- 2007년 경제공화당 허경영 총재가 자신이 발행한 일간지 《Lotto 복권뉴스》와 인터뷰에서 "박근혜와 약혼하였다" "박근혜와 결혼하려 한다"는 이야기를 퍼뜨리자 명예훼손 혐의로 고소하였다.[334] 2008년 대법원은 허 총재에 대해 유죄를 선고하였으며, 허 총재는 "내가 인기가 많아지니까 한나라당 언론대책위원회에서 허경영이 잡아라! 해서 고소가 시작되었고 나중에야 박근혜 의원이 그 사실을 알았다고 한다"고 주장하였다.[335]

## 학력
- 서울장충국민학교 (1964년 졸업)
- 성심여자중학교 (1967년 졸업)
- 성심여자고등학교 (1970년 졸업)
- 서강대학교 전자공학과 (1970학번 / 학사)

### 비학위 수료
- 그르노블 대학교 어학과정 수료

### 명예 박사 학위
- 1987년 중국 문화 대학 명예 문학 박사
- 2008년 KAIST 명예 이학 박사
- 2008년 부경대학교 명예 정치학 박사
- 2010년 서강대학교 명예 정치학 박사
- 2014년 드레스덴 공과대학교 명예 법학 박사
- 2016년 파리 제6대학교 명예 이학 박사

## 가계도
| 박성빈 | 박성빈 | 박성빈 | 박성빈 | 박성빈 | 박성빈 |  |  | 박동희 | 박동희 | 박동희 | 박동희 | 박동희 | 박동희 |  |  | 박재홍 | 박재홍 | 박재홍 | 박재홍 | 박재홍 | 박재홍 |  |  |        |        |        |        |        |        |  |  |
| 박성빈 | 박성빈 | 박성빈 | 박성빈 | 박성빈 | 박성빈 |  |  | 박동희 | 박동희 | 박동희 | 박동희 | 박동희 | 박동희 |  |  | 박재홍 | 박재홍 | 박재홍 | 박재홍 | 박재홍 | 박재홍 |  |  |        |        |        |        |        |        |  |  |
|        |        |        |        |        |        |  |  |        |        |        |        |        |        |  |  |        |        |        |        |        |        |  |  |        |        |        |        |        |        |  |  |
|        |        |        |        |        |        |  |  |        |        |        |        |        |        |  |  | 박재선 |        |        |        |        |        |  |  |        |        |        |        |        |        |  |  |
|        |        |        |        |        |        |  |  |        |        |        |        |        |        |  |  |        |        |        |        |        |        |  |  |        |        |        |        |        |        |  |  |
|        |        |        |        |        |        |  |  |        |        |        |        |        |        |  |  |        |        |        |        |        |        |  |  |        |        |        |        |        |        |  |  |
| 백남의 | 백남의 | 백남의 | 백남의 | 백남의 | 백남의 |  |  | 박무희 | 박무희 | 박무희 | 박무희 | 박무희 | 박무희 |  |  | 박재석 | 박재석 | 박재석 | 박재석 | 박재석 | 박재석 |  |  | 박용철 | 박용철 | 박용철 | 박용철 | 박용철 | 박용철 |  |  |
| 백남의 | 백남의 | 백남의 | 백남의 | 백남의 | 백남의 |  |  | 박무희 | 박무희 | 박무희 | 박무희 | 박무희 | 박무희 |  |  |        | 박재석 | 박재석 | 박재석 | 박재석 | 박재석 |  |  | 박용철 | 박용철 | 박용철 | 박용철 | 박용철 | 박용철 |  |  |
|        |        |        |        |        |        |  |  |        |        |        |        |        |        |  |  |        |        |        |        |        |        |  |  |        |        |        |        |        |        |  |  |
|        |        |        |        |        |        |  |  |        |        |        |        |        |        |  |  | 박재호 | 박재호 | 박재호 | 박재호 | 박재호 | 박재호 |  |  | 박용수 | 박용수 | 박용수 | 박용수 | 박용수 | 박용수 |  |  |
|        |        |        |        |        |        |  |  |        |        |        |        |        |        |  |  | 박재호 | 박재호 | 박재호 | 박재호 | 박재호 | 박재호 |  |  | 박용수 | 박용수 | 박용수 | 박용수 | 박용수 | 박용수 |  |  |
|        |        |        |        |        |        |  |  | 박귀희 |        |        |        |        |        |  |  |        |        |        |        |        |        |  |  |        |        |        |        |        |        |  |  |
|        |        |        |        |        |        |  |  |        |        |        |        |        |        |  |  |        |        |        |        |        |        |  |  |        |        |        |        |        |        |  |  |
|        |        |        |        |        |        |  |  |        |        |        |        |        |        |  |  |        |        |        |        |        |        |  |  |        |        |        |        |        |        |  |  |
|        |        |        |        |        |        |  |  | 박상희 | 박상희 | 박상희 | 박상희 | 박상희 | 박상희 |  |  | 박준홍 | 박준홍 | 박준홍 | 박준홍 | 박준홍 | 박준홍 |  |  |        |        |        |        |        |        |  |  |
|        |        |        |        |        |        |  |  | 박상희 | 박상희 | 박상희 | 박상희 | 박상희 | 박상희 |  |  | 박준홍 | 박준홍 | 박준홍 | 박준홍 | 박준홍 | 박준홍 |  |  |        |        |        |        |        |        |  |  |
|        |        |        |        |        |        |  |  |        |        |        |        |        |        |  |  |        |        |        |        |        |        |  |  |        |        |        |        |        |        |  |  |
|        |        |        |        |        |        |  |  |        |        |        |        |        |        |  |  | 박영옥 | 박영옥 | 박영옥 | 박영옥 | 박영옥 | 박영옥 |  |  | 김종필 | 김종필 | 김종필 | 김종필 | 김종필 | 김종필 |  |  |
|        |        |        |        |        |        |  |  |        |        |        |        |        |        |  |  | 박영옥 | 박영옥 | 박영옥 | 박영옥 | 박영옥 | 박영옥 |  |  | 김종필 | 김종필 | 김종필 | 김종필 | 김종필 | 김종필 |  |  |
|        |        |        |        |        |        |  |  |        |        |        |        |        |        |  |  |        |        |        |        |        |        |  |  |        |        |        |        |        |        |  |  |
|        |        |        |        |        |        |  |  |        |        |        |        |        |        |  |  | 박계옥 | 박계옥 | 박계옥 | 박계옥 | 박계옥 | 박계옥 |  |  | 김용태 | 김용태 | 김용태 | 김용태 | 김용태 | 김용태 |  |  |
|        |        |        |        |        |        |  |  |        |        |        |        |        |        |  |  | 박계옥 | 박계옥 | 박계옥 | 박계옥 | 박계옥 | 박계옥 |  |  | 김용태 | 김용태 | 김용태 | 김용태 | 김용태 | 김용태 |  |  |
|        |        |        |        |        |        |  |  |        |        |        |        |        |        |  |  |        |        |        |        |        |        |  |  |        |        |        |        |        |        |  |  |
|        |        |        |        |        |        |  |  |        |        |        |        |        |        |  |  | 박금자 | 박금자 | 박금자 | 박금자 | 박금자 | 박금자 |  |  | 반기언 | 반기언 | 반기언 | 반기언 | 반기언 | 반기언 |  |  |
|        |        |        |        |        |        |  |  |        |        |        |        |        |        |  |  | 박금자 | 박금자 | 박금자 | 박금자 | 박금자 | 박금자 |  |  | 반기언 | 반기언 | 반기언 | 반기언 | 반기언 | 반기언 |  |  |
|        |        |        |        |        |        |  |  |        |        |        |        |        |        |  |  |        |        |        |        |        |        |  |  |        |        |        |        |        |        |  |  |
|        |        |        |        |        |        |  |  |        |        |        |        |        |        |  |  | 박설자 | 박설자 | 박설자 | 박설자 | 박설자 | 박설자 |  |  | 김희용 | 김희용 | 김희용 | 김희용 | 김희용 | 김희용 |  |  |
|        |        |        |        |        |        |  |  |        |        |        |        |        |        |  |  | 박설자 | 박설자 | 박설자 | 박설자 | 박설자 | 박설자 |  |  | 김희용 | 김희용 | 김희용 | 김희용 | 김희용 | 김희용 |  |  |
|        |        |        |        |        |        |  |  | 박한희 |        |        |        |        |        |  |  |        |        |        |        |        |        |  |  |        |        |        |        |        |        |  |  |
|        |        |        |        |        |        |  |  |        |        |        |        |        |        |  |  |        |        |        |        |        |        |  |  |        |        |        |        |        |        |  |  |
|        |        |        |        |        |        |  |  |        |        |        |        |        |        |  |  |        |        |        |        |        |        |  |  |        |        |        |        |        |        |  |  |
|        |        |        |        |        |        |  |  | 박재희 |        |        |        |        |        |  |  |        |        |        |        |        |        |  |  |        |        |        |        |        |        |  |  |
|        |        |        |        |        |        |  |  |        |        |        |        |        |        |  |  |        |        |        |        |        |        |  |  |        |        |        |        |        |        |  |  |
|        |        |        |        |        |        |  |  |        |        |        |        |        |        |  |  |        |        |        |        |        |        |  |  |        |        |        |        |        |        |  |  |
|        |        |        |        |        |        |  |  | 김호남 |        |        |        |        |        |  |  |        |        |        |        |        |        |  |  |        |        |        |        |        |        |  |  |
|        |        |        |        |        |        |  |  |        |        |        |        |        |        |  |  | 박재옥 | 박재옥 | 박재옥 | 박재옥 | 박재옥 | 박재옥 |  |  | 한병기 | 한병기 | 한병기 | 한병기 | 한병기 | 한병기 |  |  |
|        |        |        |        |        |        |  |  |        |        |        |        |        |        |  |  | 박재옥 | 박재옥 | 박재옥 | 박재옥 | 박재옥 | 박재옥 |  |  | 한병기 | 한병기 | 한병기 | 한병기 | 한병기 | 한병기 |  |  |
|        |        |        |        |        |        |  |  | 박정희 |        |        |        |        |        |  |  |        |        |        |        |        |        |  |  |        |        |        |        |        |        |  |  |
|        |        |        |        |        |        |  |  |        |        |        |        |        |        |  |  |        |        |        |        |        |        |  |  |        |        |        |        |        |        |  |  |
|        |        |        |        |        |        |  |  |        |        |        |        |        |        |  |  | 박근혜 |        |        |        |        |        |  |  |        |        |        |        |        |        |  |  |
|        |        |        |        |        |        |  |  |        |        |        |        |        |        |  |  |        |        |        |        |        |        |  |  |        |        |        |        |        |        |  |  |
|        |        |        |        |        |        |  |  | 육영수 |        |        |        |        |        |  |  |        |        |        |        |        |        |  |  |        |        |        |        |        |        |  |  |
|        |        |        |        |        |        |  |  |        |        |        |        |        |        |  |  | 박근령 | 박근령 | 박근령 | 박근령 | 박근령 | 박근령 |  |  | 신동욱 | 신동욱 | 신동욱 | 신동욱 | 신동욱 | 신동욱 |  |  |
|        |        |        |        |        |        |  |  |        |        |        |        |        |        |  |  | 박근령 | 박근령 | 박근령 | 박근령 | 박근령 | 박근령 |  |  | 신동욱 | 신동욱 | 신동욱 | 신동욱 | 신동욱 | 신동욱 |  |  |
|        |        |        |        |        |        |  |  |        |        |        |        |        |        |  |  |        |        |        |        |        |        |  |  |        |        |        |        |        |        |  |  |
|        |        |        |        |        |        |  |  |        |        |        |        |        |        |  |  | 박지만 | 박지만 | 박지만 | 박지만 | 박지만 | 박지만 |  |  | 서향희 | 서향희 | 서향희 | 서향희 | 서향희 | 서향희 |  |  |
|        |        |        |        |        |        |  |  |        |        |        |        |        |        |  |  | 박지만 | 박지만 | 박지만 | 박지만 | 박지만 | 박지만 |  |  | 서향희 | 서향희 | 서향희 | 서향희 | 서향희 | 서향희 |  |  |

- 조부 박성빈(朴成彬, 1871년~1938년)
- 조모 백남의(白南義, 1872년~1949년)
- 부 박정희, 대통령(朴正熙, 1917년~1979년)
- 모 육영수(陸英修, 1925년~1974년)
  - 자 박재옥(1937년~) - 김호남 소생
    - 형부 한병기 - 前 국회의원, 前 주캐나다 대사. 現 설악관광케이블카 회장

  - 매 박근령(朴槿令, 1954년~) - 現 육영재단 이사장
  - 제 박지만(朴志晩, 1958년~) - 現 기업 EG 회장
    - 올케 서향희(徐香姬, 1974년~) - 변호사
      - 장질 박세현(朴世現, 2005년~)

  - 종형 박재홍 - 1백부 박동희의 장남, 前 동양철관 회장, 前 국회의원
  - 종형 박재석 - 2백부 박무희의 장남, 前 국제전기기업 회장.
  - 종형 박준홍 - 3백부 박상희의 장남, 前 대한축구협회장, 前 국회의원
  - 종자 박영옥 - 3백부 박상희의 장녀
    - 종형부 김종필 - 前 국회의원, 前 국무총리
- 고모 박귀희(은지원의 조모)
  - 내종형 은희만
  - 내종형수 김성아 - 가수, 릴리시스터즈 멤버
    - 내종질 은지원(殷志源, 1978년~) - 가수, 젝스키스 멤버
- 이모 육인순(陸寅順, 1912년~1972년)
  - 이종자 홍소자(洪昭子, 1939년~) 前 대한적십자사 부총재
    - 이종형부 한승수(韓昇洙, 1936년~) 前 국회의원, 前 장관, 前 부총리, 前 국무총리, 前 유엔총회 의장

## 경력
- 1974.8. ~ 1979.10. 대한민국의 대통령 배우자 직무대행 (박정희 대통령)
- 1974. 걸스카우트 명예총재
- 1975. 육영수여사추모기념사업회 이사장
- 1978. 구국여성봉사단 명예총재
- 1979. 새마음봉사단 총재
- 1979. 경로복지원 이사장
- 1980. 한국문화재단 이사장
- 1980. 영남대학교 이사
- 1980. 영남대학교 이사장
- 1982. 제2대 육영재단 이사장
- 1989. 근화봉사단 회장
- 1994. 제8대 정수장학회 이사장
- 1994. 한국문인협회 회원
- 1997.12. 한나라당 입당
- 1998년 4월 2일: 1998년 4월 재보궐선거 당선(대구 달성군, 한나라당, 초선)
- 1998.4.3. ~ 2000.5.29. 제15대 국회의원(대구 달성군, 한나라당, 초선)
  - 1998.4. ~ 2000. 5. 제15대 국회 후반기 산업자원위원회 위원
  - 1998.4. ~ 2000. 5. 제15대 국회 후반기 여성특별위원회 위원
- 1998. ~ 2004. 한나라당 대구광역시 지부 달성군 지구당위원장
- 1999. 박정희대통령기념사업회 부회장
- 2000년 4월 13일: 대한민국 제16대 국회의원 선거 당선(대구 달성군, 한나라당, 재선)
- 2000.5.30. ~ 2004.5.29. 제16대 국회의원(대구 달성군, 한나라당, 재선)
  - 2000.6. ~ 2002. 5. 제16대 국회 전반기 통일외교통상위원회 위원
  - 2000.6. ~ 2002. 5. 제16대 국회 전반기 여성특별위원회 위원
  - 2002.6. ~ 2004.5. 제16대 국회 후반기 여성위원회 위원
  - 2002.6. ~ 2004.5. 제16대 국회 후반기 과학기술정보통신위원회 위원
- 2000.11. 한나라당 부총재
- 2002. 유럽-코리아재단 이사
- 2002.2. 한국미래연합 창당준비위원장
- 2002.5. 한국미래연합 대표
- 2002.11. ~ 2002.12. 제16대 대통령 선거 한나라당 이회창 대통령 후보 선거대책위원회 공동 의장
- 2003.7. 한나라당 상임운영위원
- 2004.3. ~ 2004.7. 한나라당 대표최고위원
- 2004.3. ~ 2006.6. 여의도연구소 이사장
- 2004.3. 제17대 국회의원 선거 한나라당 공동 중앙선거대책위원장
- 2004년 4월 15일: 대한민국 제17대 국회의원 선거 당선(대구 달성군, 한나라당, 3선)
- 2004.5.30. ~ 2008.5.29. 제17대 국회의원(대구 달성군, 한나라당, 3선)
  - 2004.6. ~ 2006.5. 제17대 국회 전반기 국방위원회 위원
  - 2006.6. ~ 2008.5. 제17대 국회 후반기 행정자치위원회 위원
  - 2007.4. ~ 2008.5. 제17대 국회 후반기 환경노동위원회 위원
- 2004. ~ 2012. 한나라당 대구광역시당 달성군 당원협의회 위원장
- 2004.7. ~ 2006.6. 한나라당 대표최고위원  연임
- 2007.6. ~ 2007.8. 제17대 대통령 선거 한나라당 대통령 경선 후보(경선 2위)
- 2007.9. ~ 2007.12. 제17대 대통령 선거 한나라당 이명박 대통령 후보 선거대책위원회 고문
- 2008년 4월 9일: 제18대 국회의원 선거 당선(대구 달성군, 한나라당, 4선)
- 2008.5.30. ~ 2012.5.29. 제18대 국회의원(대구 달성군, 한나라당→새누리당, 4선)
  - 2008.6. ~ 2010.5. 제18대 국회 전반기 보건복지가족위원회 위원
  - 2010.6. ~ 2012.5. 제18대 국회 후반기 기획재정위원회 위원
- 2008.11. 한일의원연맹 고문
- 2011.3. 한나라당 평창 동계올림픽 유치지원특별위원회 고문
- 2011.11. ~ 2012.2. 한나라당 비상대책위원장
- 2011.11. ~ 2012.5. 여의도연구원 이사장
- 2012.2. ~ 2012.5. 새누리당 비상대책위원장
- 2012.2. ~ 2012.5. 새누리당 대구광역시당 달성군 당원협의회 위원장
- 2012.3. ~ 2012.4. 제19대 국회의원 선거 새누리당 중앙선거대책위원장
- 2012년 4월 11일: 제19대 국회의원 선거 당선(비례대표, 새누리당, 5선)
- 2012.5.30. ~ 2012.11.25. 제19대 국회의원(비례대표, 새누리당, 5선)
  - 2012.6. ~ 2012.11. 제19대 국회 전반기 기획재정위원회 위원
- 2012.8. 제18대 대통령 선거 새누리당 경선후보(최종 1위)
- 2012.8. ~ 2012.12. 제18대 대통령 선거 새누리당 후보
- 2012.10. 새누리당 국민대통합위원장
- 2012.12.19. 제18대 대한민국 대통령 당선
- 2012.12.20. ~ 2013.2.24. 제18대 대한민국 대통령 당선인
- 2013.2.25. ~ 2017.3.10. 제18대 대한민국 대통령
- 2017.11. 자유한국당 제명
- 2022.4. 제8회 전국동시지방선거 국민의힘 유영하 대구광역시장 경선후보 후원회장

## 방송 출연
- MBC 《일요일 일요일 밤에 - 행복한 나눔 고맙습니다》 (2005년 10월 30일)
- SBS 《힐링캠프》 (2012년 1월 2일)

## 저서
- 《그리움은 아무에게나 생기지 않습니다》 (가로세로연구소, 2021, ISBN 979-11-9666-198-4)
- 《절망은 나를 단련시키고 희망은 나를 움직인다》 (위즈덤하우스, 2007, ISBN 978-89-6086-033-9)
- 《나의 어머니 육영수》 (사람과사람, 2000, ISBN 978-89-85541-54-1)
- 《고난을 벗삼아 진실을 등대삼아》 (부산일보출판국, 1998, ISBN 978-89-87236-24-7)
- 《결국 한 줌 결국 한 점》 (부산일보출판국, 1998, ISBN 978-89-87236-25-4)
- 《평범한 가정에 태어났더라면》 (남송, 1993, ISBN 13-2001044000207)

### 어록
- 2003년 "제 아버지가 선생님을 많이 괴롭혔는데, 제가 대신 사과드립니다"(동교동에서 김대중 전 대통령과의 만남)[336]

- 2005년 12월 8일 "국정원 과거사진실위에서 발표하는 내용들은 한마디로 가치가 없고 모함이다." ("국정원 과거사 진실위에서 인혁당,민청학련 사건에 박정희 전 대통령이 개입했다고 한다"는 질문에)[337]

- 2007년 1월 9일 "참 나쁜 대통령이다. 국민이 불행하다. 대통령 눈에는 선거밖에 안 보이느냐?" (노무현 대통령의 4년 연임제 개헌 제안에 대해서)[338]

- 2007년 7월 21일 "'이산화가스', '산소가스'를 배출하는데, 그 이런 심각한 문제라고 생각을 합니다." (2007년 한나라당 대선 후보 TV 토론회에서 이명박이 교토의정서와 관련 이산화탄소 배출 해결책에 대해 묻자)[339]

- 2009년 10월 23일 "원안을 지키고 플러스 알파를 해야 한다." (정치권에서 불거진 '세종시법 수정' 논란에 대해서)[340]

- 2009년 10월 26일 "아버지의 궁극적인 꿈은 '복지국가' 건설이셨습니다." (현충원에서 있었던 박정희 대통령 30주기 추도식에서 추도문에서)[340]

- 2011년 1월 23일 "한국말 못 알아들으세요?" (국회 헌정기념관 바자회에서 "복지를 돈으로만 보지 말고, 사회적 관심이 중요하다고 했는데 무슨 의미냐"는 기자의 질문에)[341]

- 2011년 9월 7일 "병 걸리셨어요?" (인천고용센터 방문 도중 한 기자의 '안철수의 지지율'에 관한 질문에)[340]

- 2012년 1월 19일 "외국기업의 국내 기업에 대한 역(逆)차별을 막고자 출자총액제를 폐지했지만 대기업들에 의해 남용되는 부분이 있다. 남용되는 부분에 대해선 조치가 필요하다"(기자간담회서)[340]

- 2012년 3월 13일 "산업화 과정에서 본의 아니게 피해를 입은 분들에 대해 항상 죄송한 마음을 가져왔다. 그분들께 제가 사과를 드린다" (부산 민방 초청 공동토론회에서)[340]

- 2012년 6월 1일 "국회라는 것이 국가의 안위를 다루는 곳인데 기본적인 국가관을 의심받고 있고 국민들도 불안하게 느끼는 이런 사람들이 국회의원이 되어서는 안 된다고 생각한다" (의원총회를 마친 뒤 기자들 질문에)[340]

- 2012년 6월 22일 "파업이 너무 장기화되고 있는데 노사가 서로 슬기롭게 잘 풀었으면 좋겠다" (봉사활동 중 기자들의 2012년 MBC 노조 총파업에 대한 질문에)[342]

- 2012년 7월 16일 "5·16은 아버지로서는 불가피한 최선의 선택을 한 게 아닌가 생각한다. 다른 생각, 반대 의견을 가진 분도 있기 때문에 옳으니 그르니 하기보다는 국민과 역사의 판단에 맡겨야 한다." (신문방송편집인협회 토론회에서)[343]

- 2012년 8월 6일 "네거티브에 시달려 멘붕 올 지경" (새누리당 제18대 대통령후보자 선거 서울 합동연설회에서)[344]

- 2012년 8월 7일 "5·16이 정상적인 것은 아니지 않으냐. 아버지 자신도 다시는 나같이 불행한 군인이 없기를 바란다는 말씀을 하셨다." (새누리당 대통령 경선 후보 토론회에서)[343]

- 2012년 8월 8일 "과거에 묻혀 사시네요" (경선 토론회에서 임태희 후보가 5.16에 대한 견해를 묻자)[345]

- 2012년 8월 17일 "개헌은 국민 사이에 공감대가 형성됐을 때 추진해야 한다는 게 전제 조건이다. 부패 문제나 정책 연속성 등 여러 가지를 생각할 때 4년 중임제가 바람직하다고 생각한다." (TV 토론회에서)[343]

- 2012년 8월 22일 "재원 마련이 있어야 복지 정책에 믿음이 간다. 재정 건전성을 무시한 복지에는 반대한다" (기자 오찬 간담회에서)[346]

- 2012년 8월 29일 "역사적인 사건의 인물들과 화해를 해야 하지 않느냐. 계속 역사적으로 갈등이 됐던 문제를 해결하려 할 것"(전태일 열사의 유가족과 친구를 만나려 했으나 거절당한 후)[347]

- 2012년 9월 10일 "(인혁당 사건에 대해) 대법원 판결이 두 가지로 나오지 않았느냐. (인혁당 사건 유족에 대한 사과 부분에 대해서는) 앞으로의 (역사적) 판단에 맡겨야 되지 않겠느냐는 답을 한번 한 적이 있다." (MBC 라디오 < 손석희의 시선집중 >에서 인혁당 사건과 관련해 역사적 판단에 맡기고 유족에 대한 추가적 사과나 입장 변화는 없다고 밝히며)[348]

- 2012년 9월 11일 "같은 대법원에서 상반된 판결이 나온 것도 있지만, 한편으론 그 조직에 몸담았던 분들이 최근 여러 증언을 하고 있기 때문에 그런 것까지 감안해 역사 판단에 맡겨야 되지 않겠느냐는 생각을 한 것" (박범진 전 한성디지털대 총장이 명지대 국제한국학연구소가 출간한 학술총서 `박정희 시대를 회고한다'에서 "인혁당 사건은 조작이 아니다"라고 증언한 것에 빗대서)[349]

- 2012년 9월 4일 "인간 포기한 흉악범 경고위해 사형제 필요" ("아동 성폭행범 사형집행론에 대해 어떻게 생각하느냐"는 질문에)[350]

- 2012년 9월 10일 "몇 십년 전 역사라 지금도 논란이 있고 다양한 생각이 있다. 그런 부분에 대해서는 역사가 객관적인 판단을 해 나가지 않겠는가. 역사의 몫이고 국민의 몫이라고 생각한다. 유신에 대해 당시 아버지가 '내 무덤에 침을 뱉어라' 그렇게까지 하면서 나라를 위해 노심초사했다. 그 말 속에 모든 것이 다 함축돼 있다고 생각한다" (MBC 라디오 < 손석희의 시선집중 >에서 유신에 대한 입장을 묻는 질문에)[348]

- 2012년 9월 6일 "(정준길 새누리당 대선기획단 공보위원은) 협박을 하거나 압력을 넣을 만한 위치에 있는 사람도 아닌데, 도대체 이해가 안될 뿐" ("새누리당 정준길 공보위원이 대선 불출마를 종용했다"는 안철수 서울대 융합과학기술대학원장 측 금태섭 변호사의 주장에 대하여)[351]

- 2012년 9월 7일 "어떻게 친구 사이에 이런 일이 벌어져요?" (박근혜 측 정준길과 안철수 측 금태섭이 서울대 86학번 동기 동창인 것에 빗대어)[352]

- 2012년 10월 13일 "(북방한계선(NLL)과 관련된) 문제를 제일 잘 아는 사람들이 당시에 관계된 사람들 아니겠느냐. 관련된 사람들이 명백하게 밝힐 필요가 있다" (2007년 남북정상회담에서 고 노무현 전 대통령이 김정일과의 비밀회동을 갖고 NLL을 포기한다고 발언한 것을 기록한 대화록이 있다는 정문헌 새누리당 의원의 주장에 동조하면서 문재인 민주통합당 후보를 정면 겨냥하며)[353]

- 2012년 1월 2일 "바쁜 '벌꿀'은 슬퍼할 겨를도 없다" (힐링캠프에 출연해 고 육영수 여사 서거당시 심정을 윌리엄 블레이크의 '바쁜 꿀벌은 슬퍼할 겨를도 없다'를 잘못 빗대며)[354]

- 2012년 9월 24일 "5·16, 유신, '민혁당 사건'은 헌법 가치를 훼손되고 정치 발전을 지연시키는 결과를 가져왔다. 그로 인해 상처와 피해 입은 분들에게 다시 한번 진심으로 사과한다" (과거사 사과 기자 회견 중 '인혁당'을 '민혁당'으로 잘못 말하며)[355]

- 2012년 10월 10일 "'전화위기'의 계기로 삼아…" (경기도당 선거대책위원회 출범식에서 '전화위복'을 전화위기'로 잘못 말하며)[356]

- 2012년 10월 8일 "제가 이공계 출신이니 뭔가 DNA가 다르지 않겠느냐, 제가 과학인들의 열정이 솟아나도록 모든 것을 걸고 한번 해보겠다" (카이스트 본관에서 대전 지역 과학기술연구원들과 간담회를 가지며)[357]

- 2012년 11월 25일 "오늘로 지난 15년 동안 국민의 애환과 기쁨을 같이 나누어 왔던 '대통령직'을 사퇴하겠습니다." (2012년 국회의원 사퇴 기자회견에서 '국회의원직'을 '대통령직'으로 잘못 말하며)[358]

- 2012년 12월 10일 "정부가 자의적으로 쓸 수 있는 재량 지출을 줄이고 세입 확대는 비과세 감면제도를 정비한다거나, '지하경제를 활성화'해 매년 27조, 5년간 135조원을 마련할 것이다." (2012년 대선후보 2차 TV 토론회에서 문재인 후보가 복지재원 확보방안을 묻자)[359]

- 2014년 1월 6일 "한 마디로 '통일은 대박이다'라고 생각한다." (2014년 신년 기자회견에서 평화통일 구축 방안을 묻자)[360]

- 2014년 3월 10일 "쓸 데 없는 규제는 아주 우리의 원수라고 생각을 하고, 우리 몸에 있는 우리 몸을 자꾸 죽여 가는 암덩어리라고 생각을 해서 ...(중략)... 우리가 쳐부술 원수라고 생각을 하고 우리 몸에 제거하지 않으면 우리 몸이 죽는다는 암덩어리로 생각을 하고 규제를 반드시 아주 겉핥기식이 아니라 확확 들어내는 데에 모든 역량을 집중했으면, 그렇게 생각을 합니다." (청와대 석비서관회의 마무리 발언에서 규제 개혁에 대해 강조하며)[361]

- 2014년 4월 16일 "구명조끼를 학생들은 입었다고 하는데 그렇게 발견하기가 힘듭니까?" (세월호 침몰 사고와 관련해서 중앙재난안전대책본부를 찾아 상황을 점검하며)[362]

- 2014년 12월 7일 "한 언론이 제대로 확인도 하지 않고 보도를 한 후에 찌라시에나 나오는 그런 얘기들에 이 나라 전체가 흔들린다는 것은 정말 대한민국이 부끄러운 일이라고 생각합니다." (새누리당 지도부 등을 청와대로 초청해 가진 오찬에서 정윤회 국정개입 의혹 등에 대한 입장을 밝히며)[363]

- 2015년 3월 19일 "대한민국의 청년이 텅텅 빌 정도로 한번 해 보세요. 다 어디 갔나? 저 중동에 다 갔다고." (무역투자진흥회의에서 청년 해외 진출 지원 방안 마련을 독려하며)[364]

- 2015년 5월 5일 "정말 간절하게 원하면 전 우주가 나서서 다 같이 도와준다는 말이 있다." (청와대에서 열린 어린이날 축하 행사에서 한 초등학생이 대통령이 되고싶다고 말하자)[365]

- 2015년 5월 12일 "우리의 핵심 목표는, 올해 달성해야 할 것이 이것이다, 하고 정신을 차리고 나아가면 우리의 에너지를 분산시키는 것을 해낼 수 있다는 그런 마음을 가지셔야 될 거라고 생각합니다." (국무회의 시작 전)[366]

- 2015년 6월 5일 "여기 계시다가 건강하게 다시 나간다는 것은 다른 환자분들도 우리가 정성을 다하면 된다는 얘기죠?" (메르스 확진환자를 치료중인 국립중앙의료원을 방문해)[367]

- 2015년 6월 25일 "정치적으로 선거수단으로 삼아서 당선된 후에 신뢰 어기는 배신의 정치는 결국 패권주의와 줄세우기 정치를 양산하는 것으로 반드시 선거에서 국민들이 심판해주셔야 할 것이다."(국무회의에서 법률에 위반한 시행령에 대한 수정 요청 권한을 규정한 국회법 개정안에 대해 거부권을 행사하며)[368]

- 2015년 11월 10일 "자기 나라 역사를 모르면 혼이 없고, 잘못 배우면 혼이 비정상이 될 수 밖에 없다"(국무회의에서 역사교과서 국정화와 관련해 언급하며)[369]

- 2017년 3월 12일 "저에게 주어진 소명을 마무리 하지 못하고 내려 오게 된점 국민들께 죄송하게 생각합니다 허나 진실은 먼 훗날이 지나더라도 밝혀질것이라 생각합니다.(청와대에서 퇴거 하면서 민경욱 자유한국당 의원 대독으로 밝힌 메시지에서)[370]

- 2017년 3월 21일 "내가 검은 돈 받으려고 대통령 된 줄 아느냐? 지난 4년여 재임기간 중 오직 국가와 국민을 위해서 대통령으로서 일해 왔는데 어떻게 나를 그렇게 더러운 사람으로 만들수 있는가?(검찰 조사에서)</ref>

- 2018년 1월 내가 임기도 못마치고 그렇게 쫓겨나듯이 나올 운명이어서 그렇게 쉬는날도 없이 하루종일 일만 했나보다.(측근 유영하 변호사에게)

- 2022년 3월 24일 "남은 인생 대한민국과 대구의 발전을 위해서 살고 싶다.(사면 후 대구 달성 사저 입주 당시 기자회견에서)</ref>

- 2022년 4월 12일 "성공한 대통령이 되어 달라"(윤석열 20대 대통령 당선인의 예방을 받고 환담에서)</ref>

## 관련 서적
- 김종철. 《박근혜 바로보기》. 프레스바이플. 2012년. ISBN 9788996903710

## 같이 보기
- 박근혜 정부
- 제6공화국
- 대한민국 제17대 대통령 선거
- 대한민국 제18대 대통령 선거
- 달성군 (1996년 선거구)
- 대구 달성군의 국회의원
- 대한민국 제19대 국회의원 선거 새누리당 후보 목록#비례대표
- 박정희
- 육영수
- 최태민
- 전두환
- 김대중
- 김영삼
- 김종필
- 노무현
- 이회창
- 이명박
- 문재인
- 윤석열
- 이재명
- 한나라당
- 새누리당(현 국민의힘의 전신)
- 자유한국당
- 극우
- 한국미래연합
- 미래희망연대
- 정수장학회
- 육영재단
- 박사모
- 박근령
- 박지만
- 세계평화공원
- 적화통일 (통일은 대박 발언)
- 박근혜-최순실 게이트
- 박근혜 대통령 탄핵

## 박근혜가 등장한 작품

### 드라마
- 제4공화국(MBC) - 전유진
- 코리아게이트(SBS) - 이진아
- 제5공화국(MBC) - 고정민

### 예능
- 폭소클럽 2(KBS 2TV) - 강주희
- 개그공화국(MBN) - 김미진
- SNL 코리아(tvN) - 정성호, 김슬기
- 9595쇼(tbs) - 전영미